# Villa Berg (Kunstwerke)

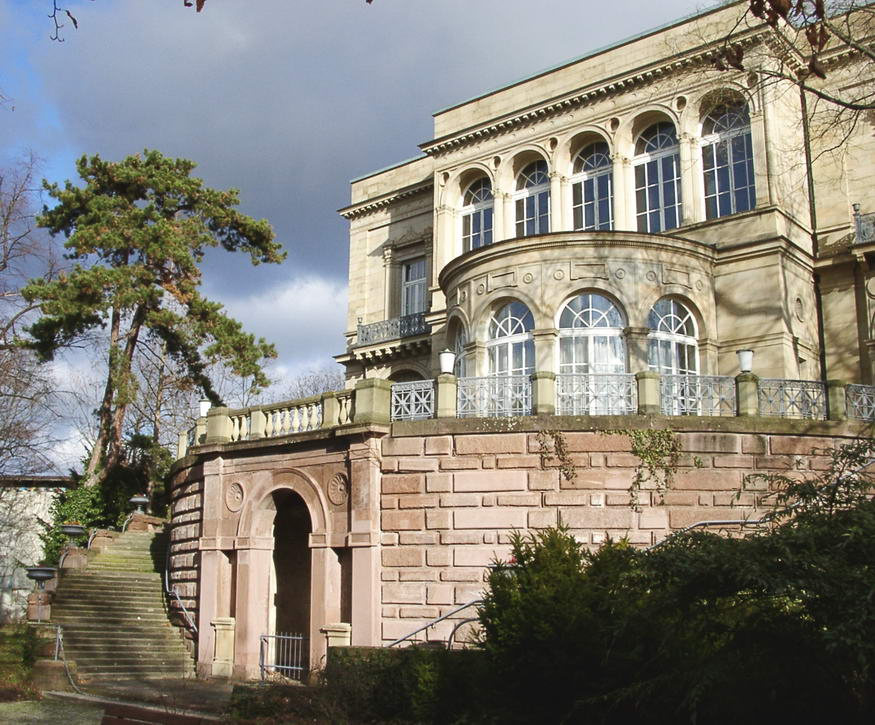
Villa Berg von Westen, 2005

Bei der Villa Berg in Stuttgart waren viele Kunstwerke aufgestellt, von denen ein großer Teil verschollen, zerstört oder verkauft worden ist. Manche haben sich am ursprünglichen Ort erhalten, einige Objekte können im Städtischen Lapidarium und in der Rotunde der Staatsgalerie in Stuttgart besichtigt werden, und manche sind in städtischen Ämtern magaziniert.
Im Folgenden werden ausgewählte Kunstwerke beschrieben, die ehemals zur Villa Berg bzw. zum Park Villa Berg gehörten oder noch gehören. Die Werke werden alphabetisch nach Künstlern und nach heutigen Standorten aufgelistet.

## Nach Künstlern
Die Werke werden pro Künstler nach der Reihenfolge des Entstehungsjahrs angeführt, bei unbekanntem Entstehungsjahr im Anschluss an die Werke mit einem Entstehungsjahr.

### Donato Barcaglia

#### Liebe macht blind (1884)

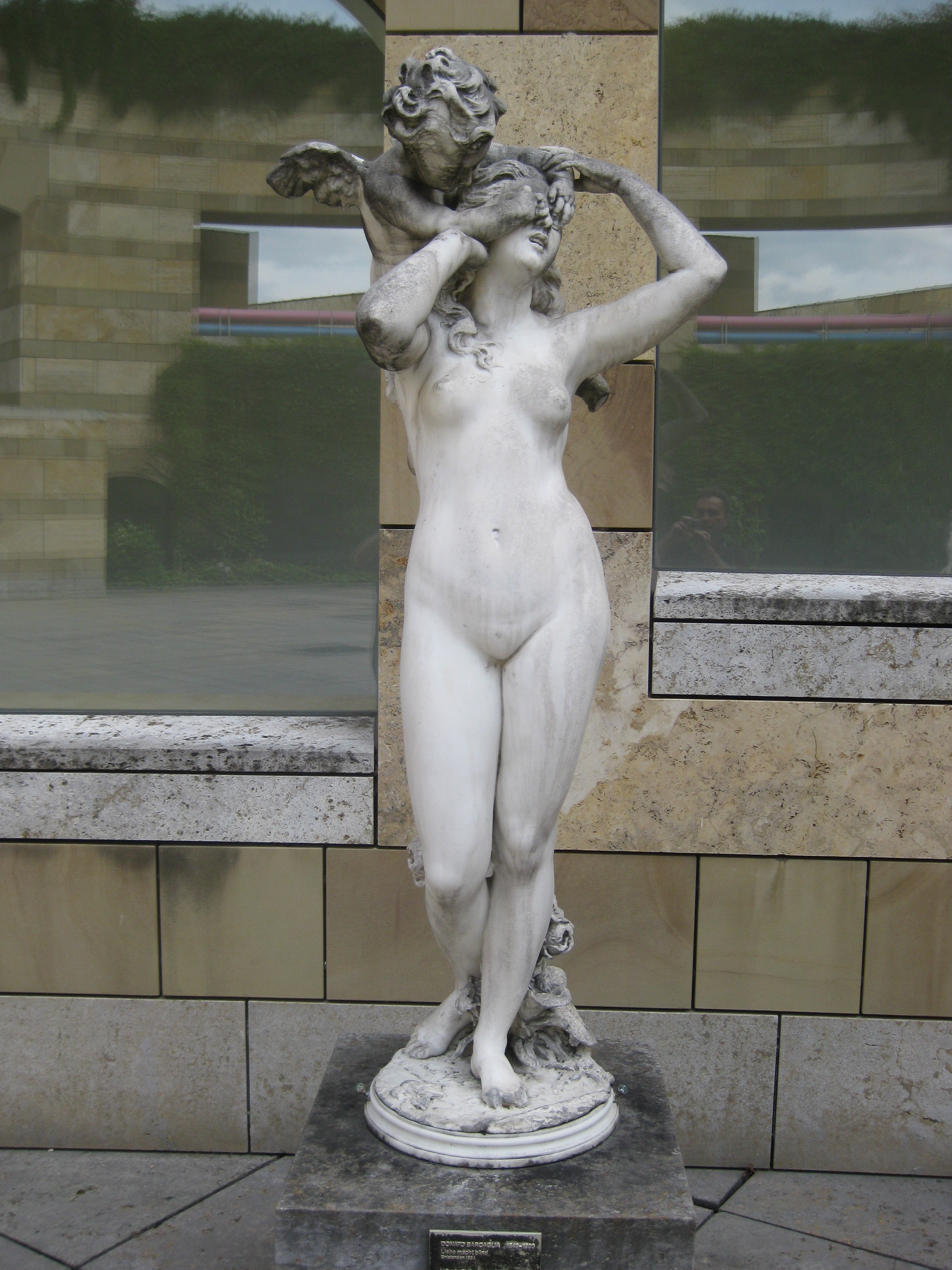

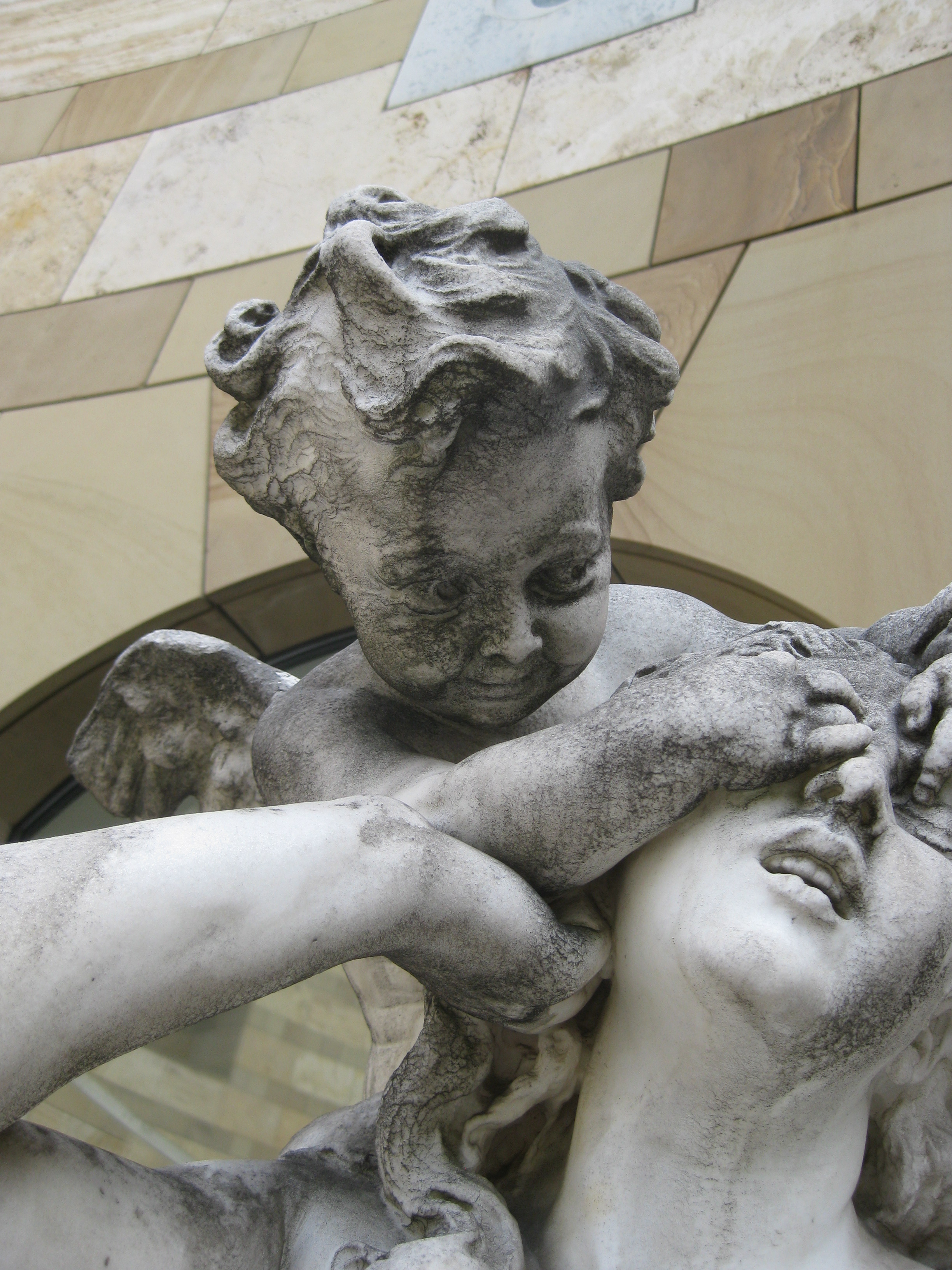

Figurative Darstellung des Sprichworts „Liebe macht blind“ in einer klassizistischen Rundplastik
von Donato Barcaglia (1849–1930) auf runder, profilierter Plinthe mit Rosenstock, Marmor, quaderförmiger Steinsockel, unterlebensgroß, auf dem Sockel bezeichnet: „D. Barcaglia / Milano / 1884“, Entstehungsjahr 1884, nach 1925: Stuttgart, Villa Berg, oberer Absatz des unteren Treppenhauses, nach dem Zweiten Weltkrieg: Stuttgart, Städtisches Lapidarium, heute: Stuttgart, Staatsgalerie, Rotunde (als Leihgabe des Städtischen Lapidariums, Inventarnummer 70), Erhaltungszustand: fehlende Zehen am linken Fuß der Frau, Putte mit abgebrochenem Flügel und Füßen, Rosenstock verwittert, Schwärzungen.
Eine nackte Schöne von sinnlicher Weiblichkeit wehrt sich zaghaft gegen den Angriff eines geflügelten und gelockten Amorknaben, der sie hinterrücks überfällt und sich auf ihrem Rücken festsetzt. Ihr Antlitz, umrahmt von wallenden Botticelli-Ringellocken, spiegelt die Leidenschaft, ihr halbgeöffneter Mund die Atemlosigkeit der Begierde. Der Putto verschließt ihr mit seinen dicken Fingerchen die Augen, die gar nichts sehen wollen, weil sie von dem Geliebten träumt.
Die Statue wurde der Stadt Stuttgart in den späten 1920er Jahren von der Stadträtin Ella Ehni für die Villa Berg zum Geschenk gemacht.
Literatur: Gohl 2007, Seite 50, 120–121; Wais 1954, Seite 107.

### Otto Baum

#### Mahnmal (1960)

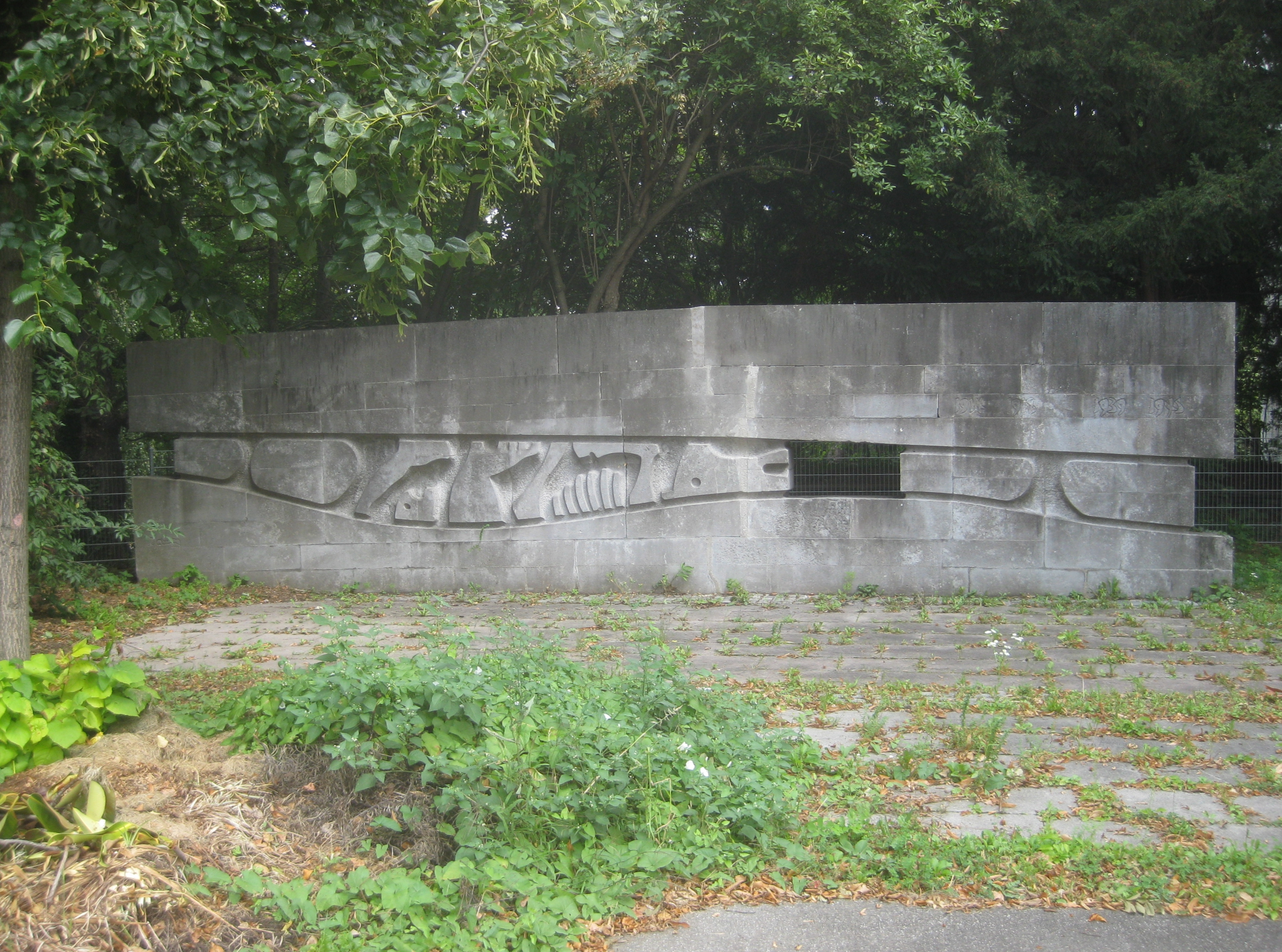

Andere Werktitel: Mahnmal für die gefallenen Schüler, Ehrenmal für die gefallenen Schüler der Wirtschaftsoberschule, Ehrenmal für die gefallenen Schüler. Doppelseitiges Mauerrelief von Otto Baum, gemauerter Muschelkalk, Höhe 2,40 m, Länge 10 m, Tiefe 0,60 m, signiert vorn unten links: „Baum“, Inschrift vorn oben rechts: „1914 1918 1939 1945“, Entstehungsjahr 1960, Stuttgart, am Ostende des Parks Villa Berg, im Hof der Johann-Friedrich-von-Cotta-Schule, Erhaltungszustand: Mauerwerk in der Mitte auseinandergebrochen, Bruchstelle notdürftig mit Mörtel ausgefüllt, Rückseite fast vollständig mit Graffiti zugeschmiert, die ursprüngliche Farbgebung ist verschwunden.
Die Johann-Friedrich-von-Cotta-Schule beherbergt mehrere Schularten, u. a. ein Wirtschaftsgymnasium, und ging aus einer seit 1937 bestehenden Wirtschaftsoberschule hervor. 1959 bezog die Schule den Neubau im Park Villa Berg, ein Jahr später 1960 wurde das Mahnmal für die gefallenen Schüler errichtet. Es ist nicht bekannt, aus welchem aktuellen Anlass und auf wessen Veranlassung das Ehrenmal erst 15 Jahre nach dem letzten Krieg errichtet wurde. Umso erstaunlicher ist es, dass es heute, 65 Jahre nach dem Krieg, dem Verfall preisgegeben wird.
Die monumentale „Klagemauer“ drückt die Sprachlosigkeit nach dem Entsetzen der beiden Weltkriege aus. Keine Worte des Gedenkens, keine Namen von Gefallenen, nur die nackten Jahreszahlen der Kriege finden sich auf der Mauer, und auch die beiden Steinreliefs reden nur in Chiffren. Wie der Rachen eines allesverschlingenden Krokodils klaffen die wellenförmige Grundmauer und das rechteckige Deckgebälk, das von schwerlastenden Steinblöcken bekrönt wird, auseinander und zerquetschen erbarmungslos, was ihnen zwischen die „Zähne“ gerät. Neben klobigen, rundlich-rechteckigen Formen, die sich einer konkreten Deutung entziehen, scheinen Knochengebilde – Schädel, Brustkorb und Gliedmaßen – dem gnadenlosen Werk der Zermalmung unterworfen zu sein. Während das vordere Relief „abstrahiert die durch den Krieg geschundene Kreatur“ symbolisiert, gemahnen die „Flammen und Trümmer auf der Rückseite“ an „die materiellen Zerstörungen“ des Kriegs.
Das als „Ehrenmal“ gedachte „Mahnmal“ macht niemandem Ehre, es ist in seinem erbarmungswürdigen Zustand vielmehr eine steinerne Mahnung, so nicht mit Kulturgütern und der Erinnerung an die Toten der Weltkriege umzugehen.
Literatur: Baum 2000, Seite 74, 185, 198; Gohl 2010, Seite 25; Stroebel 1963.

### Georg Beer

#### Sockel der Wetterhexe (1584–1593)

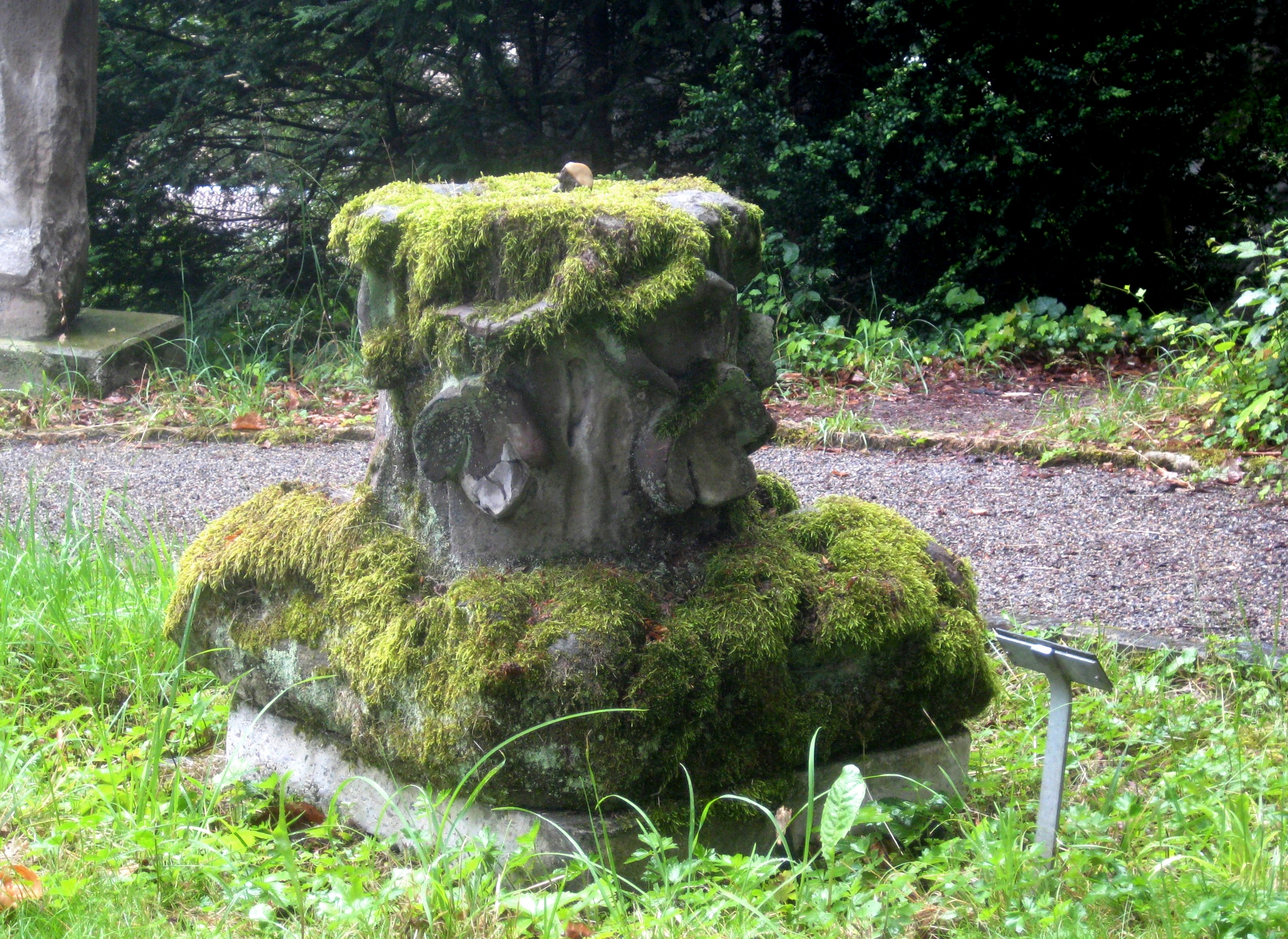

Sockel einer Wetterfahne mit Blattrankenverzierung von Georg Beer, dem Erbauer des Neuen Lusthauses, Sandstein, Höhe 75 cm, Entstehungsjahr 1584–1593, ursprünglich: Stuttgart, Neues Lusthaus, 1853: Stuttgart, Villa Berg, 1890: Sammlung „Vaterländischer Altertümer“, 1935: Nordostturm des Alten Schlosses, heute: Stuttgart, Städtisches Lapidarium, Inventarnummer 23, Erhaltungszustand: verwittert, bis zur Unkenntlichkeit bemoost.
Der Sockel gehörte ursprünglich zu einer von zwei 3 Meter hohen kupfernen, goldbemalten Wetterfahnen. Eine der beiden Wetterfahnen ging beim Umbau des Neuen Lusthauses 1844/1845 verloren, die andere wurde im Zweiten Weltkrieg zerstört.
Simson mit den Stadttoren, die Lastträgerkonsole, die zwei Lastträgerkonsolen und der Sockel der Wetterhexe gehören zu den Bauteilen, die Kronprinz Karl auf Anraten Friedrich Hackländers beim Umbau des Neuen Lusthauses zum Hoftheater sicherstellen und später in die Villa Berg einbauen ließ.
Literatur: Hackländer 1878, Seite 78–79; Schmid 2006, Seite 82; Wais 1951, Seite 330–331; Wais 1954, Seite 124; Walcher 1887, Heft 1, Seite 5–7, Heft 5, Seite 8; Weber-Karge 1989, Seite 22–23.

### Jean-Baptiste Joseph Debay

#### Vier Jahreszeiten (vor 1858)

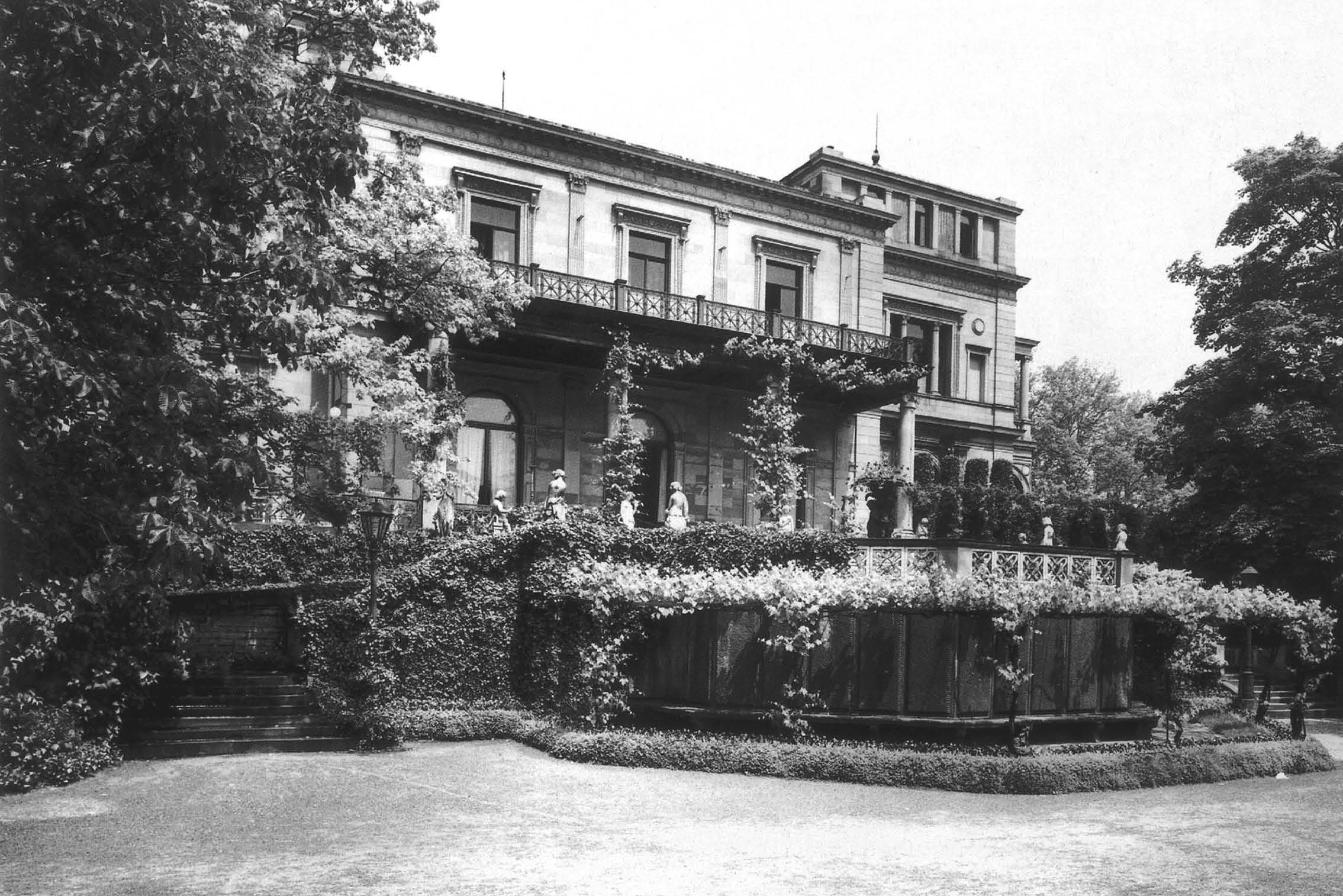
Südterrasse, um 1930, mit Jahreszeiten und Knabenfiguren
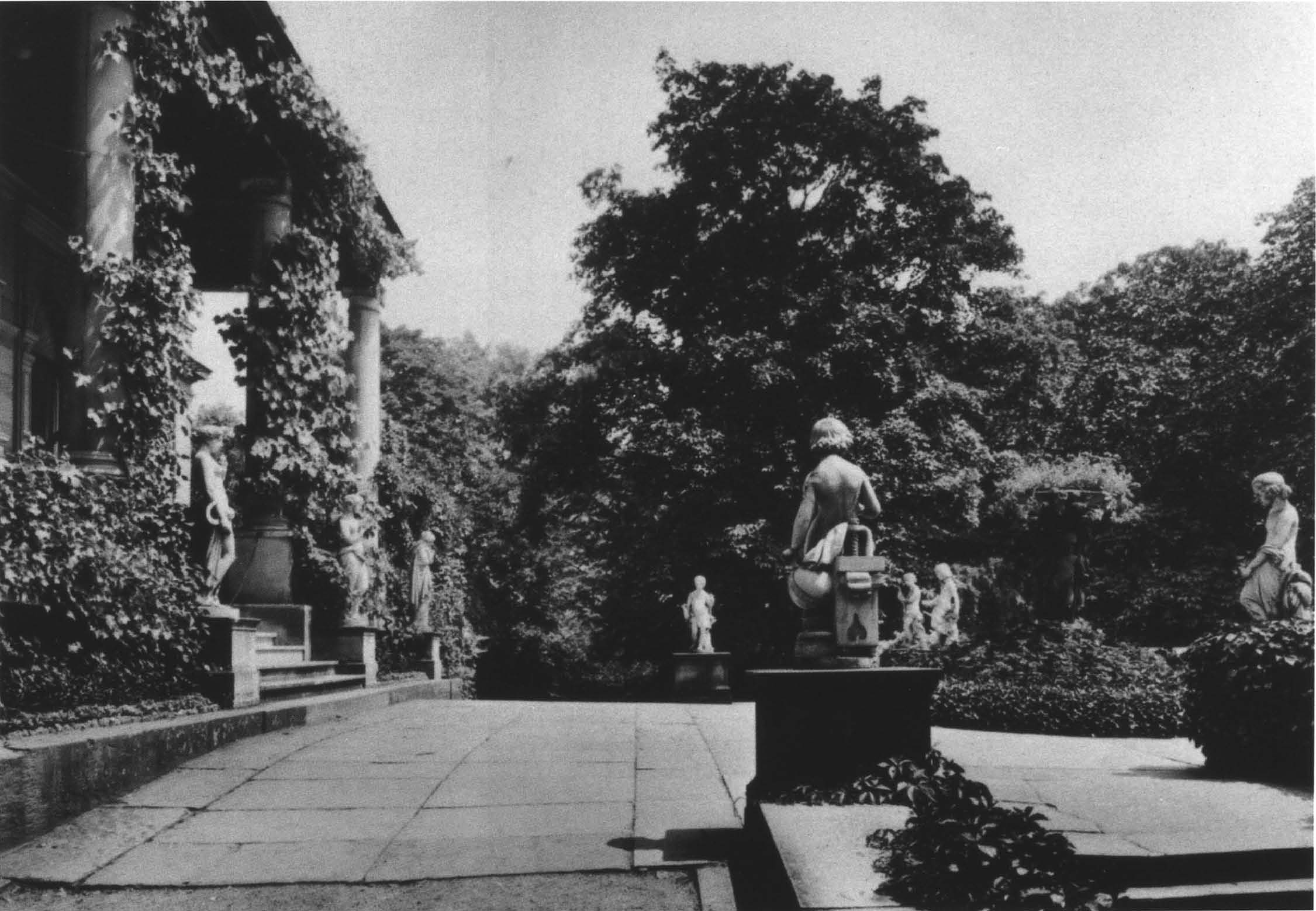
Südterrasse, um 1931, links: Sommer, Herbst und Winter, Mitte und rechts: fünf Knabenfiguren
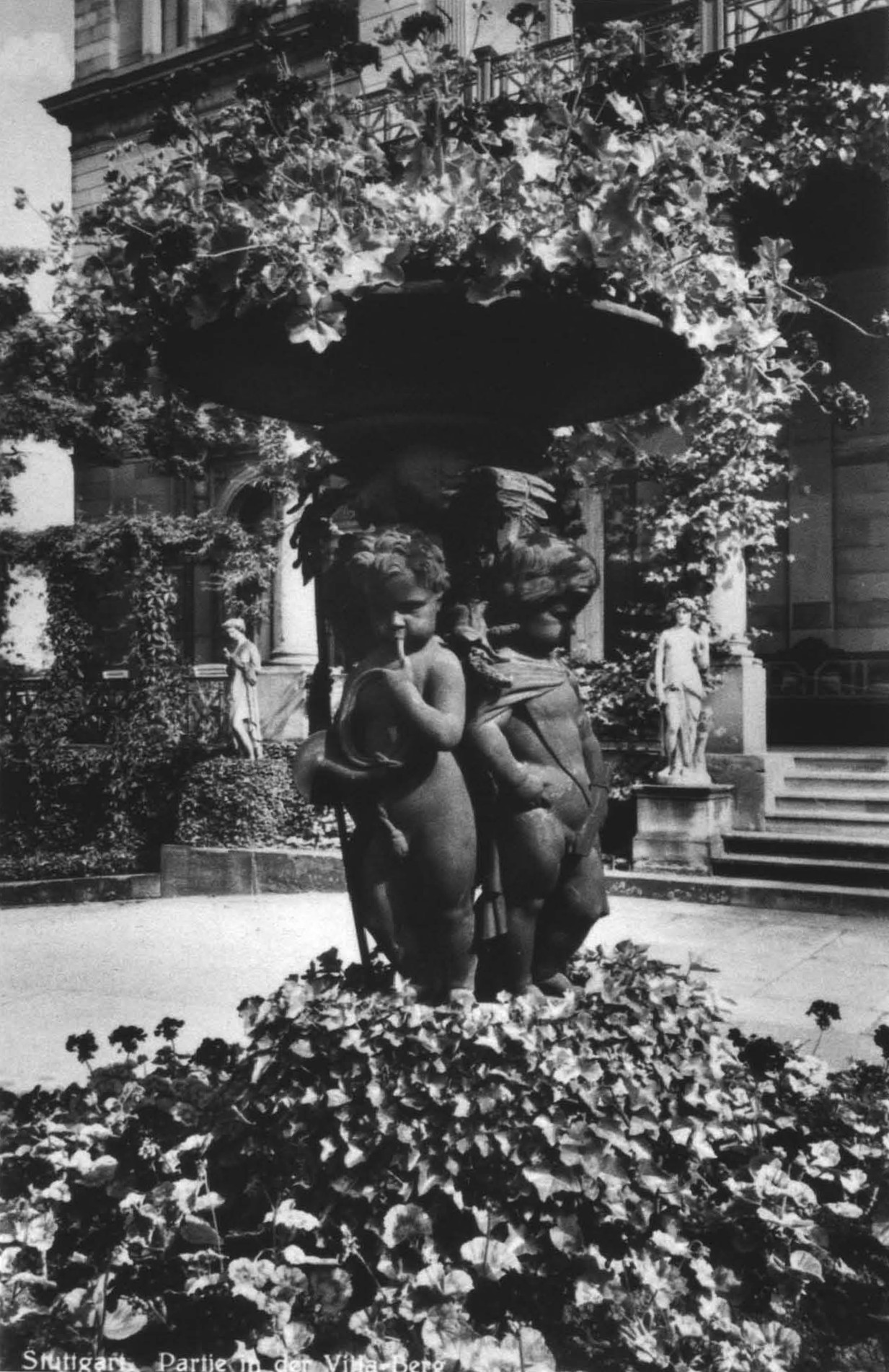
Südterrasse, um 1930, mit Puttenschale, im Hintergrund Frühling (links) und Sommer (rechts)

Allegorische Statuen der vier Jahreszeiten von Jean-Baptiste Joseph Debay, Vater (1779–1863) oder Sohn (1802–1862), Material unbekannt, lebensgroß, Entstehungsjahr vor 1858, ursprünglich: Stuttgart, Villa Berg, Halbachteckplatz der Südterrasse, heute: verschollen.
- Frühling: Frau mit Blumen im Haar.
- Sommer: Frau mit Ährenkranz, Sichel und Garbe in der Hand.
- Herbst: Frau mit Traubenkranz im Haar und mit Trinkschale.
- Winter: Frau, „dicht eingehüllt, frierend und wie von Kälte zusammenschauernd“.

Alle Angaben sind aus Büchele 1858 entnommen.
Literatur: Büchele 1858, Seite 299; Gohl 2010, Seite 39, 103, 104.

#### Allegorische Knabenfiguren (vor 1858)

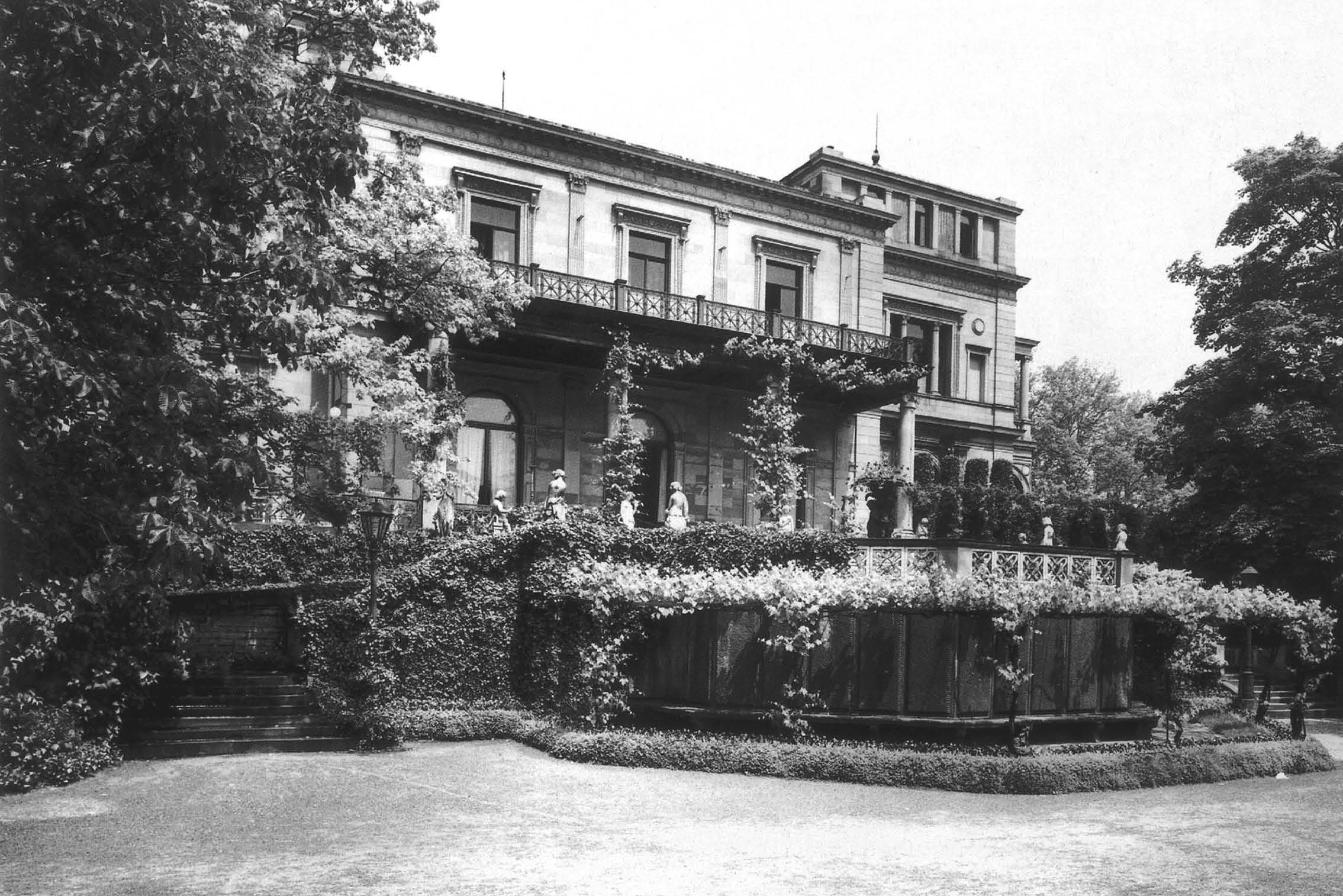
Südterrasse, um 1930, mit Jahreszeiten und Knabenfiguren
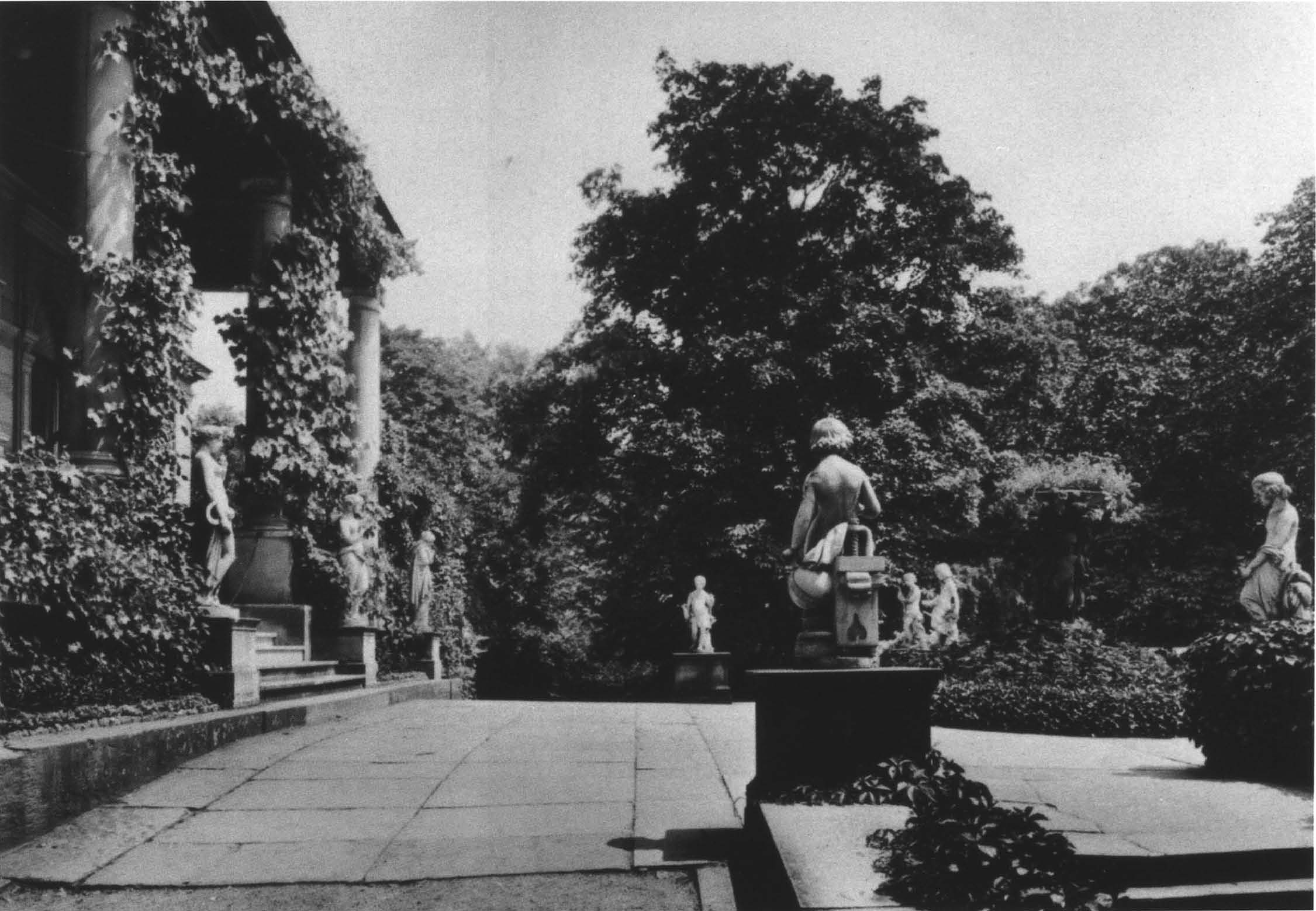
Südterrasse, um 1931, links: Sommer, Herbst und Winter, Mitte und rechts: fünf Knabenfiguren

Sechs allegorische Knabenfiguren von Jean-Baptiste Joseph Debay, Vater (1779–1863) oder Sohn (1802–1862), Material unbekannt, lebensgroß, Entstehungsjahr vor 1858, ursprünglich: Stuttgart, Villa Berg, Halbachteckplatz der Südterrasse, heute: verschollen.
Die Knabenstatuen versinnbildlichten nach Karl Büchele die Hauptrichtungen der Wissenschaft, der Kunst-, Handels- und Gewerbethätigkeit:
- Allegorie der Naturwissenschaft „, eine in der Hand gehaltene Muschel untersuchend, daneben als Attribute Globus und Schriftrollen“
- Allegorie der Stein- und Metallbildnerei „an einen Ambos gelehnt, mit Hammer in der einen und Amphora in der andern Hand“
- Allegorie der Skulptur „mit einem Torso“
- Allegorie der Schifffahrt „mit fliegenden Haaren und Seegeräthen als Attributen“
- Allegorie des Ackerbaus
- Allegorie des Handels

Alle Angaben sind aus Büchele 1858 entnommen.
Literatur: Büchele 1858, Seite 299; Gohl 2010, Seite 39, 103; Schümann 1973, Seite 72.

### Albert Güldenstein

#### Nymphenbrunnen (1851)

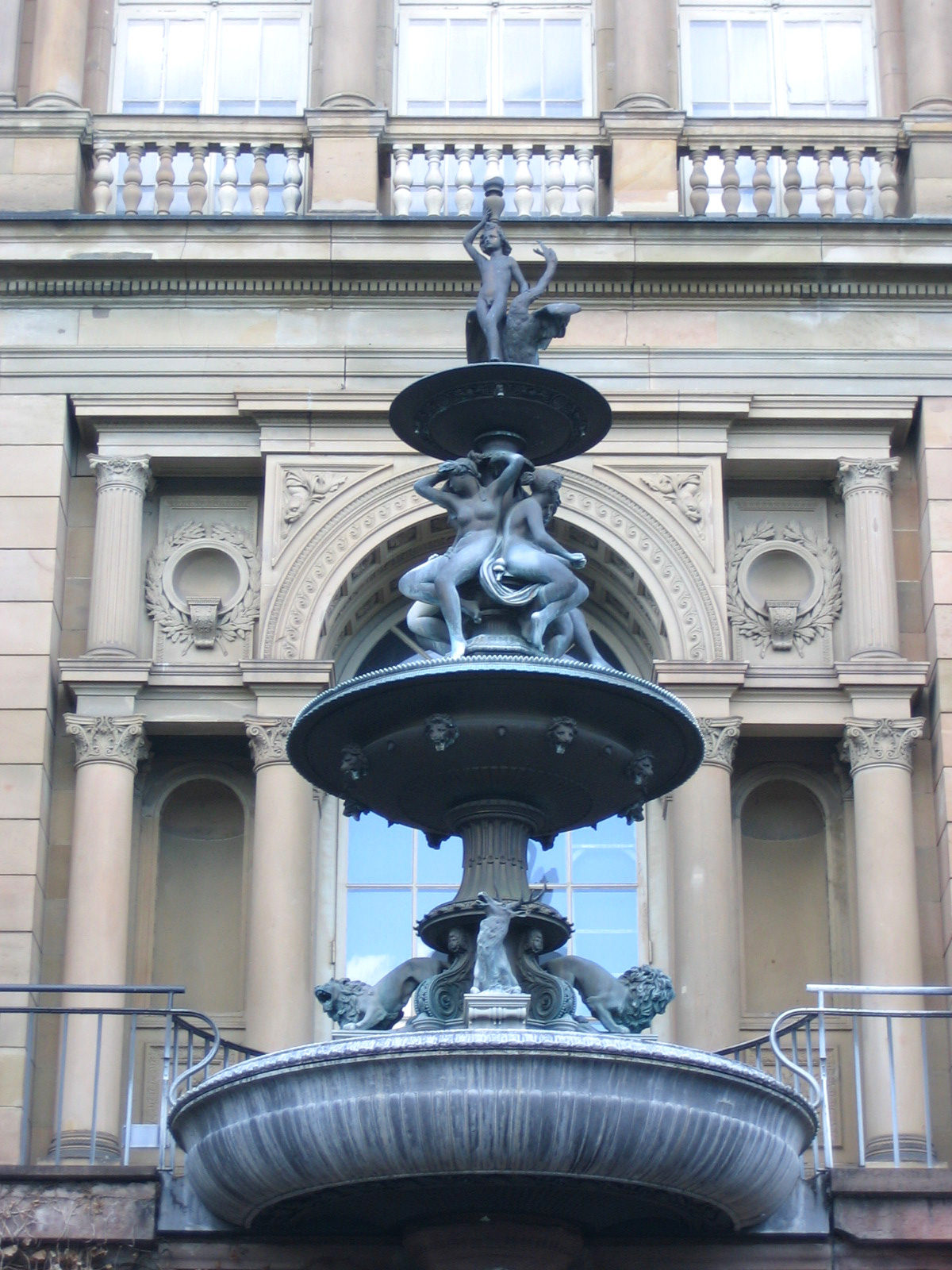

Bronzeguss in den Hüttenwerken Wasseralfingen nach Modellen von Albert Güldenstein nach einem Entwurf von Christian Friedrich von Leins, dem Architekten der Villa Berg, Entstehungsjahr 1851, Stuttgart, Villa Berg, Ostfassade. Erhaltungszustand: gut, bei einem Hirschen ist das Geweih abgebrochen.
Der dreischalige Brunnen kragt zur Hälfte über die Ostterrasse der Villa Berg hinaus, so dass sein Wasser in das ebenerdige Becken vor dem Unterbau strömen konnte. Die untere Schale trägt einen kreuzförmigen Steinsockel mit vier Konsolkapitellen, auf denen die württembergischen Wappentiere thronen, zwei Löwen und zwei Hirsche, die Löwen in drohender Haltung und mit aufgerissenem Rachen und im Wechsel mit ihnen zwei röhrende Hirsche. Über der mittleren Schale scharen sich vier nackte Nymphen um den reich profilierten und mit Fischen, Muscheln und Wasserschnecken verzierten Brunnenstock. Sie sind gerade dem Bade entstiegen und binden ihr wallendes Haar wieder auf. Auf der oberen Schale steht in lässiger Haltung ein nackter Genius. Mit dem rechten Arm balanciert er eine Amphora auf dem Kopf und mit der anderen krault er einen flügelschwingenden Schwan, der mit aufgesperrtem Schnabel begierig seinen langen Hals zur Amphora hin windet, um einen Wasserstrahl daraus aufzufangen.
Literatur: B 1007 Bü 1141; Bach 1900, Seite 319; Büchele 1858, Seite 297–298, 304; Dehio 1993, Seite 760; Gohl 2007, Seite 32–36, 172; Müller 1851; NN 1925, Seite 12; Petzold 1989; Wais 1954, Seite 60; Wenger 2003, Seite 33.

#### Auffahrtkandelaber (1853)

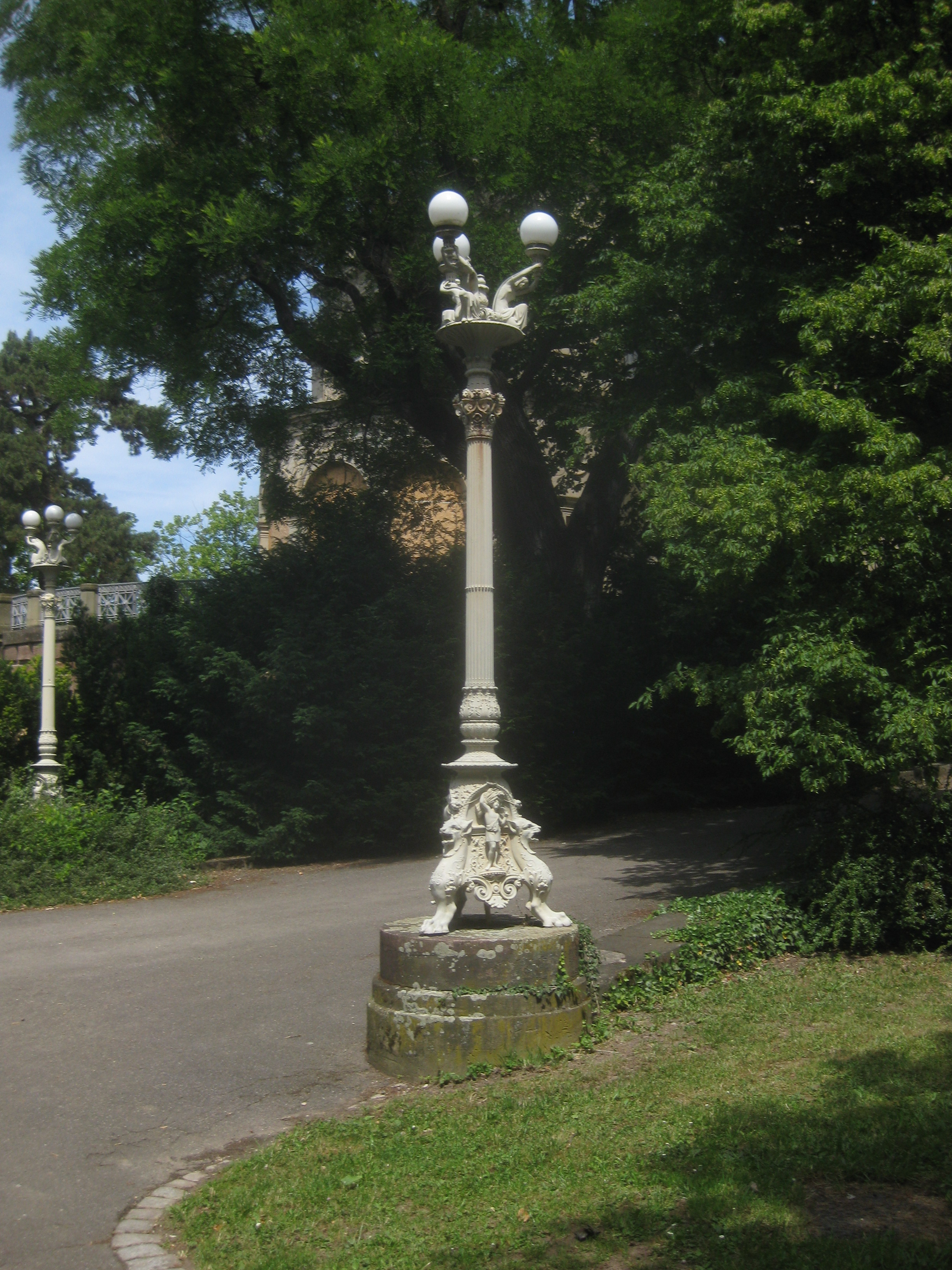
Kandelaber an der westlichen Auffahrt
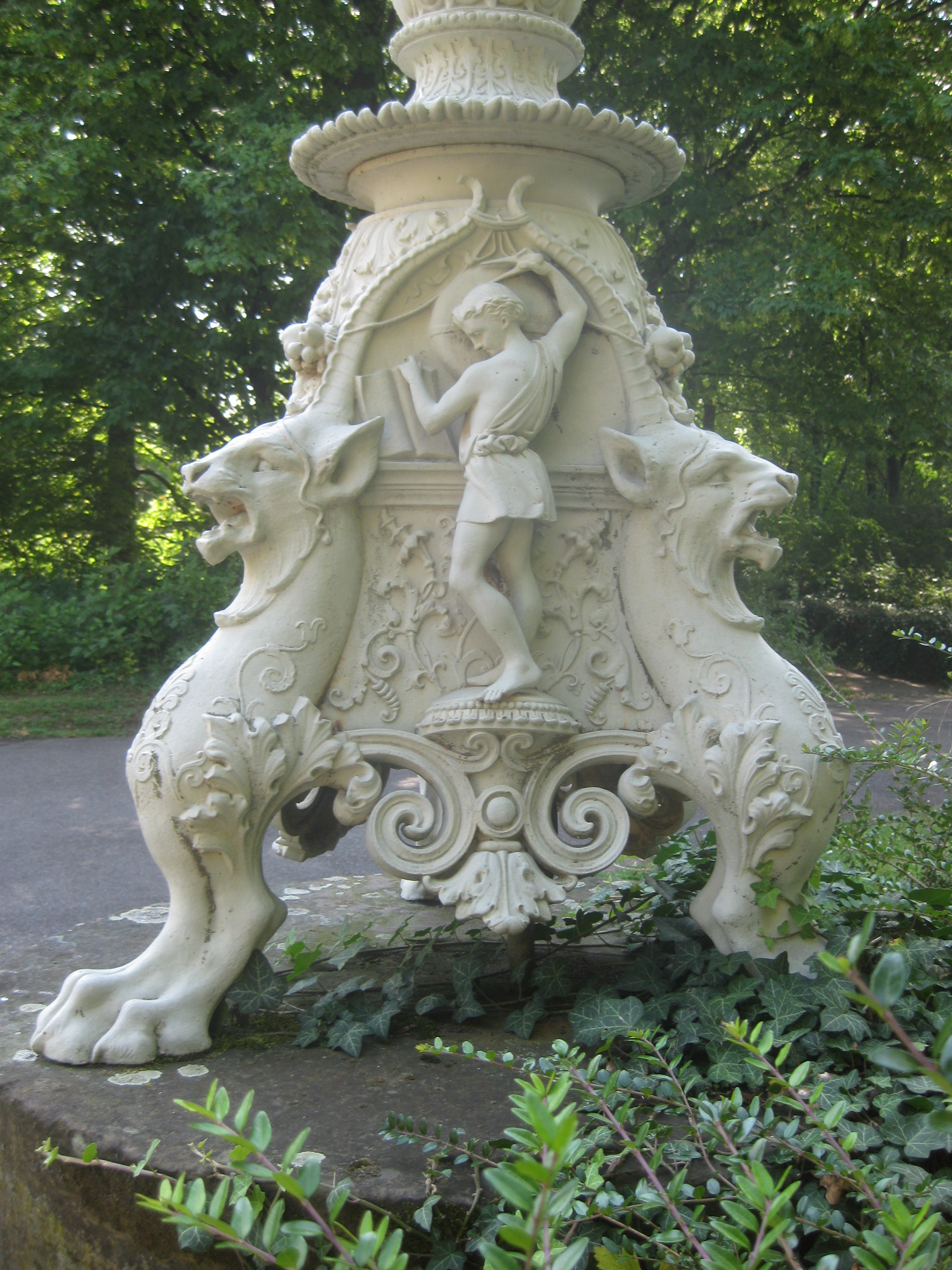
Kandelaberfuß mit Allegorie der Naturwissenschaften
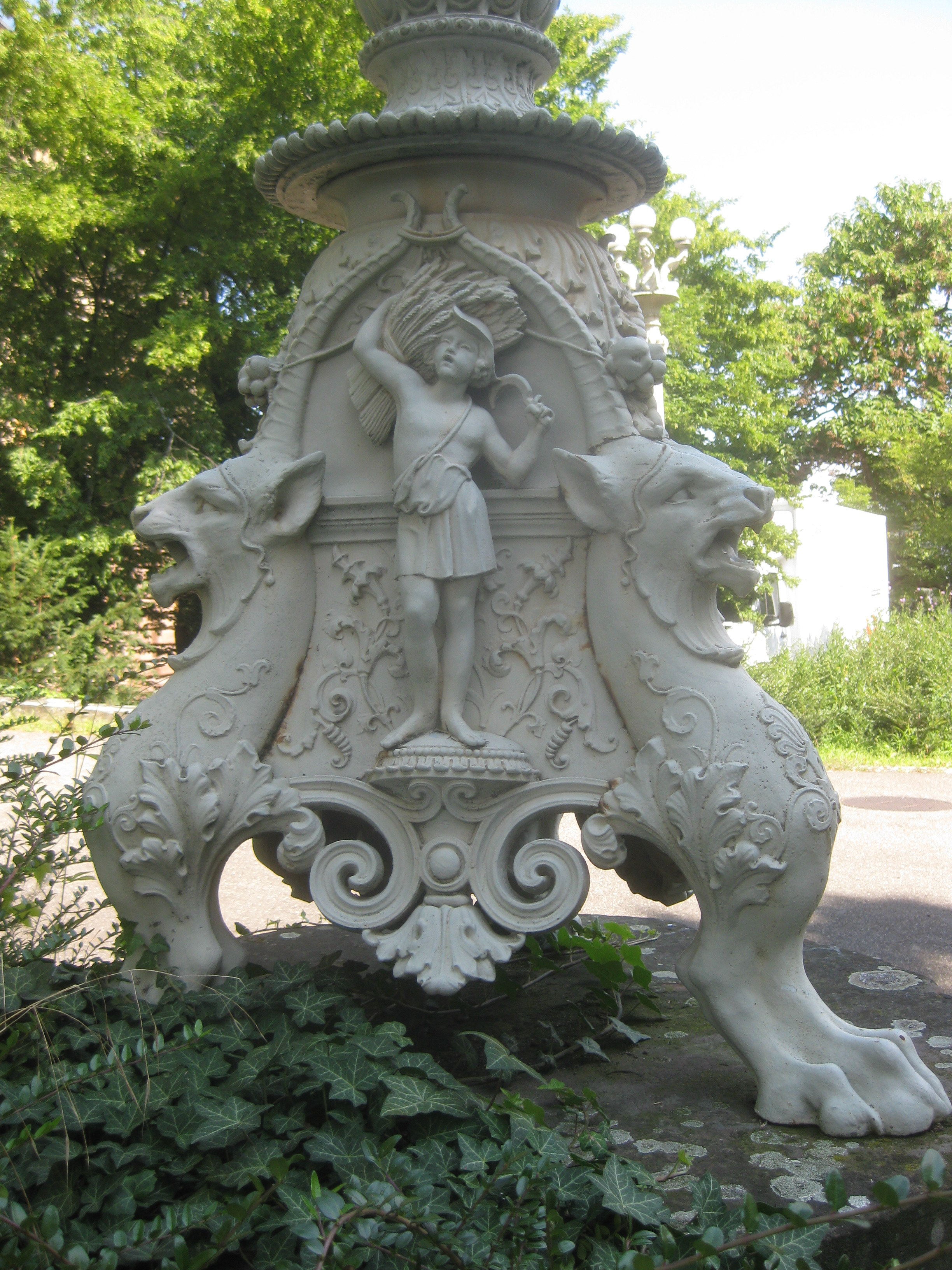
Kandelaberfuß mit Allegorie der Landwirtschaft
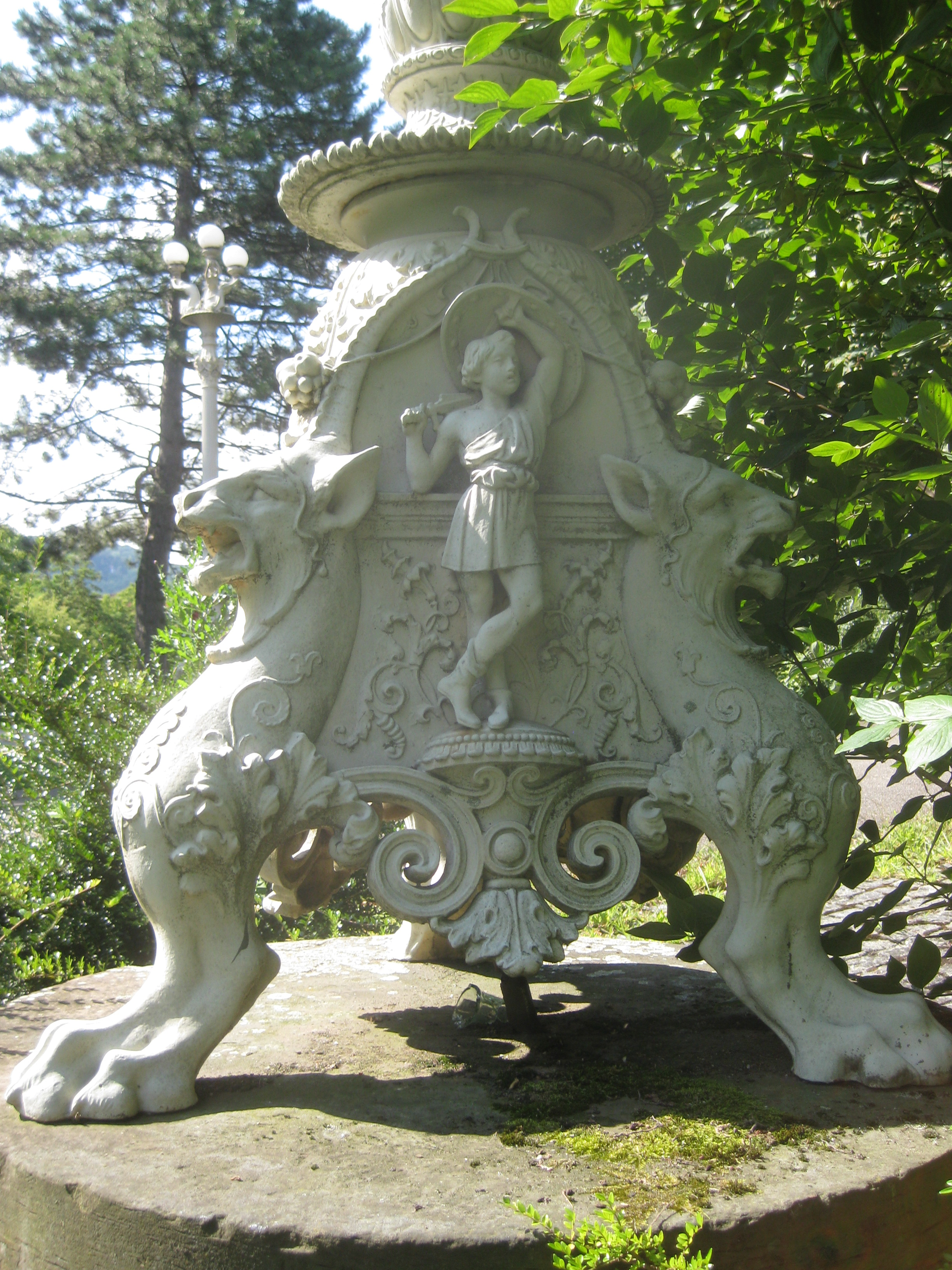
Kandelaberfuß mit Allegorie des Wehrstandes
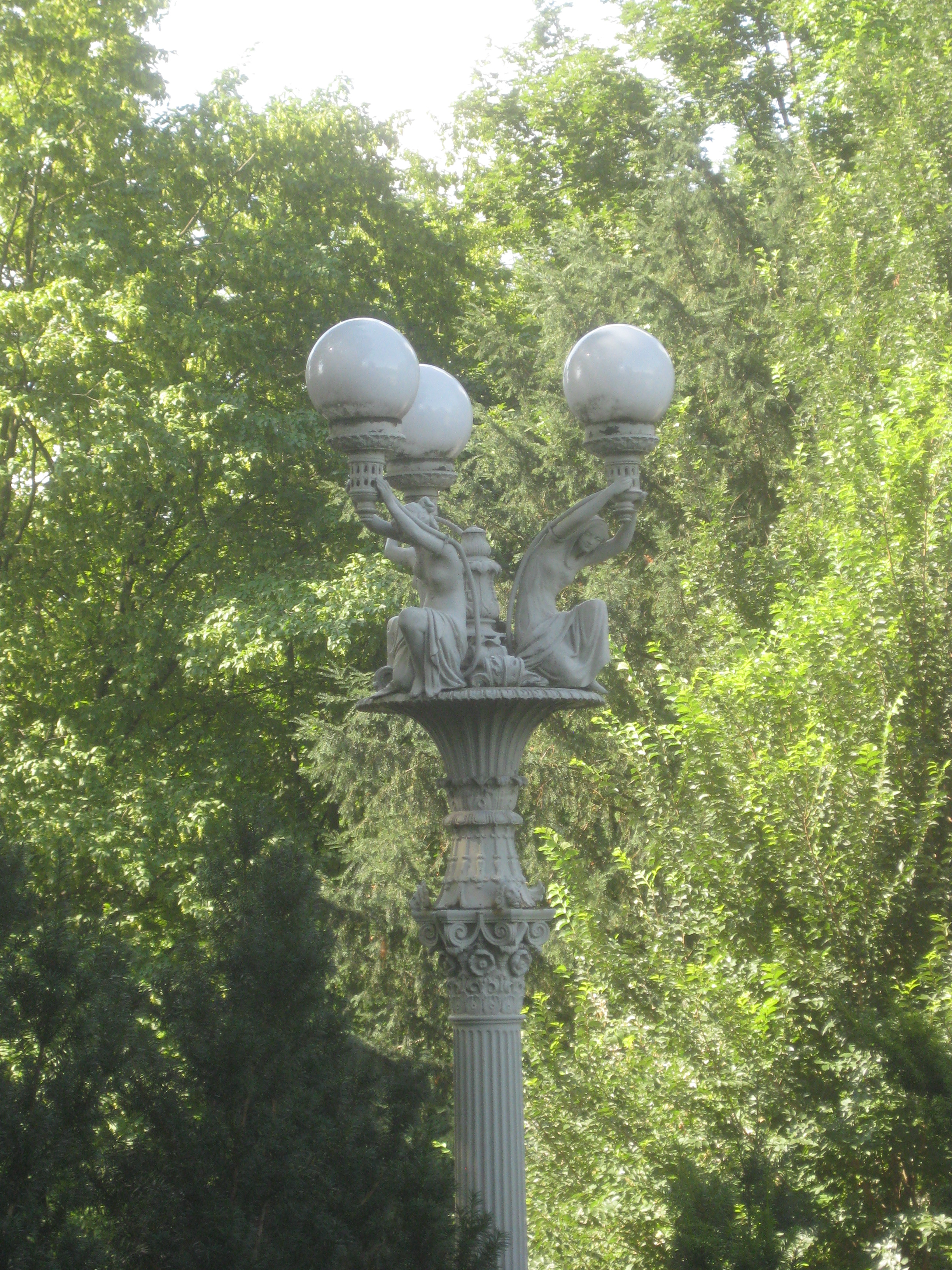
Obere Hälfte eines Kandelabers
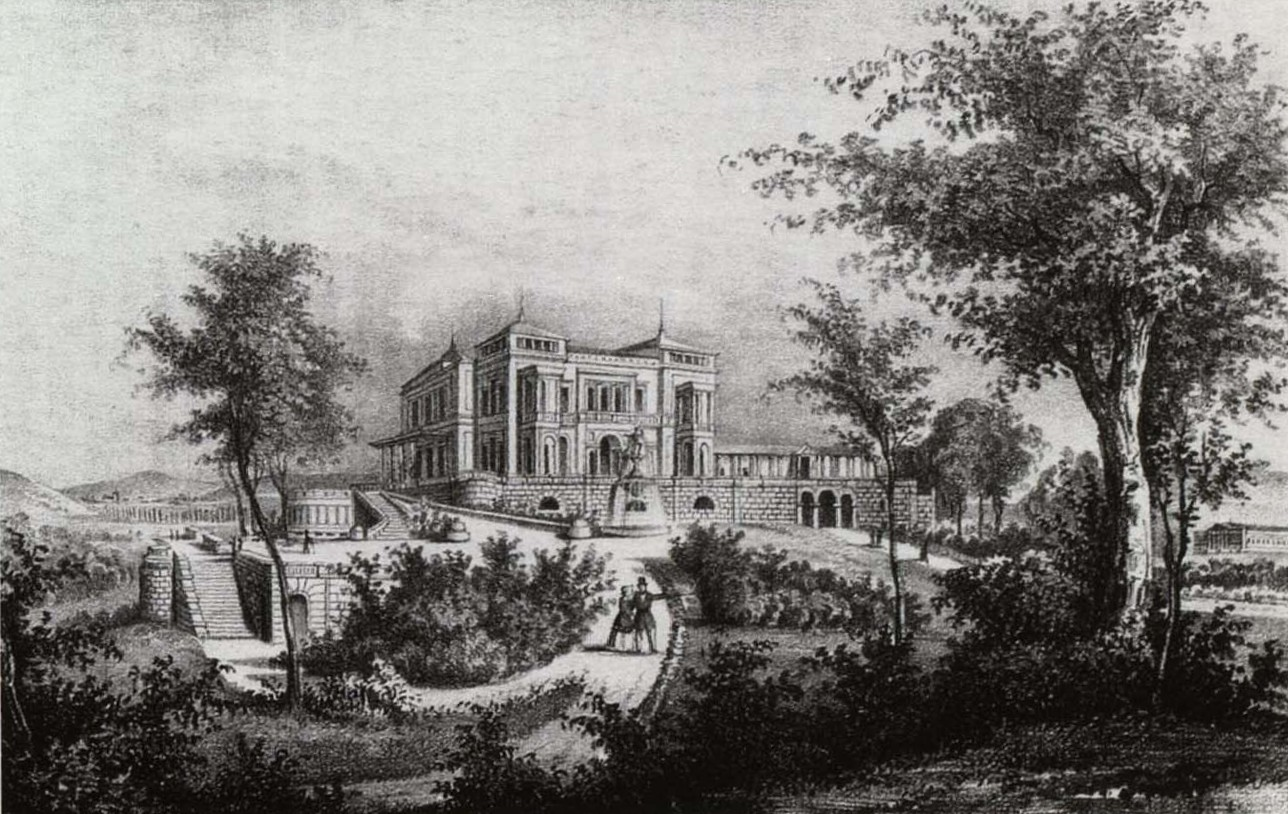
Ansicht der Villa von Südosten, 1852, Auffahrt mit leeren Kandelaberpostamenten
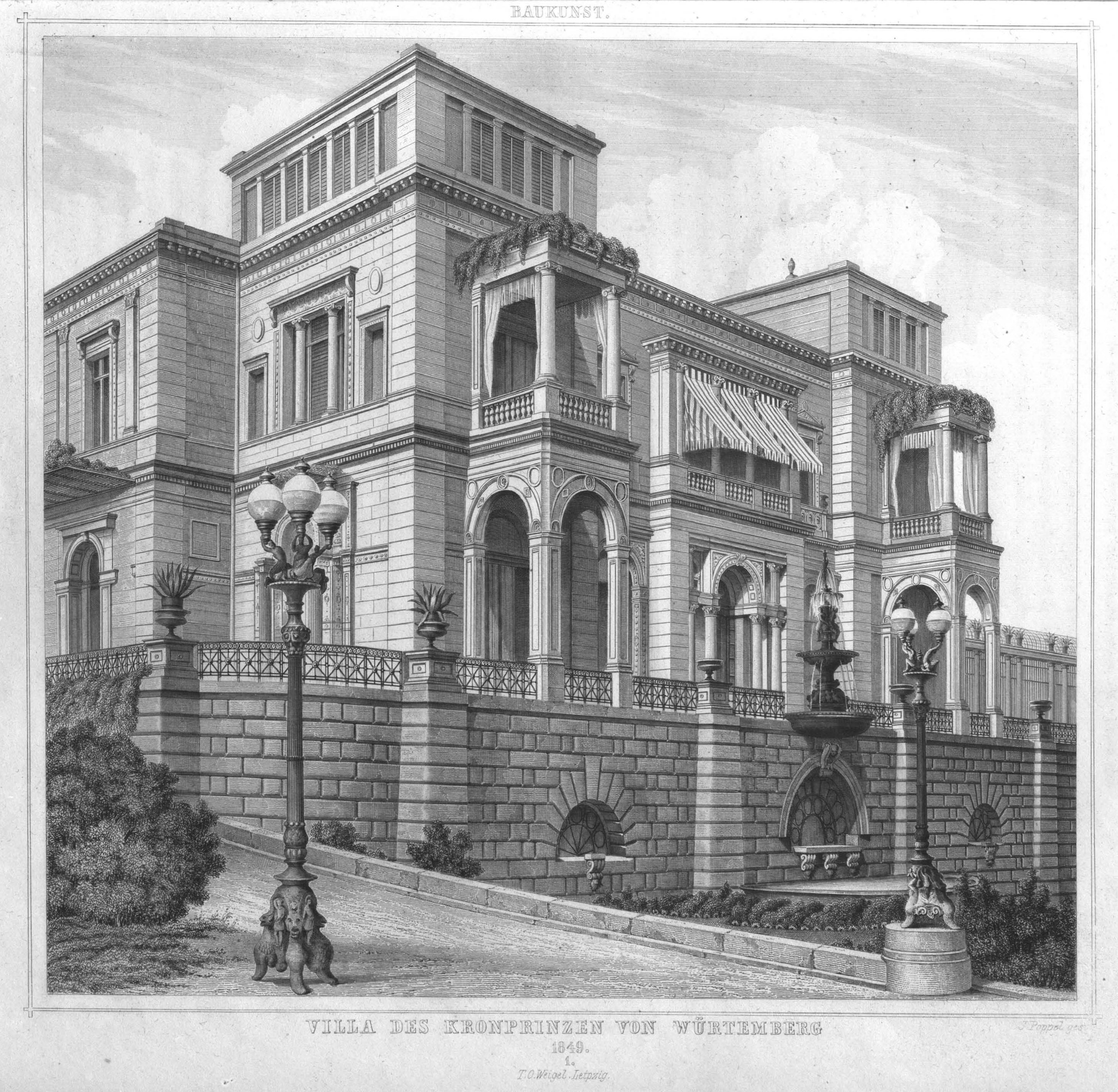
Ansicht der Villa von Südosten, ab 1853, Auffahrt mit Kandelabern

Vier Kandelaber nach einem Entwurf von Christian Friedrich von Leins oder Paul Wirth (1821–1870). Figuren- und Tiermodelle von Albert Güldenstein, Ornamente von dem Wasseralfinger Modelleur Jakob Offinger, brüniertes Gusseisen, Guss in den Hüttenwerken Wasseralfingen, auf einem zweifach abgetreppten, tonnenförmigen Sandsteinsockel, Höhe ohne Sockel ca. 390 cm, Entstehungsjahr 1853 (Guss), Stuttgart, Villa Berg, an den Enden der Auffahrt zur Südterrasse, Erhaltungszustand: gut, diverse Roststellen, Füße teilweise von Pflanzen überwuchert, ein Fuß teilweise mit roter Farbe besprüht.
Die Kandelaber ruhen auf einem reich ornamentierten, dreieckigen Fuß mit je einer Chimäre an den Ecken und allegorischen Knabenfiguren an den Seiten, die die Wissenschaft, den Krieg, und den Ackerbau darstellen (Allegorien des Lehr-, Wehr- und Nährstandes). Die Chimären tragen den Kopf eines Panthers, dem ein langes spitzes Antilopenhorn aus dem Schädel wächst. Die Hörner von je zwei Chimären hält an der Spitze ein Ring zusammen, so dass sie einen Bogen über den Knabenfiguren bilden. Der Chimärenkopf geht über in eine geschwellte Brust, die schließlich in eine gewaltige Pranke mutiert.
Der runde Schaft ist anfangs mehrfach profiliert und durchgängig mit Pflanzenornamenten verziert. Der kannelierte Hauptteil geht in ein schmales, blatt- und rosettengeschmücktes Kapitell über, dessen volutenartige Konsölchen von Löwenköpfchen gekrönt werden. Über dem Kapitell erweitert sich der Schaft zu einem Teller, auf dem die drei Lampenträgerinnen thronen. Die knienden Nymphen strecken ihren nackten Oberkörper empor und halten mit ihren weit ausgreifenden Armen die Laternen mit den Milchglaskugeln in die Höhe.
Literatur: B 1007 Bü 1141; Büchele 1858, Seite 298; Hackländer 1878, Seite 194; Müller 1851, Seite 283; NN 1854.1, Seite 344; NN 1854.1, Seite 26; Schümann 1973, Seite 85, Abb. 55.

#### Zwei sitzende Hunde (vor 1858)

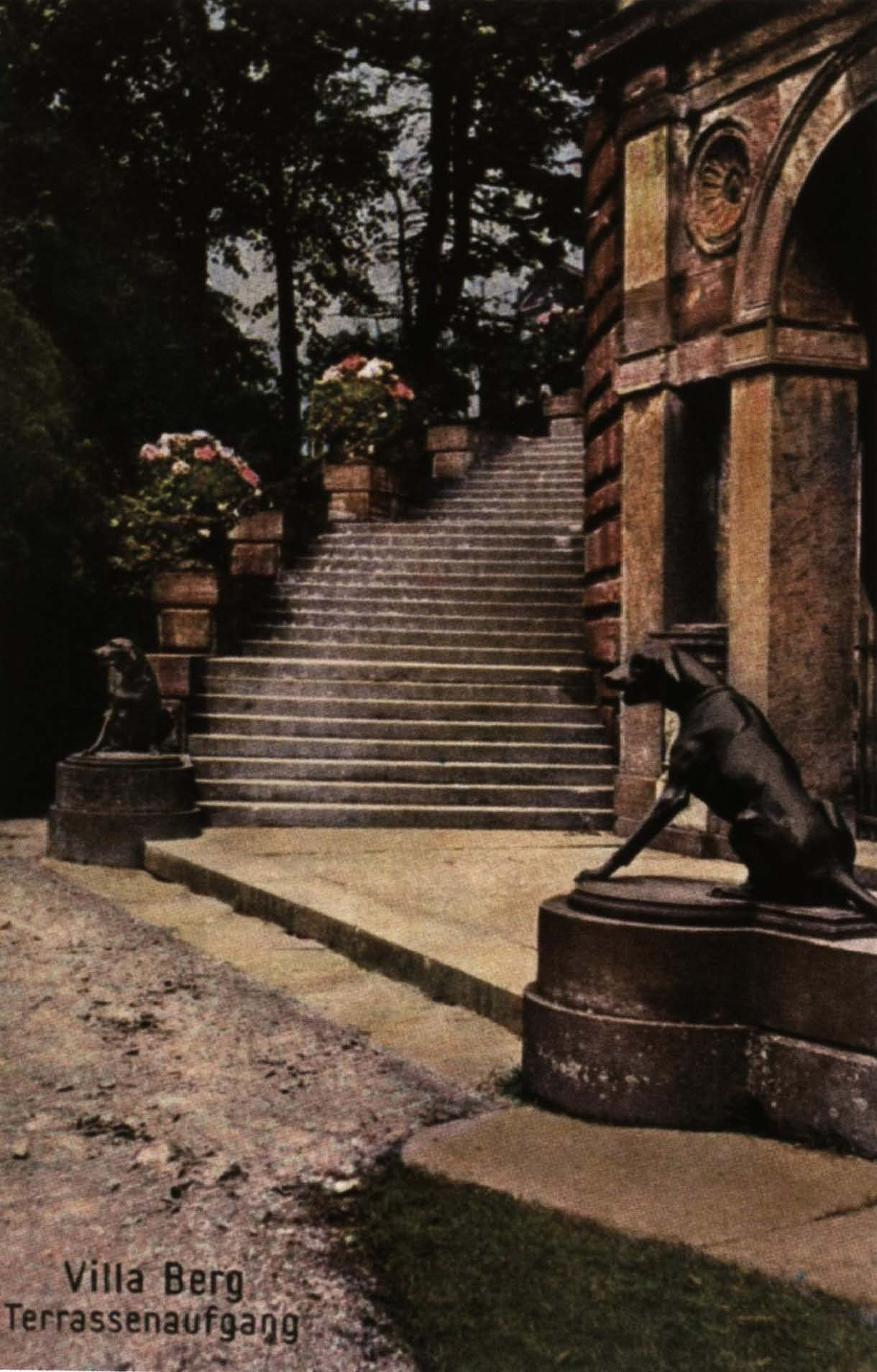

Zinkguss von Wilhelm Pelargus nach Modellen von Albert Güldenstein, schwarz übermalt, Abbilder der Lieblingshunde von Kronprinz Karl, lebensgroß, Entstehungsjahr vor 1858, ursprünglich: Stuttgart, Villa Berg, am Fuß der beiden Treppen zur westlichen Terrasse, seit dem Zweiten Weltkrieg verschollen.
Abbildung: Westlicher Treppenaufgang der Villa Berg mit den sitzenden Hunden, um 1930.
Literatur: AKL; Brösamlen 1939, Seite 82, 83; Büchele 1858, Seite 301; Gohl 2007, Seite 37, Abbildungen: Seite 41–42, 124; Kress 1987, Seite 105; NN 1925, Seite 13.

#### Vier Reliefs (vor 1858)
Vier Reliefs mit antiken mythologischen Szenen, Entstehungsjahr vor 1858, ursprünglich: Stuttgart, Villa Berg, im Zweiten Weltkrieg zerstört.
Literatur: AKL; Büchele 1858, Seite 303.

#### Gabenspenderin (1863)
Weibliche Figur, Zinkguss von Wilhelm Pelargus nach einem Modell von Albert Güldenstein, Entstehungsjahr 1863, ursprünglich: Stuttgart, Villa Berg, heute verschollen.
Literatur: AKL; E 14 Bü 33, Nr. 25; E 14 Bü 203, 1861–1865, Nr. 39.

### Ludwig von Hofer
Von Ludwig von Hofers Werken für die Villa Berg blieben nur die Büste der Diana von Versailles und die Standbilder von Ceres und Flora erhalten. Die Büste des Apoll von Belvedere und die Büsten von Ceres und Flora hingegen sind zerstört oder verschollen.

#### Diana von Versailles (1849)
Klassizistische Büste der Diana von Versailles von Ludwig von Hofer, runder, profilierter Sockel, Marmor, 76 × 47 × 30 cm, unbezeichnet, Entstehungsjahr 1849 oder früher, ursprünglich: Stuttgart, Villa Berg, an den Nebenwänden des unteren Vestibüls, 1982: Stuttgart, Villa Gemmingen, in den Kolonnaden, 1995: Stuttgart, Städtisches Lapidarium, Inventarnummer 64, spätestens ab 2006: nicht mehr im Lapidarium, wahrscheinlich im Stadtarchiv Stuttgart magaziniert, Erhaltungszustand: Nasenspitze abgebrochen.
„Diana wird im Profil mit nach rechts gewandtem Kopf dargestellt. Ihr gelocktes Haar ist nach hinten gebunden und über dem Stirnansatz mit einem Diadem geschmückt. Der Oberkörper ist mit einem plissierten, anliegenden, ärmellosen Gewand bekleidet. Eine Stoffbahn verläuft von der linken Schulter wie eine Schärpe über der linken Brust. Von ihrer Körperhaltung her scheint sie den rechten Arm zu heben, während der linke herabhängt. Die Rückseite ist nicht ausgearbeitet.“
Literatur: Büchele 1858, Seite 304; Peschel 2009, Seite 215–216; Wais 1954, Seite 106, Bild 12.

#### Ceres (1851–1854)

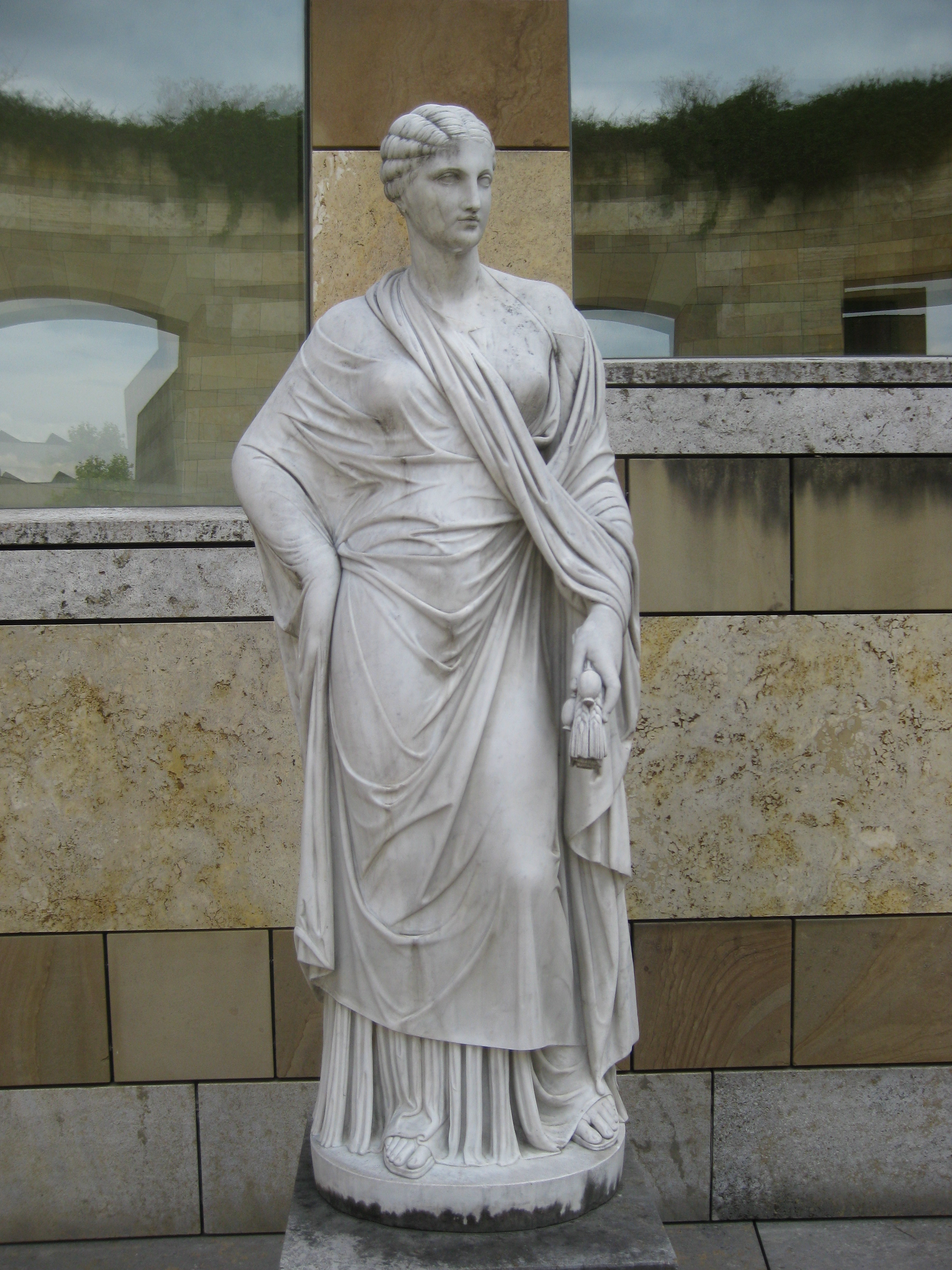

Klassizistische Rundplastik der Ceres von Ludwig von Hofer auf runder Plinthe, Marmor, quaderförmiger Steinsockel, 177 × 68 × 53 cm (lebensgroß), unbezeichnet, Entstehungsjahr 1851–1854 (?), ursprünglich: Stuttgart, Villa Berg, Rückwand des unteren Vestibüls, nach dem Zweiten Weltkrieg: Stuttgart, Städtisches Lapidarium, heute: Stuttgart, Staatsgalerie, Rotunde (als Leihgabe des Städtischen Lapidariums, Inventarnummer 72), Erhaltungszustand: gut, jedoch Schwärzungen und leichte Oberflächenkorrosion.
Ceres, eine Matrone mit klassisch schönem Antlitz und strenger, dicht anliegender Knotenfrisur, wendet den Blick versonnen zur Seite. Sie ist mit einer fußlangen, faltenreichen Tunika und einer weit über die Knie fallenden Toga bekleidet. Die linke Brust ist entblößt, der rechte Arm eingehüllt in das Obergewand. In der linken Hand hält sie die Attribute der römischen Fruchtbarkeitsgöttin, eine Ährengarbe mit zwei Mohnkapseln.
Literatur: Brösamlen 1939, Seite 84; Büchele 1858, Seite 303; Gohl 2007, Seite 54; NN 1925, Seite 14; Peschel 2009, Seite 241–242; Schümann 1973, Seite 61–62; Wais 1954, Seite 107.

#### Flora (um 1855)

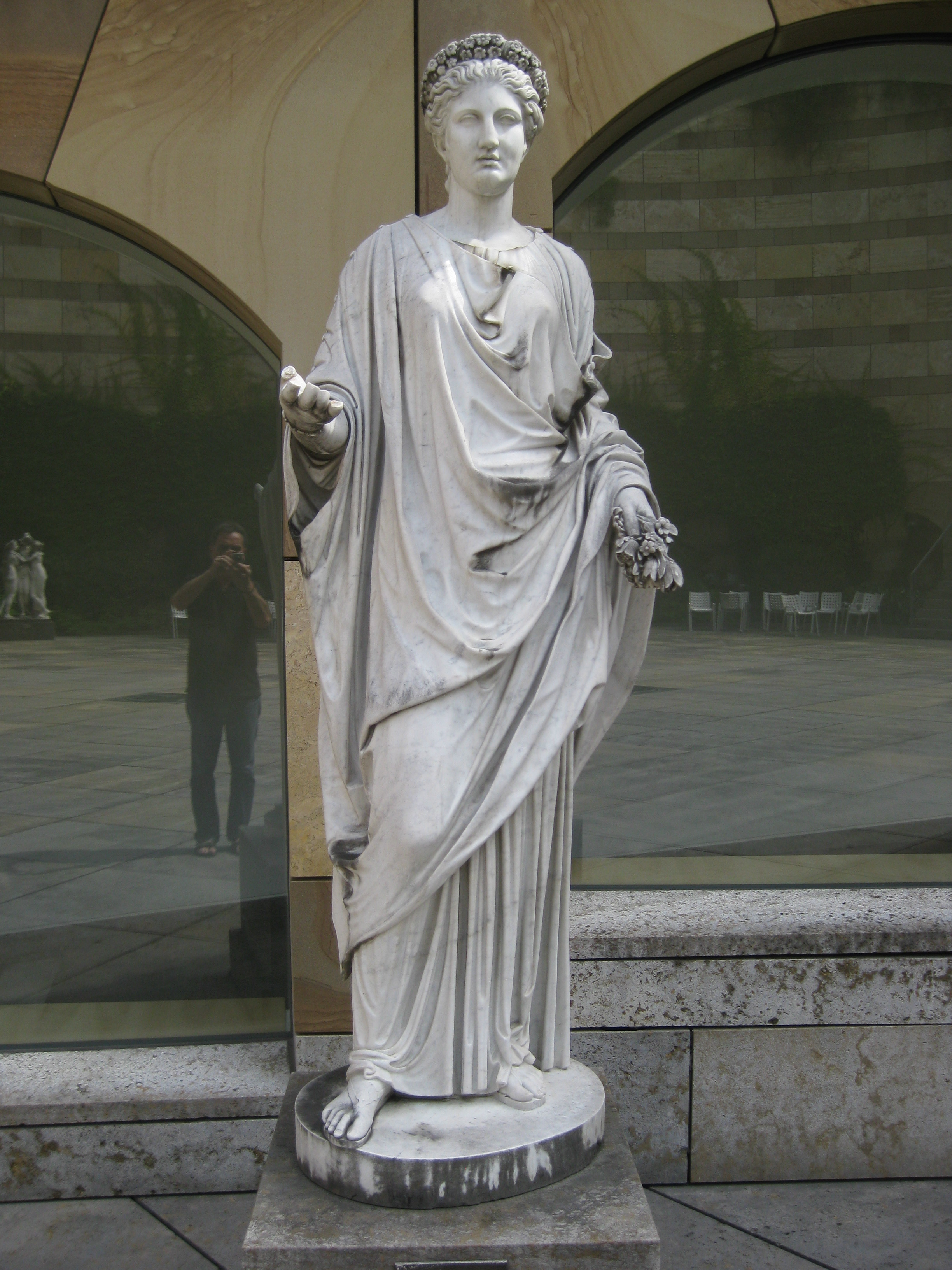

Klassizistische Rundplastik der Flora von Ludwig von Hofer auf runder Plinthe, Carrara-Marmor, quaderförmiger Steinsockel, 178 × 60 × 59 cm (lebensgroß), unbezeichnet, Entstehungsjahr um 1855, ursprünglich: Stuttgart, Villa Berg, Rückwand des unteren Vestibüls, nach dem Zweiten Weltkrieg: Stuttgart, Städtisches Lapidarium, heute: Stuttgart, Staatsgalerie, Rotunde (als Leihgabe des Städtischen Lapidariums, Inventarnummer 67), Erhaltungszustand: gut, jedoch fehlen die unteren Fingerglieder der rechten Hand, Schwärzungen und leichte Oberflächenkorrosion.
Flora, eine junge Frau von schmaler, mädchenhafter Statur, mit sinnlichen klassischen Gesichtszügen und nach vorn gerichtetem Blick, trägt über ihrem lockig nach hinten zum Knoten zurückgebundenen Haarschopf den Blütenkranz, eines der Insignien der römischen Göttin der Blüte und des Frühlings. Sie ist mit einer fußlangen, reich gefältelten Tunika und einer knielangen Toga bekleidet. Die rechte Hand streckt sie wie zum Gruß dem Betrachter entgegen, in der anderen Hand hält sie ein Sträußchen mit Frühlingsblumen, ein weiteres Zeichen ihres göttlichen Auftrags.
Literatur: Brösamlen 1939, Seite 84; Büchele 1858, Seite 303; Gohl 2007, Seite 54; NN 1925, Seite 14; Peschel 2009, Seite 243–244; Schümann 1973, Seite 61–62; Wais 1954, Seite 107.

### Heinrich Maximilian Imhof

#### Miriam (1859)

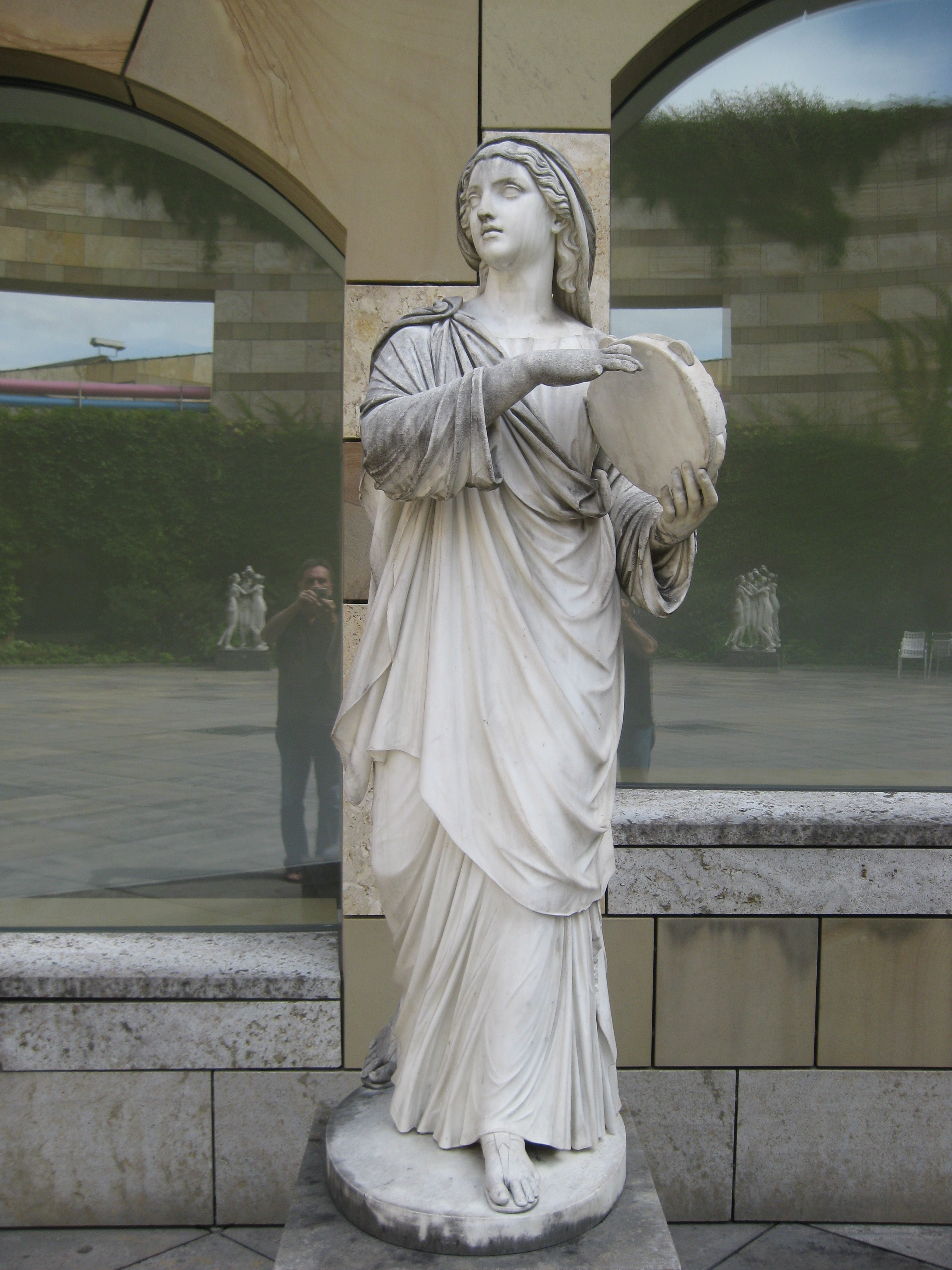

Anderer Werktitel: Die Tamburinspielerin; Die Musik. – Klassizistische Rundplastik der biblischen Prophetin Miriam von Heinrich Maximilian Imhof auf runder Plinthe, Carrara-Marmor, quaderförmiger Steinsockel, lebensgroß, auf dem Sockel bezeichnet: „HEINR. IMHOF. FEC. ROMA / 1859“, Entstehungsjahr 1859, ursprünglich: Stuttgart, Villa Berg, unteres Vestibül, nach dem Zweiten Weltkrieg: Stuttgart, Städtisches Lapidarium, heute: Stuttgart, Staatsgalerie, Rotunde (als Leihgabe des Städtischen Lapidariums, Inventarnummer 69), Erhaltungszustand: gut, jedoch fehlen Fingerglieder an der rechten Hand, Schwärzungen.
Beim Auszug aus Ägypten führte Miriam nach der Durchquerung des Schilfmeers den Freudentanz und den Gesang der Frauen an. Die Statue zeigt eine tamburinschlagende Tänzerin mit klassischem Profil und in antiker Gewandung. Ihre Lockenpracht verhüllt sie züchtig mit einem Kopftuch.
Das württembergische Kronprinzenpaar Karl und Olga lernte den in Rom lebenden Künstler wohl bei seinem Rombesuch 1857 kennen und bestellte die beiden Statuen Ruth und Miriam vor Ort. Nach ihrer Fertigstellung 1859 wurden sie im nächsten Jahr bei Villa Berg aufgestellt.
Literatur: Gohl 2007, Seite 55; Leins 1889, Seite 92 (Abbildung); NN 1925, Seite 14; Schümann 1973, Seite 62, 64; Wais 1954, Seite 107.

#### Ruth (1859)

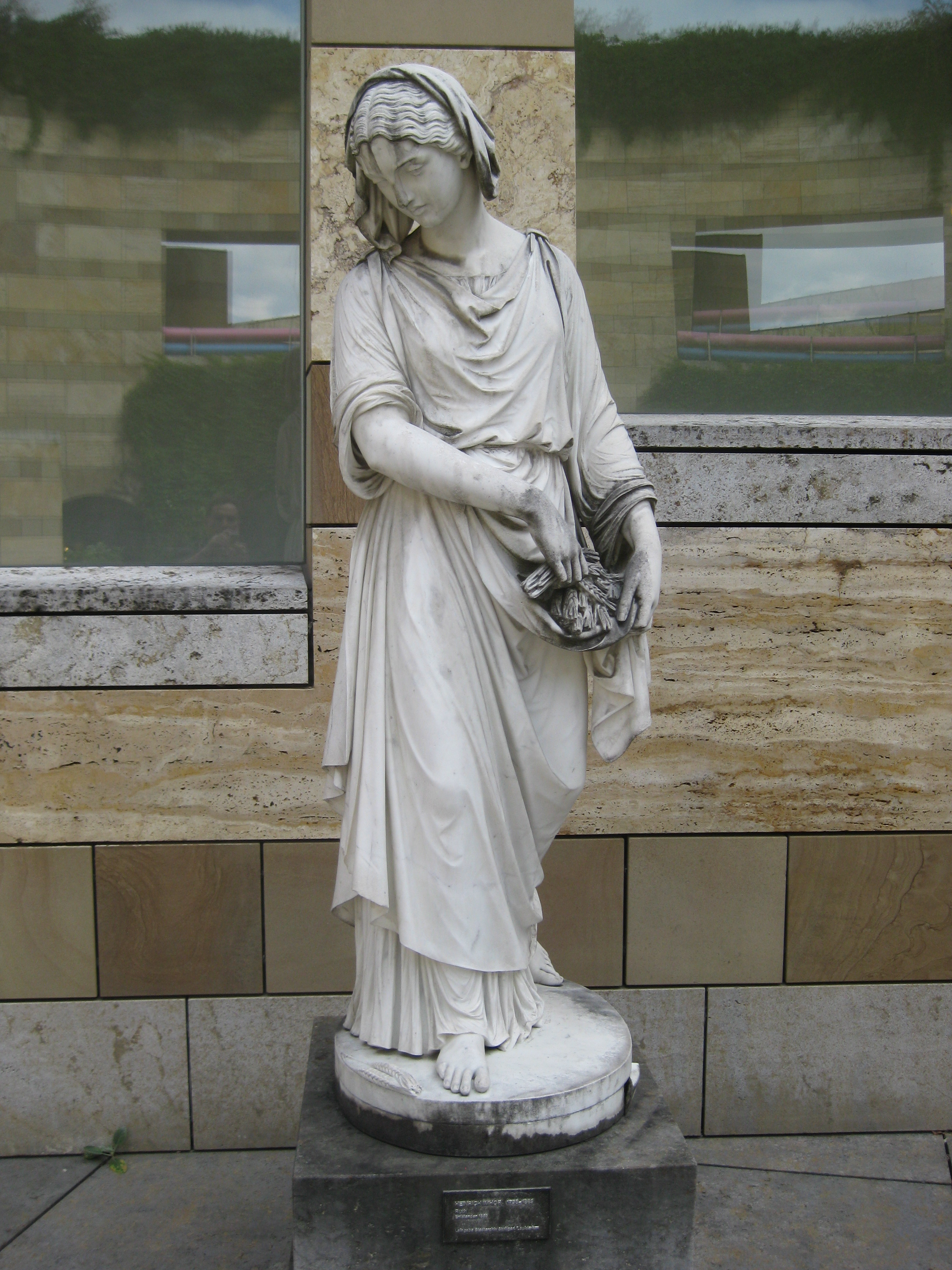

Anderer Werktitel: Die Ährenleserin. – Klassizistische Rundplastik der Moabiterin Ruth von Heinrich Maximilian Imhof auf runder Plinthe, Carrara-Marmor, quaderförmiger Steinsockel, lebensgroß, auf dem Sockel bezeichnet: „HEINR. IMHOF FEC. ROMA 1859“, Entstehungsjahr 1859, ursprünglich: Stuttgart, Villa Berg, unteres Vestibül, nach dem Zweiten Weltkrieg: Stuttgart, Städtisches Lapidarium, heute: Stuttgart, Staatsgalerie, Rotunde (als Leihgabe des Städtischen Lapidariums, Inventarnummer 71), Erhaltungszustand: gut, jedoch fehlt ein Glied an einem Finger, Absplitterung an der Plinthe, Schwärzungen.
Die Moabiterin Ruth zog nach dem Tod ihres jüdischen Mannes aus Moab nach Israel und arbeitete dort als Ährenleserin bei einem Verwandten ihres Manns. Die Statue zeigt Ruth, wie sie Ähren sammelt und in einer Gewandfalte birgt. Ruth wird als junge Frau in antiken Kleidern und mit Kopftuch dargestellt. Den Blick wendet sie aufmerksam zum Boden, wo sie die aufzulesenden Ähren findet.
Das württembergische Kronprinzenpaar Karl und Olga lernte den in Rom lebenden Künstler wohl bei seinem Rombesuch 1857 kennen und bestellte die beiden Statuen Ruth und Miriam vor Ort. Nach ihrer Fertigstellung 1859 wurden sie im nächsten Jahr bei Villa Berg aufgestellt.
Literatur: Gohl 2007, Seite 55; NN 1925, Seite 14; Schümann 1973, Seite 62, 64; Wais 1954, Seite 107.

### Hermann Jung

#### Abschied eines Kriegers (nach 1918)

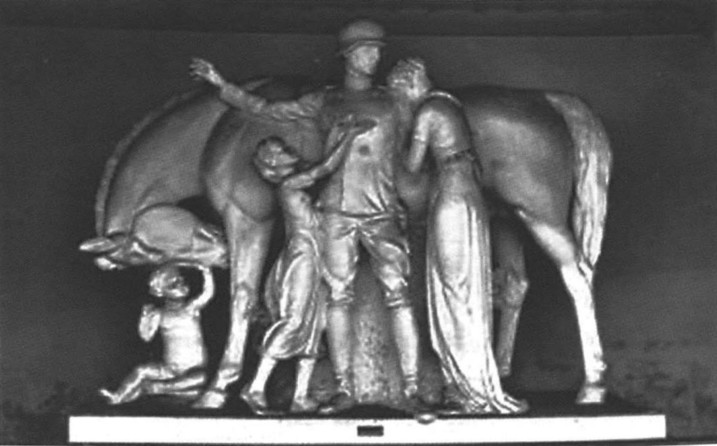

Modell des Kriegerdenkmals in Filderstadt-Bernhausen von dem Bildhauer Hermann Jung (1876–vor 1939), auf einer querrechteckigen Plinthe, Material und Maße unbekannt, Entstehungsjahr nach 1918, ehemals: Stuttgart, Villa Berg, Westparterre, in einem der drei west-östlichen Laubengänge, heute: verschollen.
Nach dem Ersten Weltkrieg widmete das damals noch selbständige Bernhausen „seinen gefallenen Söhnen“ ein Kriegerdenkmal, dessen Modell später im Park der Villa Berg aufgestellt wurde und heute verschollen ist. Das Kriegerdenkmal selbst befindet sich im Kirchhof der Jakobuskirche in Filderstadt-Bernhausen.
Das Modell der Figurengruppe stellt den dramatischen Abschied eines Soldaten vor dem Auszug in den Krieg dar. Im Zentrum der Gruppe steht vor seinem marschbereiten Pferd der Soldat, bekleidet mit Felduniform und Stahlhelm. Er weist mit einem Arm in die Ferne, zum Zeichen seines bevorstehenden, unabwendbaren Aufbruchs. Um ihn gruppieren sich seine klagende Frau, eine halbwüchsige Tochter, die flehend die Hände zur Mutter emporstreckt, und abseits am Boden sitzend ein nackter Säugling. Das unschuldige Kind ahnt nichts von dem Leid seiner Eltern und seiner Schwester und grault verspielt die Stirn des Pferds, das seinen Kopf wie gramgebeugt tief zwischen die Schenkel herunterzieht.
Literatur: Brösamlen 1939, Seite 84; Gohl 2007, Seite 140; Kürschner 2009.

### Albert Jürss & Crotogino

#### Steintisch (um 1860)

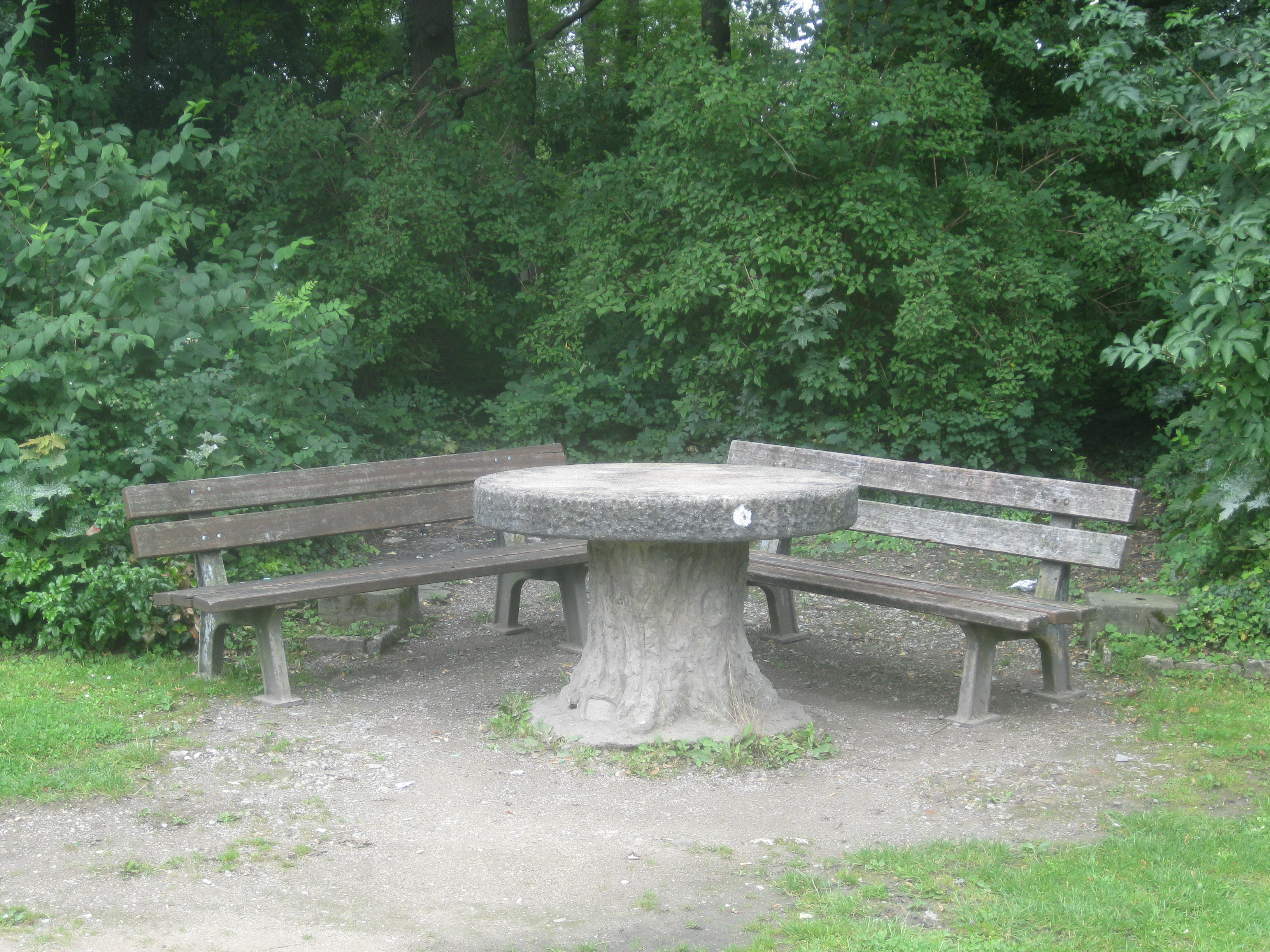

Steintisch, Steinguss durch die Steingiesserei A. Jürss & Crotogino in Rostock, Höhe ca. 86 cm, Durchmesser ca. 126 cm, am Tischbein unten bezeichnet: „Steingiesserei / von / A. Jürss Crotogino / ROSTOCK“, Entstehungsjahr um 1860, Stuttgart, Villa Berg, Parterre vor der Westfassade, Erhaltungszustand: gut.
Der im Boden verankerte Steintisch, um den sich jetzt zwei Bänke gruppieren, steht vor einer rechteckigen, ehemals mit glattem Estrich versehenen Ausbuchtung am südlichen Rand des ehemaligen Blumengartens. Die dicke runde Tischplatte, oben glatt, am Rand grob behauen, ruht auf einem breiten Mittelfuß, der einem tiefgefurchten Baumstumpf nachempfunden ist.
Literatur: keine.

### Gefäße aus Kolywan

#### Sibirische Prunkschale (1850–1852)

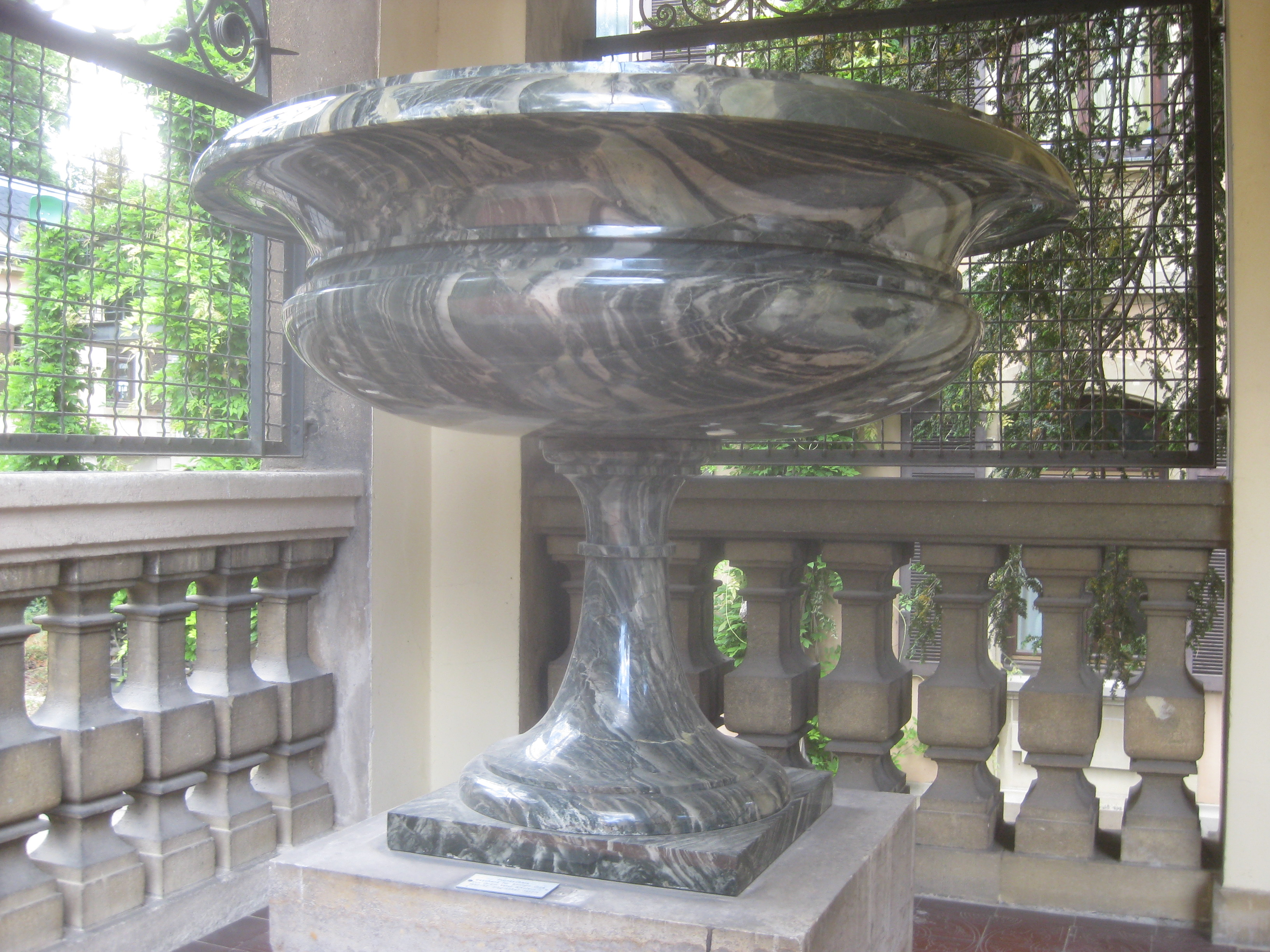

Anderer Werktitel: Jaspis-Schale; Prunkschale aus Jaspis. – Ausladende, profilierte Prunkschale mit trichterförmiger Fuß auf quadratischer Plinthe, aus glänzend poliertem, grün-gelb gebändertem sibirischem Jaspis, quaderförmiger Kalksteinsockel, Durchmesser 115 cm, Höhe der Schale 85 cm, Sockelhöhe 40 cm, Entstehungsjahr 1850–1852, ursprünglich: Stuttgart, Villa Berg, unteres Vestibül, heute: Stuttgart, Städtisches Lapidarium, Inventarnummer 4. Die Bezeichnung belegt das Entstehungsjahr und dass die Vase in der südsibirischen Steinschleiferei Kolywan hergestellt wurde (wie die Volutenamphore von 1862 und die Volutenamphore von 1870), Erhaltungszustand: gut, Sprünge am Fuß und am Korpus geklebt.
Die Prunkschale schenkte Zar Nikolaus I. 1853 seiner Tochter Olga zum Einzug in die Villa Berg, wo sie zusammen mit ihrem Mann, dem württembergischen Kronprinzen Karl, bis zu dessen Regierungsantritt im Jahr 1864 wohnte.
Zum Vergleich: Der größte polierte Jaspis ist eine ovale Kolywaner Schale in der Eremitage in Sankt Petersburg („Zarin der Schalen“) mit einer Größe von 5,04 × 3,22 Metern, hat also die 4–5-fache Größe der Prunkschale.
Literatur: Brösamlen 1939, Seite 84; Gohl 2007, Seite 161; Leins 1889, Seite 92, 93 (Abbildungen mit der Sibirischen Prunkschale); NN 1925, Seite 14; Schmid 2006, Seite 38–39; Schümann 1973, Seite 62; Wais 1954, Seite 93.

#### Volutenamphore (1862)

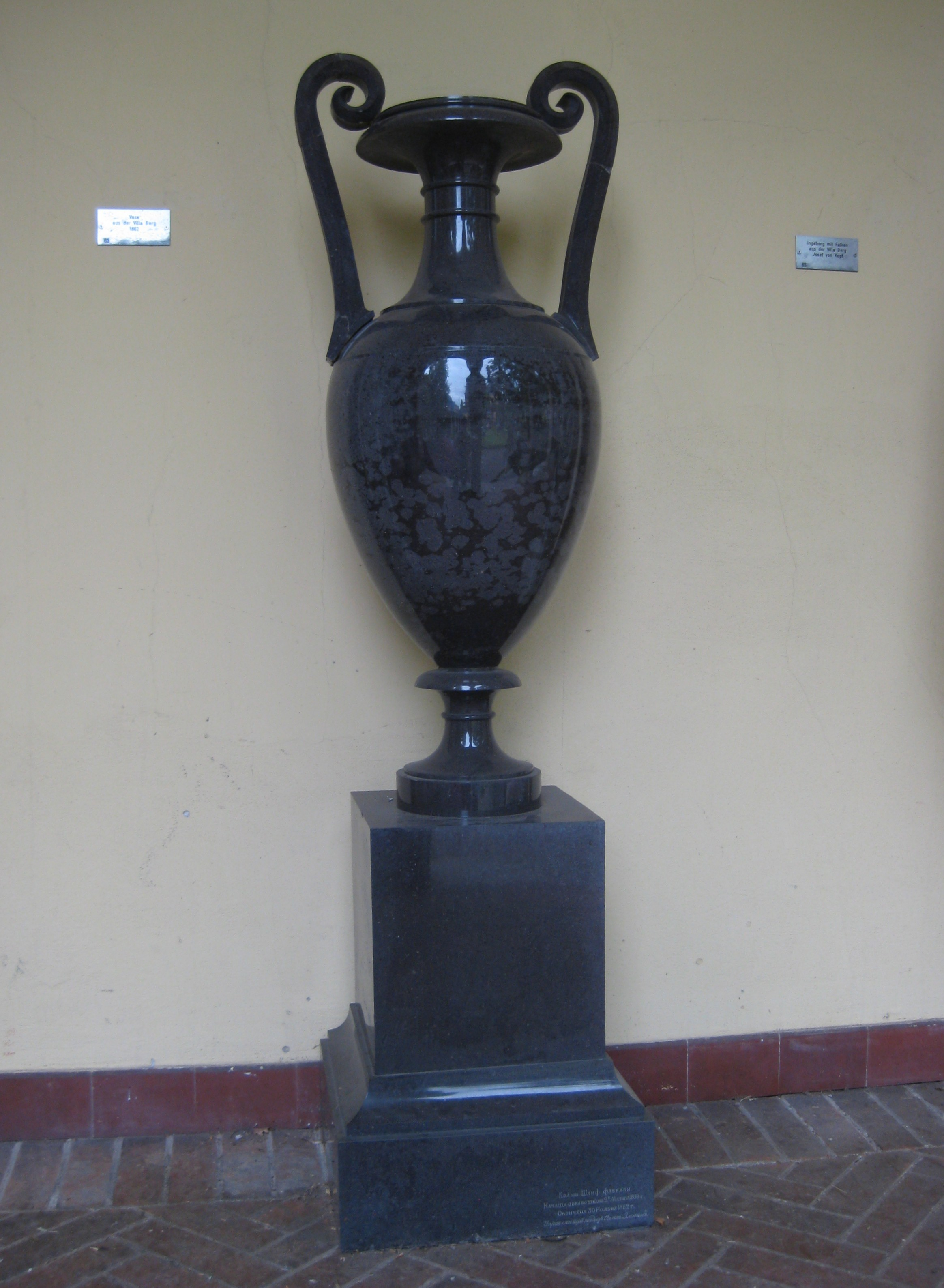

Volutenamphore auf quaderförmigem Sockel, Vulkanit (Handelsbezeichnung Korgon-Porphyr), Vase und Sockel tiefblau, Vasenbauch teils dunkel wolkig gefleckt, Durchmesser 40 cm, Höhe der Vase 100 cm, Sockelhöhe 55 cm, Entstehungsjahr 1859–1862, ursprünglich: Stuttgart, Villa Berg, Speisesaal, heute: Stuttgart, Städtisches Lapidarium, Inventarnummer 61. Gegenstück zur Volutenamphore von 1870. Die Bezeichnung belegt das Entstehungsjahr und dass die Vase in der südsibirischen Steinschleiferei Kolywan hergestellt wurde (wie ihr Gegenstück und die Sibirische Prunkschale).
Ursprünglich wohl im Besitz von Königin Olga.
Literatur: Gohl 2007, Seite 56, 161; Schmid 2006, Seite 55; Wais 1954, Seite 106.

#### Volutenamphore (1870)

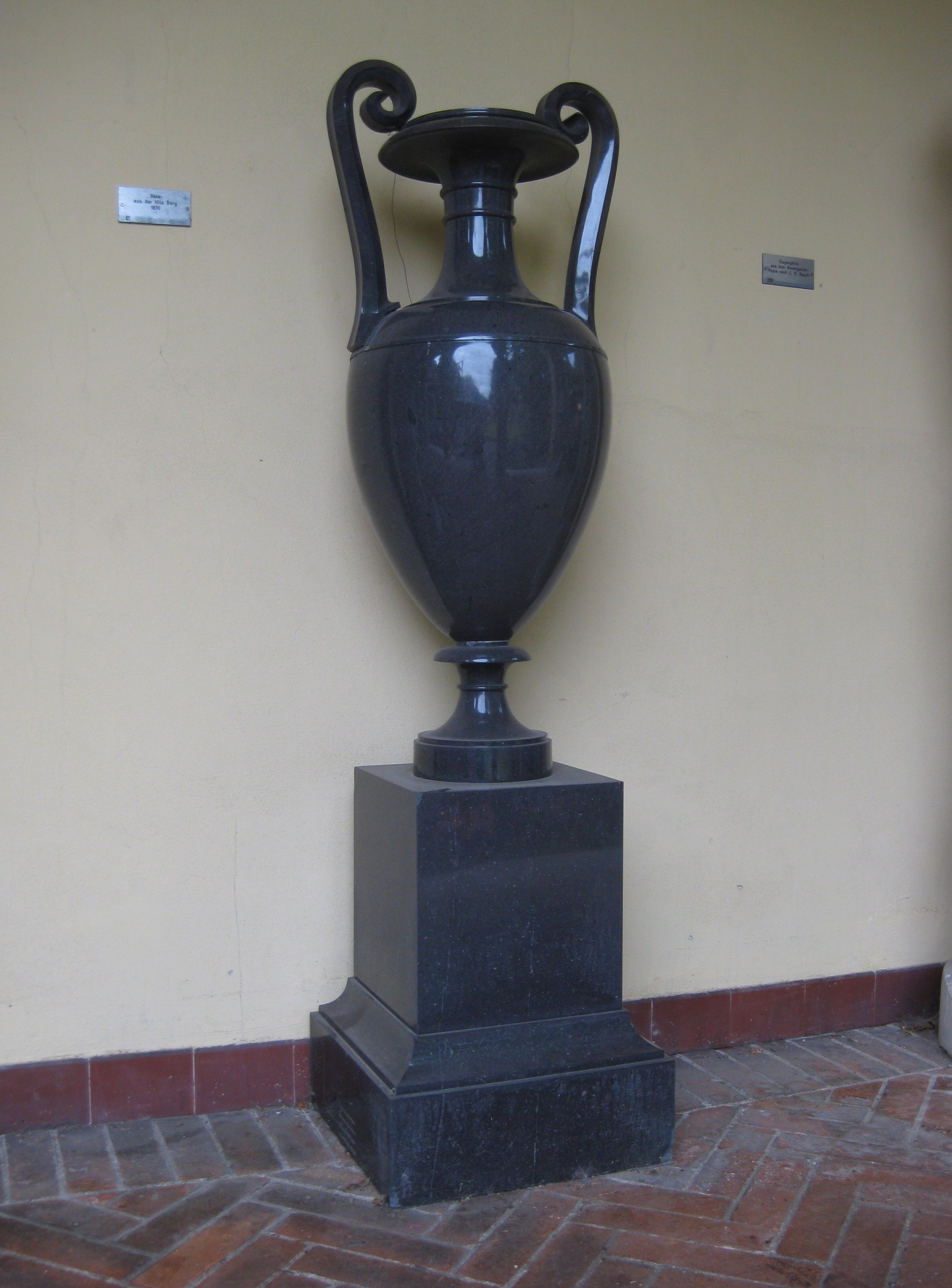

Volutenamphore auf quaderförmigem Sockel, Vulkanit (Handelsbezeichnung Korgon-Porphyr), Vase und Sockel tiefblau, Durchmesser 40 cm, Höhe der Vase 100 cm, Sockelhöhe 55 cm, Entstehungsjahr 1869–1870, ursprünglich: Stuttgart, Villa Berg, Speisesaal, heute: Stuttgart, Städtisches Lapidarium, Inventarnummer 63. Gegenstück zur Volutenamphore von 1862. Die Bezeichnung belegt das Entstehungsjahr und dass die Vase in der südsibirischen Steinschleiferei Kolywan hergestellt wurde (wie ihr Gegenstück und die Sibirische Prunkschale).
Ursprünglich wohl im Besitz von Königin Olga.
Literatur: Gohl 2007, Seite 56, 161; Schmid 2006, Seite 55; Wais 1954, Seite 106.

### Joseph von Kopf

#### Ingeborg mit dem Falken (1857–1873)

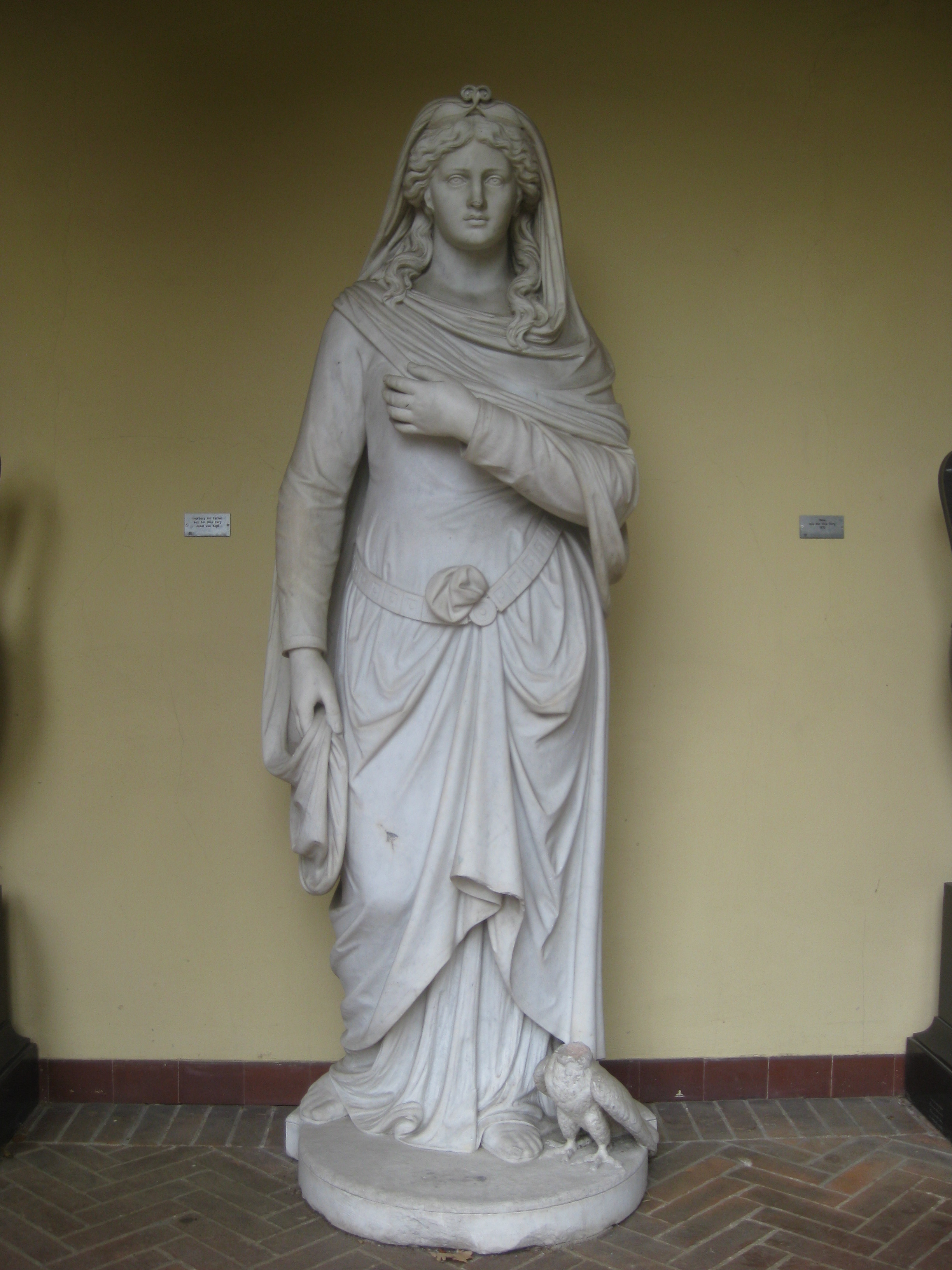

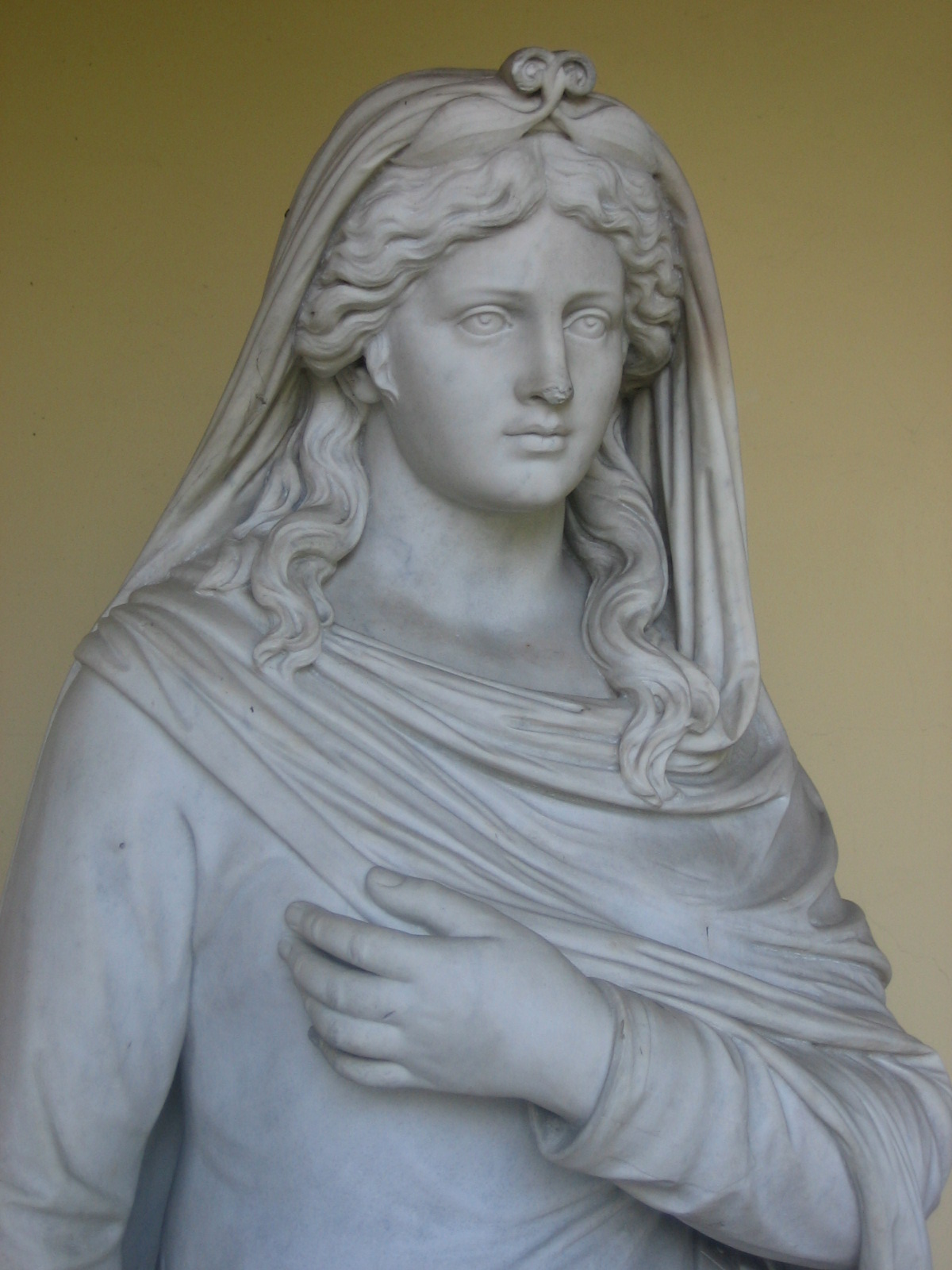

Klassizistische Rundplastik einer Frauenfigur von Joseph von Kopf auf runder Plinthe, Marmor, Höhe 215 cm, unbezeichnet, Entstehungsjahr zwischen 1857 und 1873, nicht im Katalog Kratt 1998 enthalten, ursprünglich: Stuttgart, Villa Berg, heute: Stuttgart, Städtisches Lapidarium, Inventarnummer 65, Erhaltungszustand: gut, dem Falken fehlt jedoch der Kopf.
Eine antik gewandete Frau mit klassisch schönem Gesicht und kunstvoller Frisur wendet sich frontal dem Betrachter zu. Mit der rechten Hand rafft sie ihr Obergewand, den linken Arm verschränkt sie vor ihrer Brust, so dass die Hand das Herz berührt. Ihr zu Füßen sitzt ein Falke, so als würde er seiner Herrin auf Schritt und Tritt folgen.
Literatur: Gohl 2007, Seite 161; Schmid 2006, Seite 55; Wais 1954, Seite 107.

#### Vier Jahreszeiten (1859–1862)

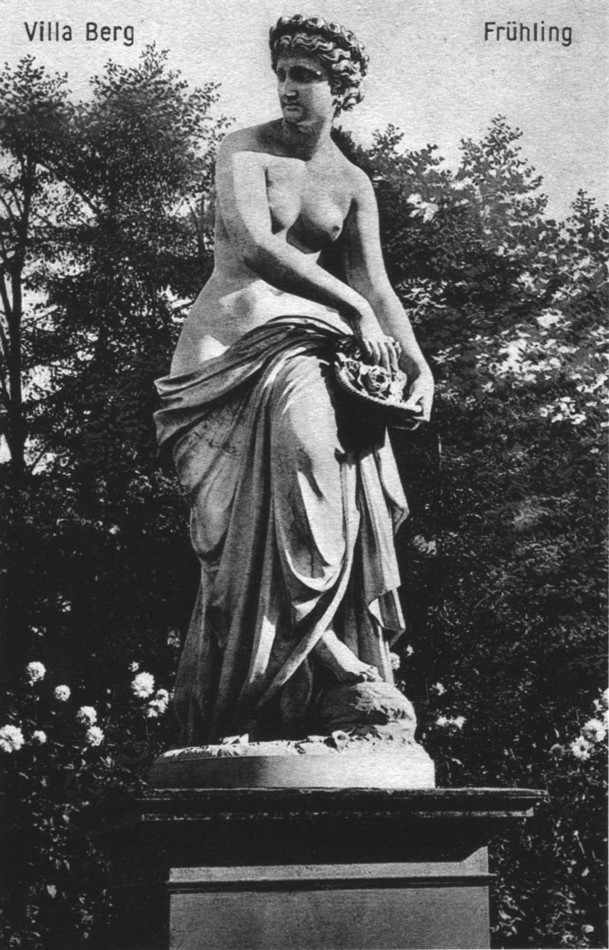
Allegorie des Frühlings
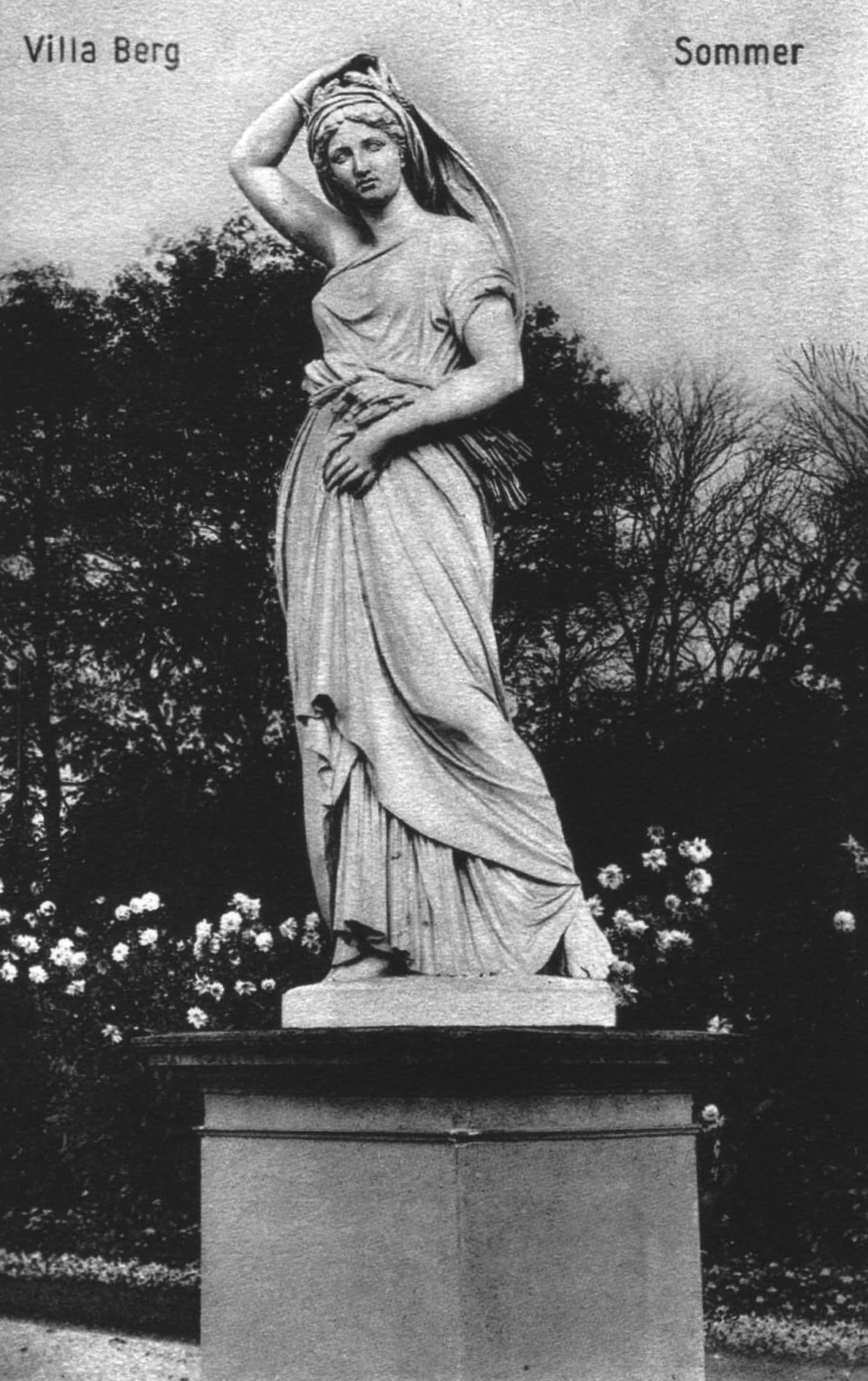
Allegorie des Sommers
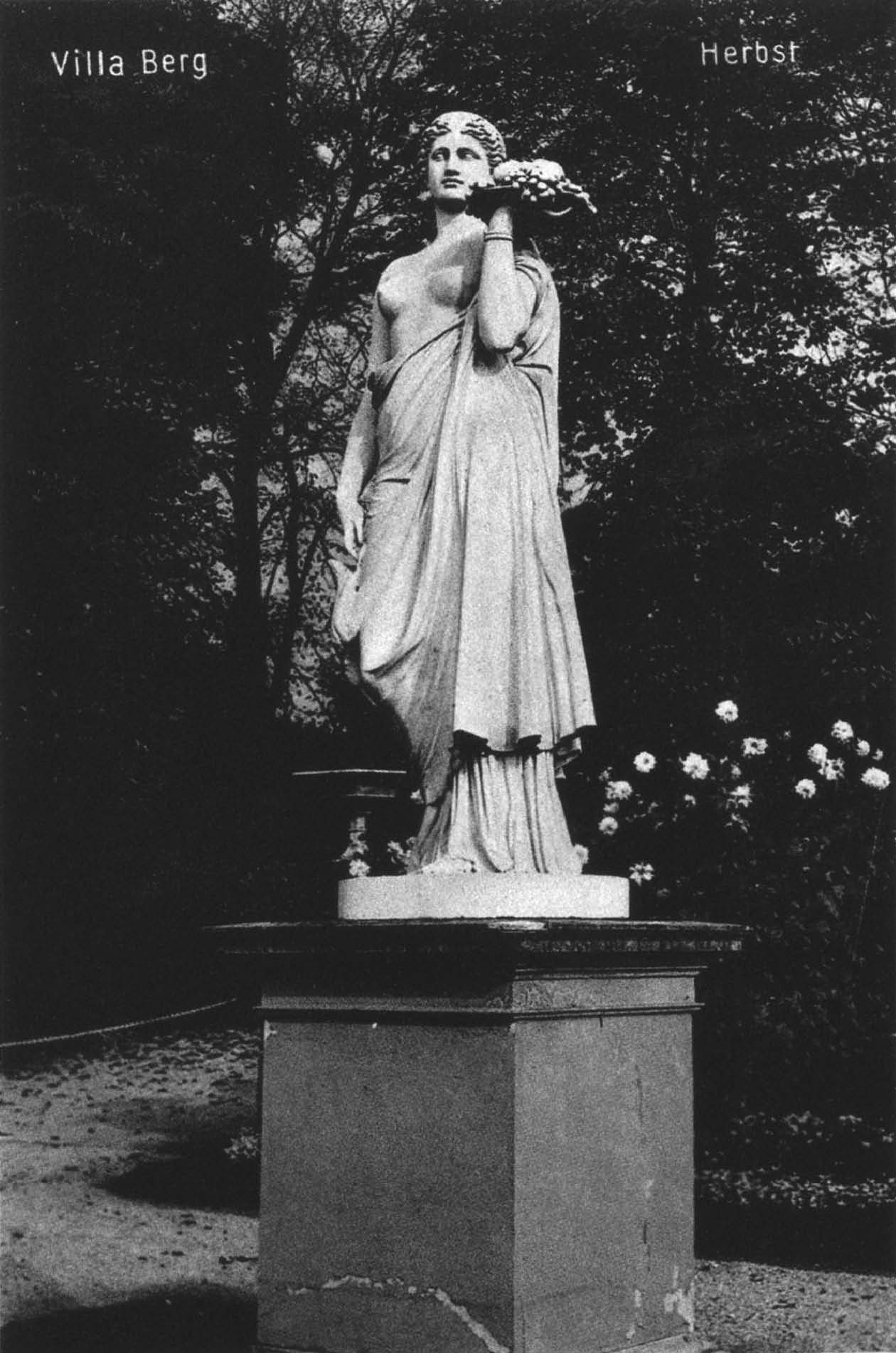
Allegorie des Herbstes
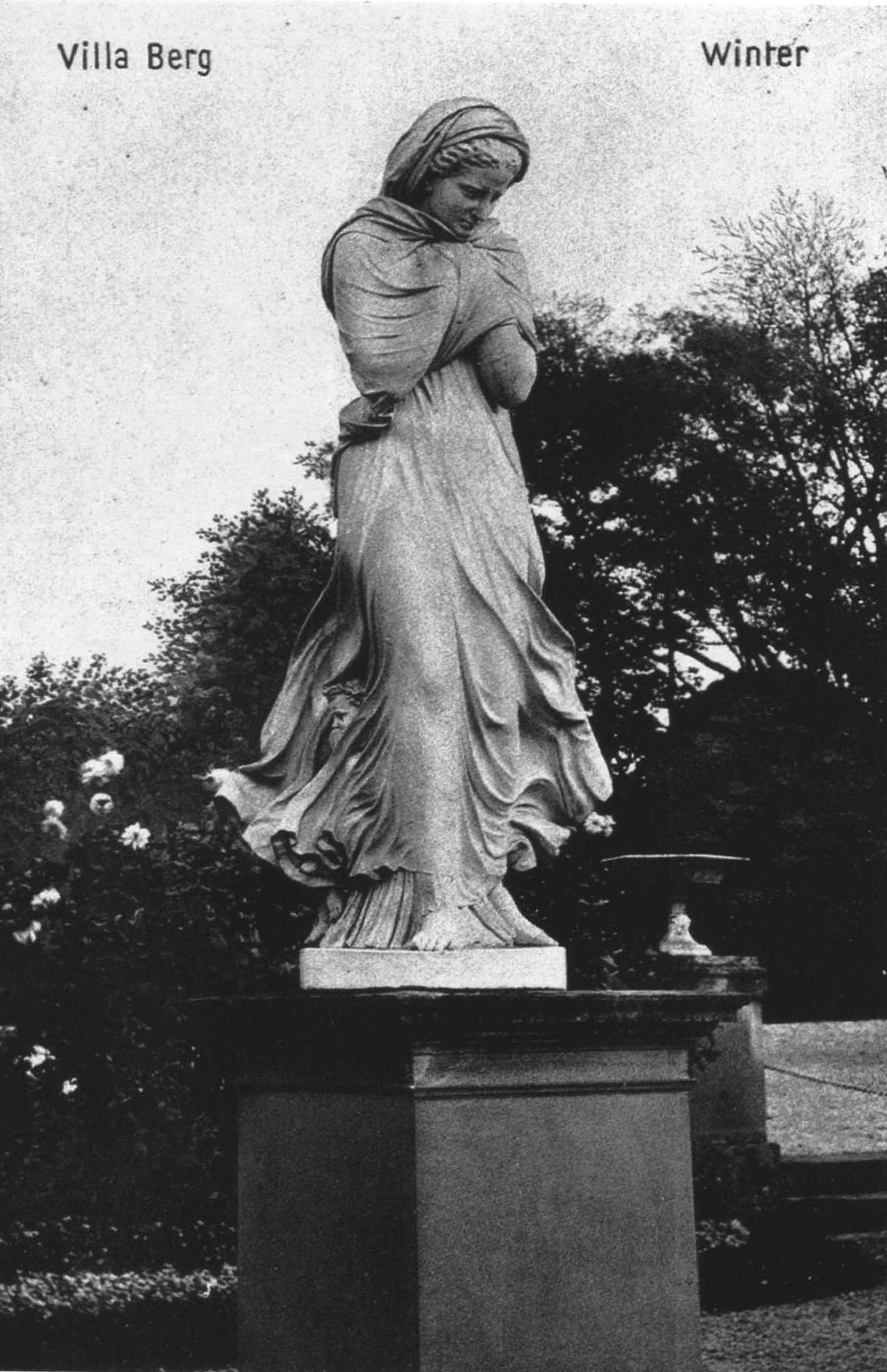
Allegorie des Winters
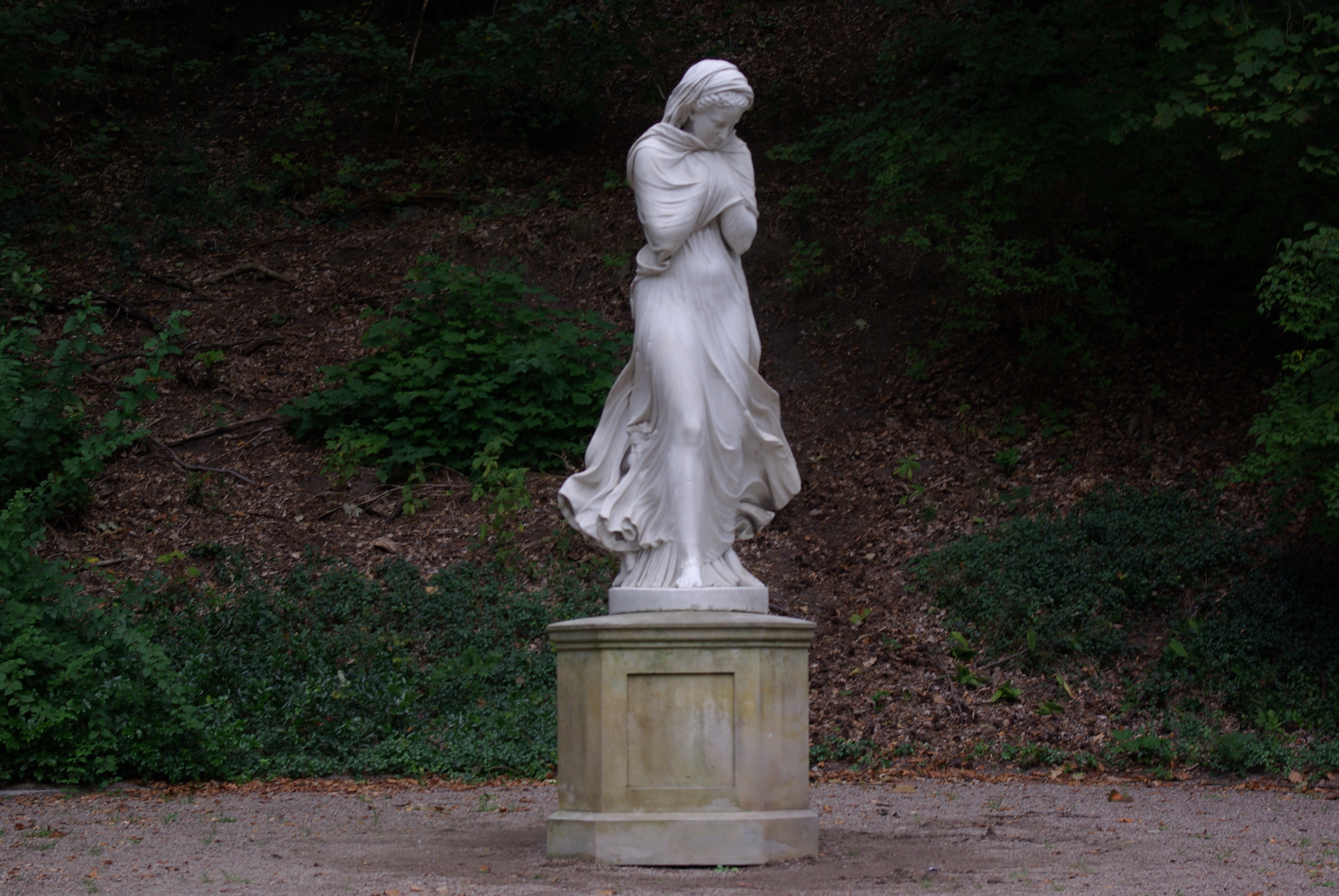
Replik der Allegorie des Winters, Bad Freienwalde

Allegorische Statuen der vier Jahreszeiten, klassizistische Rundplastiken auf runder Plinthe, Marmor, auf profiliertem Steinsockel, lebensgroß, Entstehungsjahr: Frühling und Sommer 1859 aufgestellt, Herbst und Winter 1862 fertiggestellt, Katalognummern siehe unten, ursprünglich: Stuttgart, Villa Berg, je zwei rechts und links vom mittleren Laubengang im Westparterre, um 1925: auf der Südterrasse; im Zweiten Weltkrieg zerstört.
- Frühling: Eine antik gewandete junge Frau, nackt bis auf die Hüften und mit einem Blütenkranz bekrönt, streut, wie ein Sämann den Samen, Blüten aus einem Körbchen auf die Flur.[32]
- Sommer: Eine junge Frau, mit antikem Unter- und Obergewand bekleidet, ein Bündel Getreidehalme unter dem Arm und eine Sichel in der Hand, zieht zum Schutz vor der Hitze des Sommers einen Schleier über ihr ährenbekränztes Haupt.[33]
- Herbst: Eine antik gekleidete junge Frau mit nackter Brust präsentiert mit erhobenem Arm eine Schale mit Herbstfrüchten.[34]
- Winter: Eine junge Frau, „im Sturme dahinschreitend mit rückwärts fliegendem Gewande. Diese Figur modellierte ich halblebensgroß in einem Zuge, das Nackte und die Draperien zugleich bildend. [...] Die Bewegung des Gehens gegen den Wind schien mir gelungen; die Figur hält mit den über der Brust gekreuzten Armen das Gewand fest. In dem flatternden Kleide versteckte ich teilweise einen nackten Amor in Puttengestalt, der frierend das mit ausdrücken sollte, was ich mir dachte. Ich glaube, diese Figur ist die beste unter den vieren und ist später sehr oft in allen Größen auf Bestellung von mir gefertigt worden.“[35] – Eine eigenhändige Replik des Künstlers von 1862 befindet sich in Bad Freienwalde.[36]

Literatur: Büchele 1858, Seite 299; Courtin 1870, Seite 33 und Tafel 3; Gohl 2007, Seite 30 (Abbildung), 39, 103, 109–112; Kratt 1998, Seite 9–11, 145–148, Katalognummern 8a, 9a, 10a, 11b; Kopf 1899, Seite 194, 254, Frühling: Seite 151–152, 157, 159–160, 166, 208; Sommer (teilweise unter dem Werktitel „Ruth“): Seite 133–134, 138–140, 144–145; Herbst: Seite 168–170, 173, 180, 199, 208, 232, 420; Winter: Seite 173, 180, 199, 208–210, 212, 214, 247; Leins 1889, Seite 90 (Abbildung), 91; NN 1925, Seite 13.

#### Büste von König Karl und Königin Olga (1863)
Büste von König Karl und Königin Olga, Material unbekannt, Entstehungsjahr 1863, Kratt 1998: Katalognummer 21b (Olga), 22b (Karl), ab 1925: Stuttgart, Villa Berg, in den Nischen neben der Westgrotte, heute: Privatbesitz. Erhaltungszustand: unbekannt.
Literatur: Gohl 2007, Seite 41, 143; Kopf 1899, Seite 254, 257–258.

### Christian Friedrich von Leins

#### Treppenkandelaber (1853)

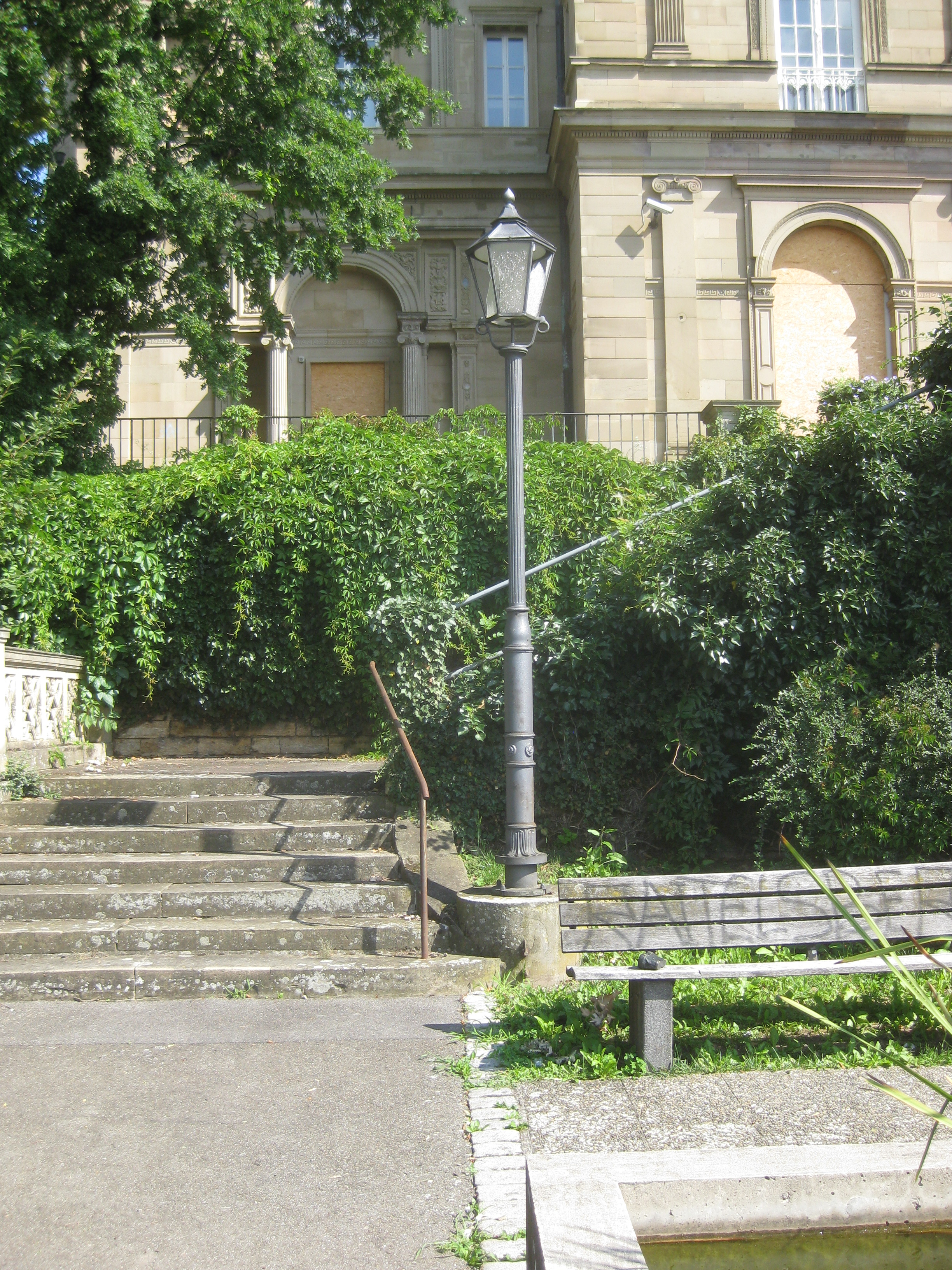

Vier Kandelaber nach einem Entwurf von Christian Friedrich von Leins, Gusseisen, Guss in den Hüttenwerken Wasseralfingen, auf einem tonnenförmigen Sandsteinsockel, Höhe ohne Sockel ca. 365 cm, Entstehungsjahr 1853 (Guss), Stuttgart, Villa Berg, am Eingang der beiden Treppen zur Südterrasse, Erhaltungszustand: gut, Glasscheiben der Laternen teilweise zerstört.
Die einfachen Kandelaber bestehen aus einem runden Schaft, der im unteren Teil dicker und glatt, im oberen Teil dünner und kanneliert ist. Der untere Schaft ist durch einige Ringe profiliert und anfangs mit einem Blattband, in der Mitte mit einem Rosettenband verziert. Die Laternen sind allseitig verglaste Sechseckkörper, die sich nach unten verjüngen und mit einem doppelten Dach und in einer spitzauslaufenden Kugel enden.
Literatur: B 1007 Bü 1141.

### Franz Linden

#### Wasserspendende Nymphe (ab etwa 1910)

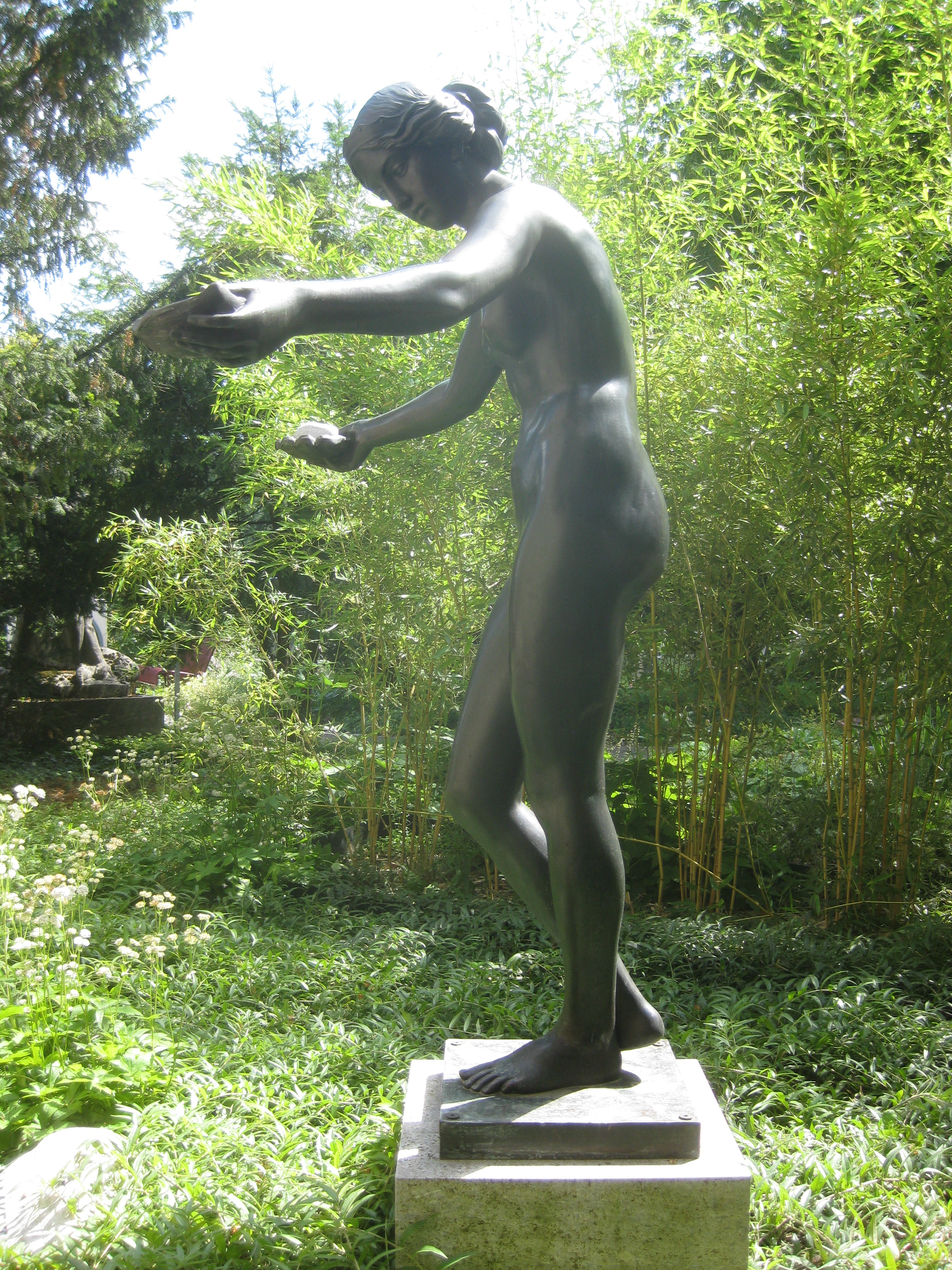
Heutiger Standort auf dem Pragfriedhof

Nackte weibliche Nymphe auf quadratischer Plinthe von dem Düsseldorfer Bildhauer Franz Linden (1873–1923), Bronze, niedriger quaderförmiger Steinsockel, Höhe ohne Sockel ca. 165 cm, Entstehungsjahr etwa ab 1910, bezeichnet an der Plinthe links: „FRANZ LINDEN / DUESSELDORF.“, ursprünglich: Stuttgart, Villa Berg, auf dem Brunnen im Rosengarten, etwa seit 1980: auf dem Brunnen im Südgarten der Villa Berg auf der Tiefgarage des Südwestrundfunks, heute: Stuttgart, Pragfriedhof, links neben dem Historischen Leichenhaus.
Die nackte Nymphe stand ursprünglich als Brunnenfigur im Rosengarten vor der Kulisse des Gartenbelvedere, später ebenfalls als Brunnenfigur im Südgarten. Sie breitet die Arme aus und lässt aus den beiden Muscheln, die sie in Händen hält, das Wasser in feinen Strahlen in den Brunnen hinabrieseln. An ihrem jetzigen Standort auf dem Pragfriedhof hat sie ihre Funktion als Brunnenfigur verloren.
Die Fehlzuschreibung an Albert Güldenstein, die sich nur bei Böhm 2004 findet, beruht wahrscheinlich auf einer Verwechslung des Brunnens mit dem Nymphenbrunnen an der Ostfassade der Villa Berg, dessen figurale Ausstattung von Güldenstein stammt.
Literatur: Böhm 2004, Seite 35; Gohl 2007, Seite 116.

### Fritz Melis

#### Kreisende Adler (1967)

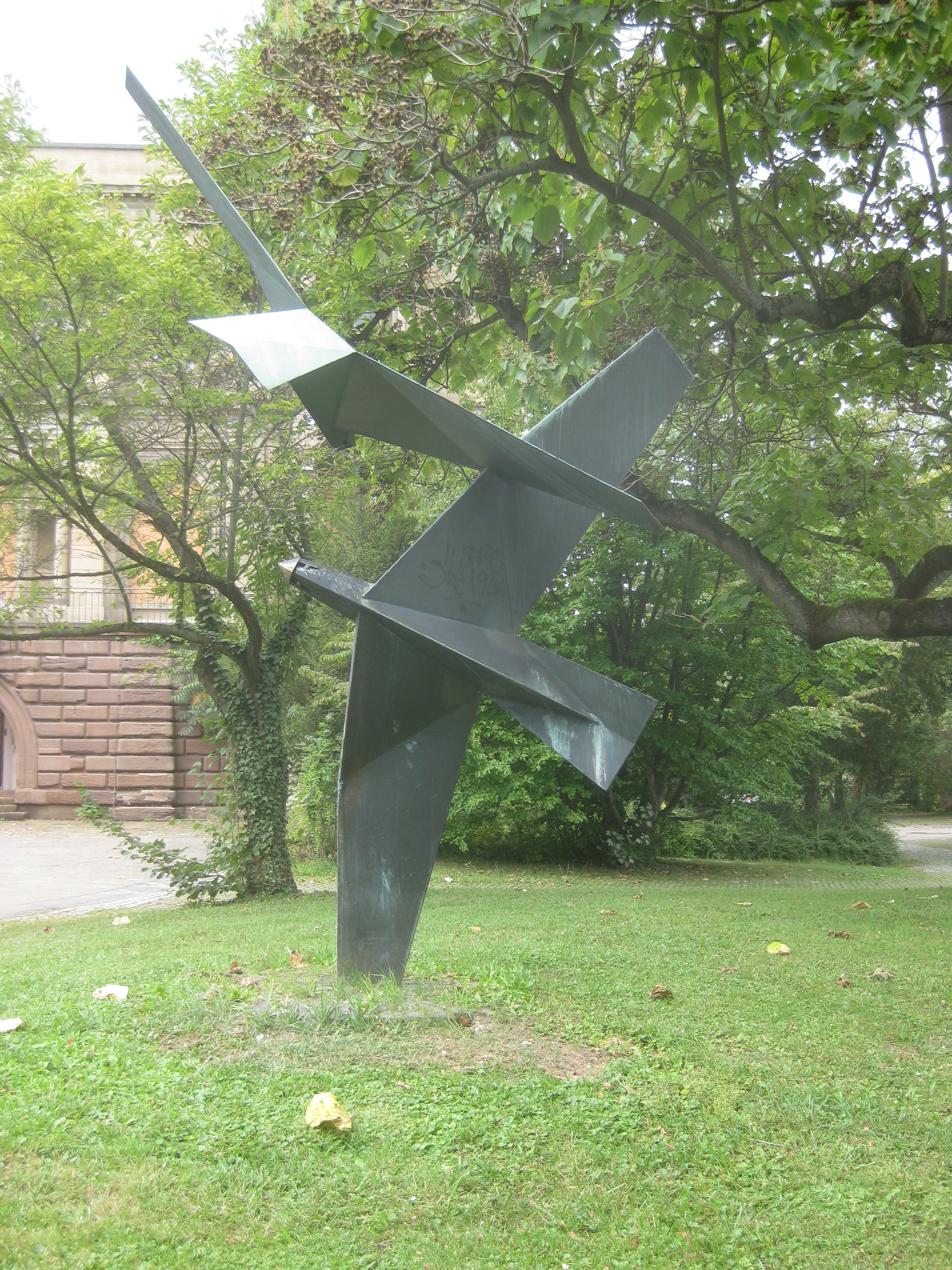

Skulptur von Fritz Melis (1913–1982), Ausführung: Metall-Haug in Esslingen, Kupferblech und Messing, Höhe 550 cm, Entstehungsjahr 1967, Stuttgart, Villa Berg, Nähe Ostfassade, Erhaltungszustand: beschädigte Oberflächen, geplatzte Nähte, mit Graffiti verschmiert.
Ein unbefangener Betrachter der Skulptur könnte meinen, die Havarie von zwei Modellflugzeugen vor Augen zu haben: eines gräbt sich nach einem Sturzflug tief mit dem Flügel in die Erde hinein, während das andere vergeblich auszuweichen versucht und es mit seinem Flügel fortreißt. Der Werktitel „Kreisende Adler“ suggeriert jedoch eine andere Interpretation der in den Himmel ragende Plastik. Wie in einer Momentaufnahme bannt der Künstler die kreisende Flugbewegung zweier origamihaft stilisierter Vögel, die an einem Punkt ihrer mächtigen, weit ausgebreiteten Schwingen zusammenzuprallen scheinen, und die man sich in Wirklichkeit wohl hoch in den Lüften vorstellen muss. Die Körper der Adler hat die Patina der Zeit grau gefärbt, Augen und Schnäbel sind aus Messing und glänzen golden.
Von Fritz Melis sind in Stuttgart viele weitere Werke öffentlich aufgestellt, u. a. der Pelikanbrunnen im Oberen Schlossgarten (beim Hotel am Schlossgarten) und der Flamingobrunnen im Mittleren Schlossgarten (beim Café am See).
Literatur: Gohl 2010, Seite 43; Melis 1983.

### Francesco Pozzi

#### Jupiter und Antiope (1828)

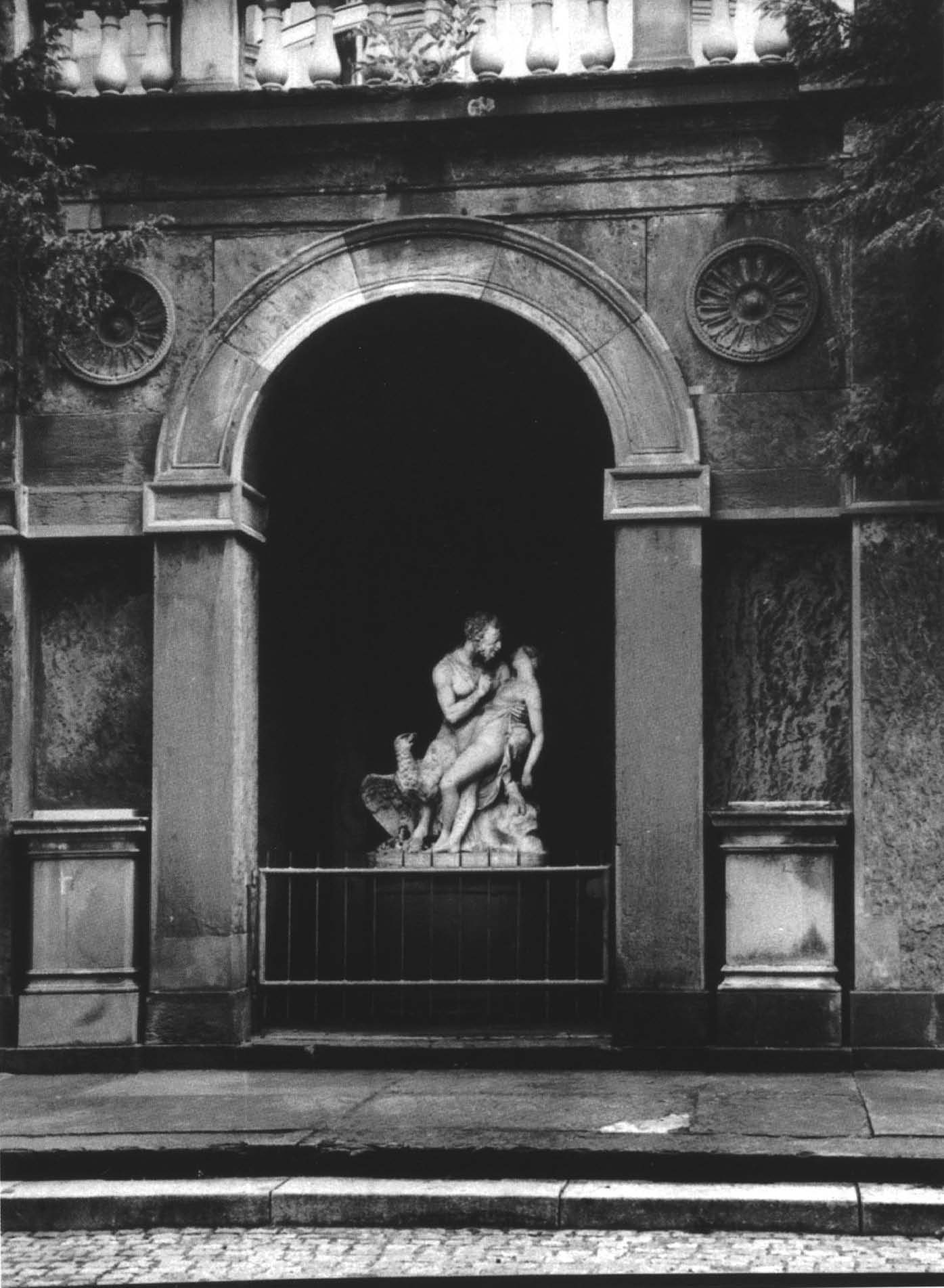
Jupiter und Antiope in der Grotte der Westfassade von Villa Berg, um 1910

Vollplastische Marmorgruppe von Francesco Pozzi (1779–1844) auf ovaler Plinthe mit lateinischer Inschrift, Höhe 1,50 cm, bezeichnet auf Jupiters Gurt: „F Pozzi F. il 1828.“, Entstehungsjahr 1828, ursprünglich: Stuttgart, Villa Berg, in der Grotte der Westfassade, 2010: vom Südwestrundfunk in einer Auktion bei Nagel Auktionen versteigert. Erhaltungszustand: restauriert, bestoßen, ergänzt.
Der Göttervater Jupiter, an dessen Seite sein Wappentier, ein mächtiger Adler mit den göttlichen Blitzen zwischen den Krallen sitzt, gab sich die Gestalt eines wollüstigen Satyrs, mit Bocksfüßen und -hörnern, nackt bis auf die Löwenhaut, die in seinem Schultergurt steckt, um Antiope, die schöne Tochter des Königs Nykteus, im Schlaf zu überfallen und zu verführen. Die üppige, schlaftrunkene Schöne, deren Scham nur dürftig ein Tuch bedeckt, lässt den Arm mit der Panflöte ohnmächtig hinabsinken, den anderen Arm legt sie um den Liebhaber, der sie mit seinen Bocksbeinen umschließt und gestikulierend auf sie einredet.
Die Inschrift auf der Stirnseite der Plinthe stimmt nicht mit der in Nagel 2010 angegebenen Stelle bei Ovid überein (Metamorphosen, Buch 6, Vers 110/111).
Literatur: Brösamlen 1939, Seite 83–84; Büchele 1858, Seite 301; Gohl 2007, Seite 41, 105, 143; Nagel 2010; NN 1925, Seite 13–14; Wais 1954, Seite 13.

### Wilhelm Rösch

#### Muckenbüble (1883)

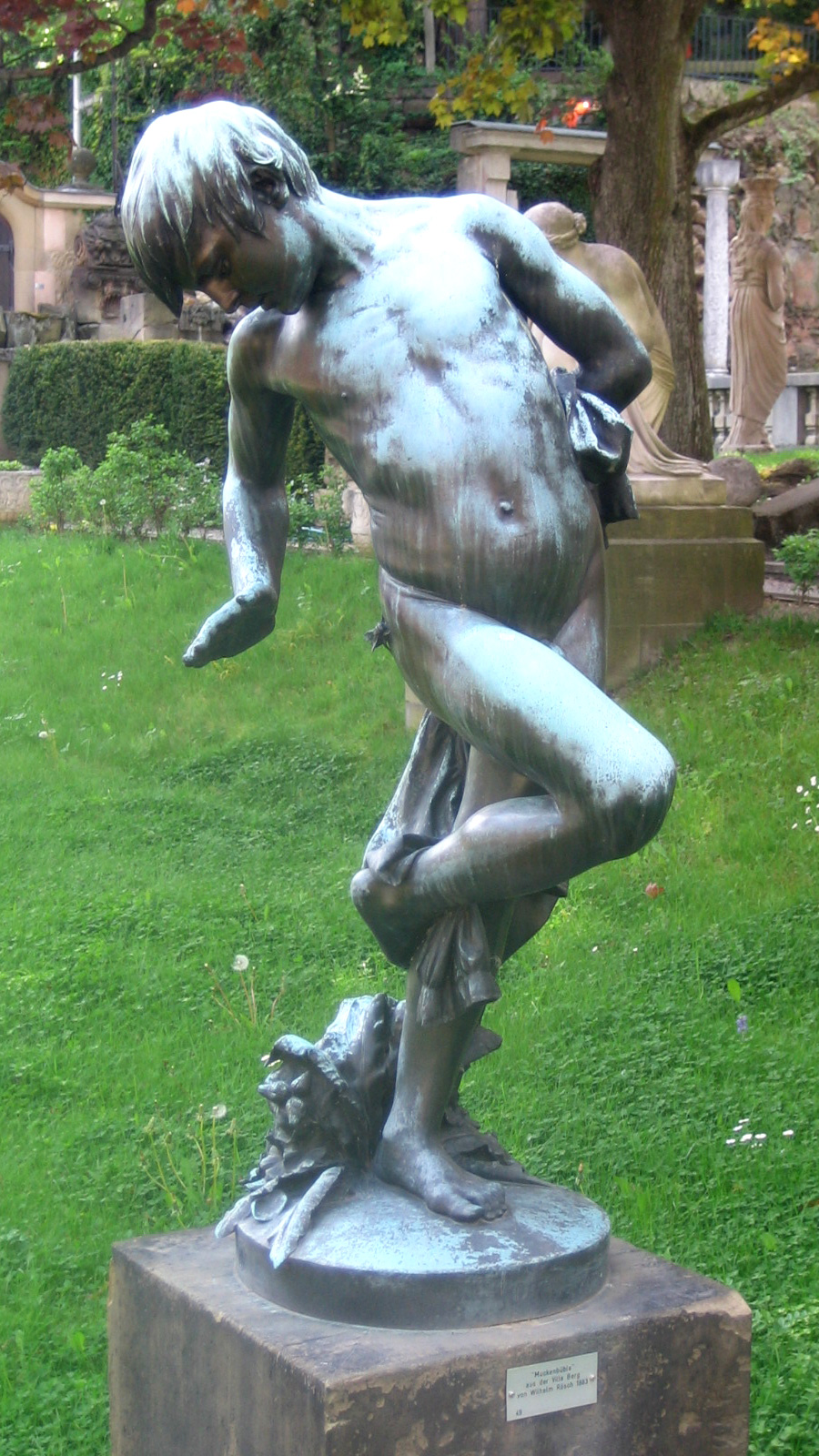

Eigentlicher Werktitel: „Knabe in Gefahr“, im Volksmund „Muckenbüble“. – Bronzeabguss nach dem Modell von Wilhelm Rösch, lebensgroß, Entstehungsjahr 1883 (Modell), 1886 (Abguss), ursprünglich: Stuttgart, Park der Villa Berg, zwischen der unteren Pergola und dem Halbmondsee, heute: Stuttgart, Städtisches Lapidarium, Inventarnummer 49.
Ein nackter Knabe, der wie ein Flamingo auf einem Bein steht und das andere abgeknickt hochzieht, dreht sich in geschraubter Haltung zurück, den linken Arm mit dem Handtuch hinter sich streckend, um das Gleichgewicht zu bewahren, und mit dem rechten weit ausholend, um ein Insekt zu erschlagen, das ihn am Oberschenkel piesackt.
Literatur: Gohl 2007, Seite 113; NN 1886; Schmid 2006, Seite 4, 50; Wais 1954, Seite 102.

### Sem Schlör

#### Simson mit den Stadttoren (1586/1587)

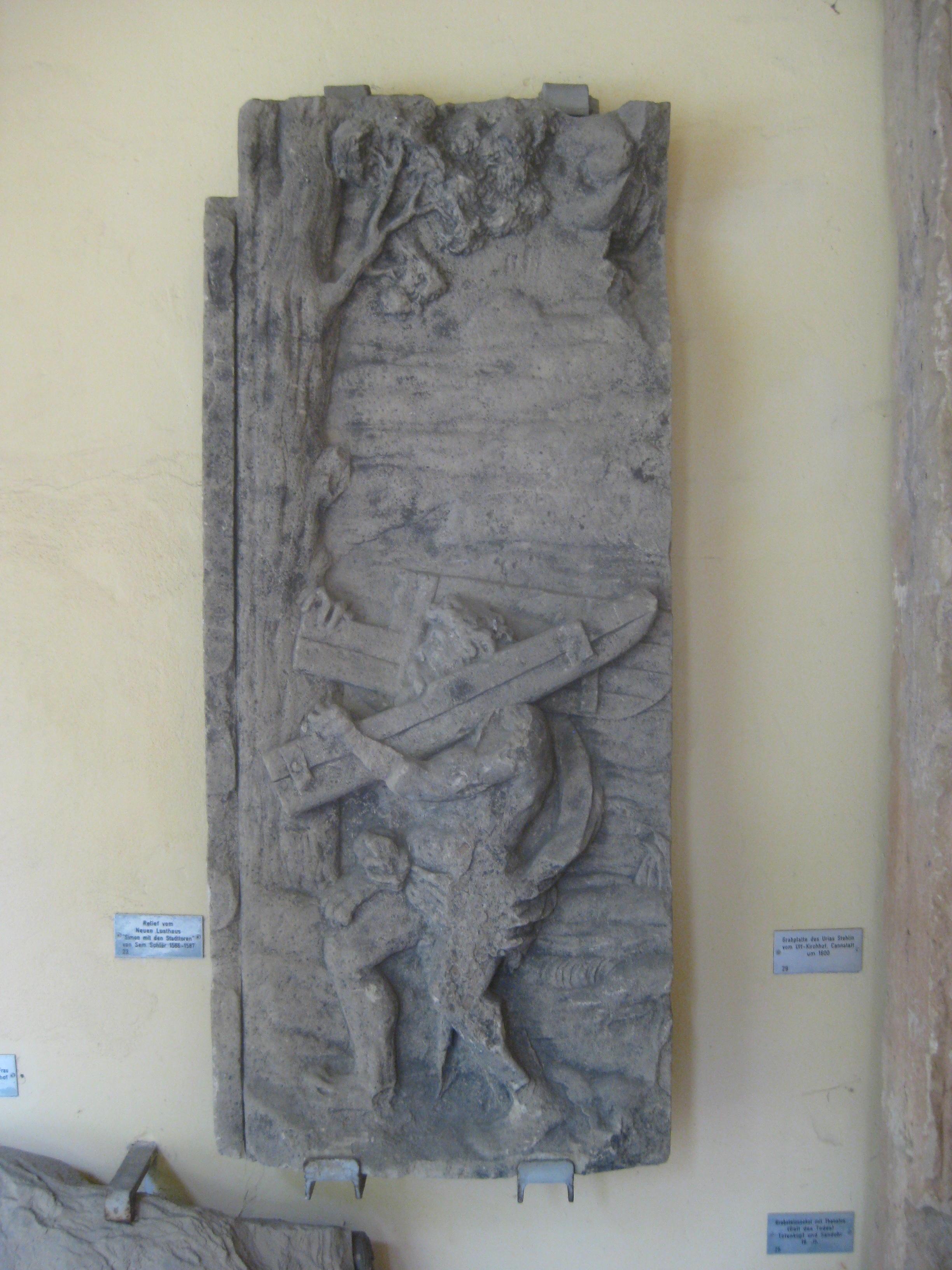

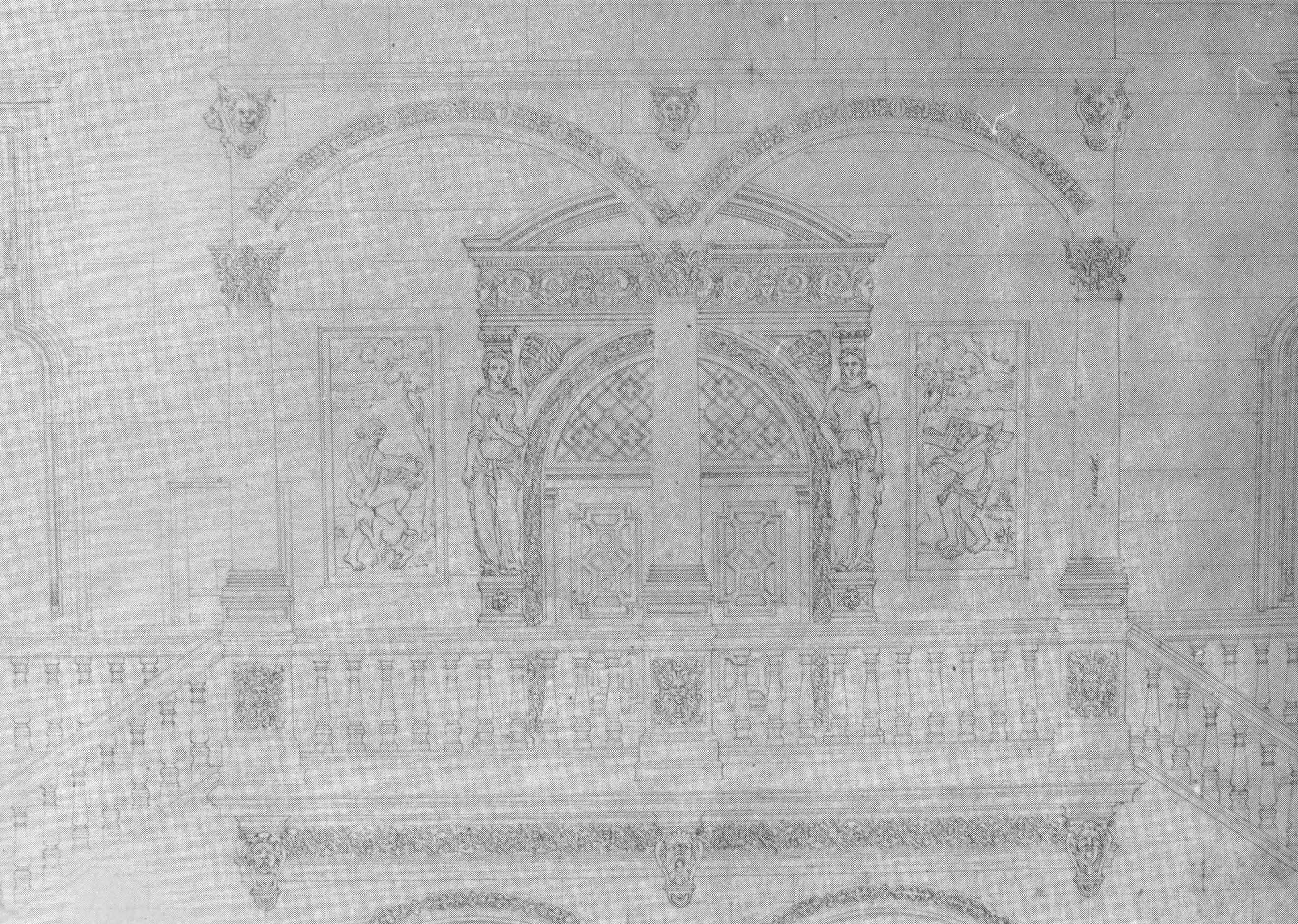
Ursprünglicher Standort beim Neuen Lusthaus

Relief von Sem Schlör (um 1530–1597/1598), Sandstein, Höhe ca. 115 cm, Breite ca. 51 cm, Entstehungsjahr 1586/1587, ursprünglich: Stuttgart, Neues Lusthaus, 1853: Stuttgart, Villa Berg, Grotte in der Westfassade, 1949: Stuttgart, Städtisches Lapidarium, Inventarnummer 23.
Das Relief stellt eine Szene aus dem Leben des Simson dar, wie sie im Buch der Richter, Kapitel 16, Vers 1–3, beschrieben ist: „Simson ging hin gen Gaza und sah daselbst eine Hure und kam zu ihr. Da ward den Gazitern gesagt: Simson ist hereingekommen. Und sie umgaben ihn und ließen auf ihn lauern die ganze Nacht in der Stadt Tor und waren die ganze Nacht still und sprachen: Harre; morgen, wenn's licht wird, wollen wir ihn erwürgen. Simson aber lag bis Mitternacht. Da stand er auf zu Mitternacht und ergriff beide Türen an der Stadt Tor samt den Pfosten und hob sie aus mit den Riegeln und legte sie auf seine Schultern und trug sie hinauf auf die Höhe des Berges vor Hebron.“ (Lutherbibel von 1912).
Simson mit den Stadttoren, die Lastträgerkonsole, die zwei Lastträgerkonsolen und der Sockel der Wetterhexe gehören zu den Bauteilen, die Kronprinz Karl auf Anraten Friedrich Hackländers beim Umbau des Neuen Lusthauses zum Hoftheater sicherstellen und später in die Villa Berg einbauen ließ.
Literatur: GU 20 Bü 166; Fleischhauer 1971; Hackländer 1878, Seite 78–79; Schmid 2006, Seite 43–44; Wais 1954, Seite 96–97; Walcher 1887, Heft 1, Seite 7; Weber-Karge 1989, Seite 25, 27–28.

#### Lastträgerkonsole (um 1590)

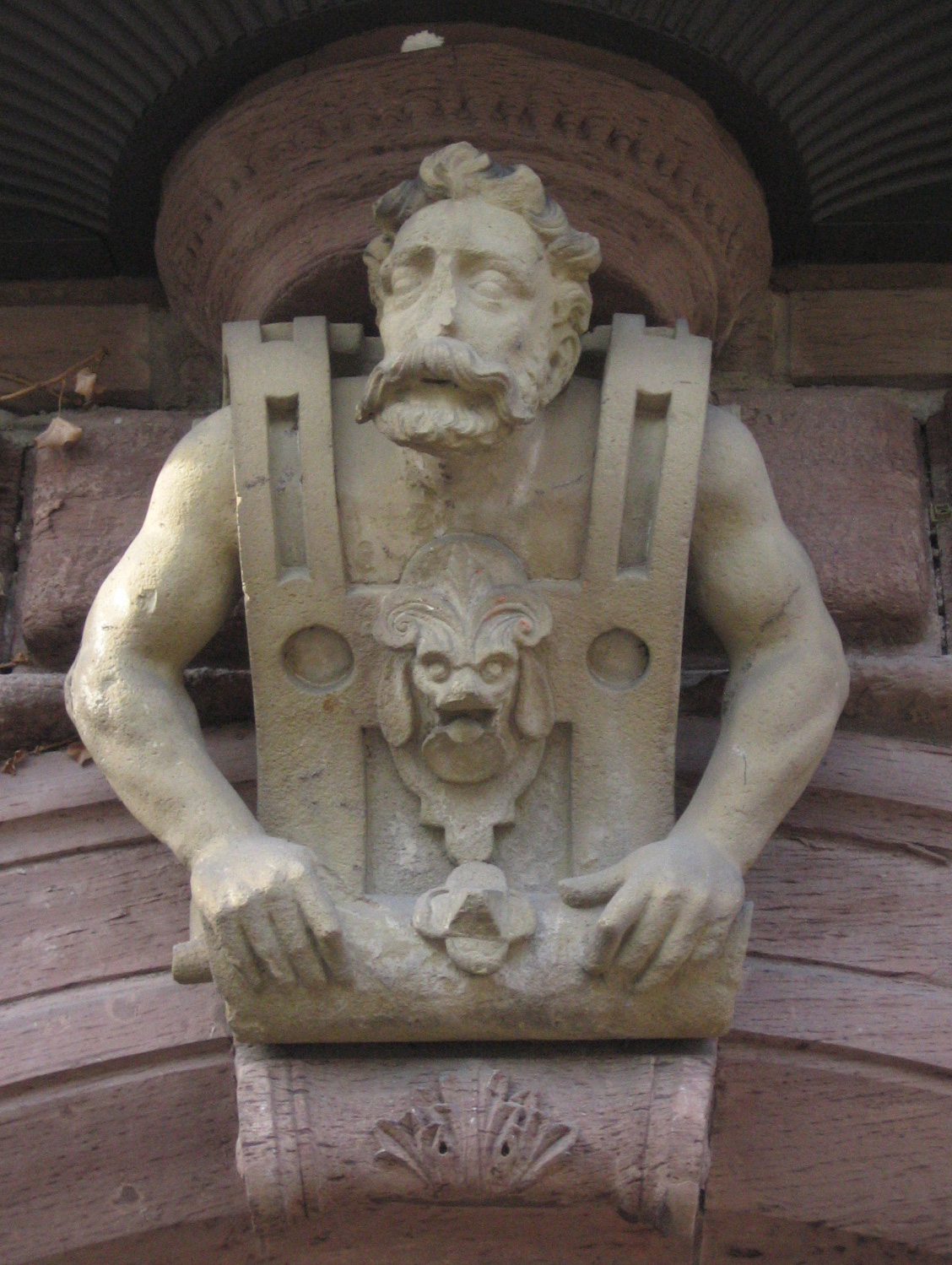
Konsole von vorn
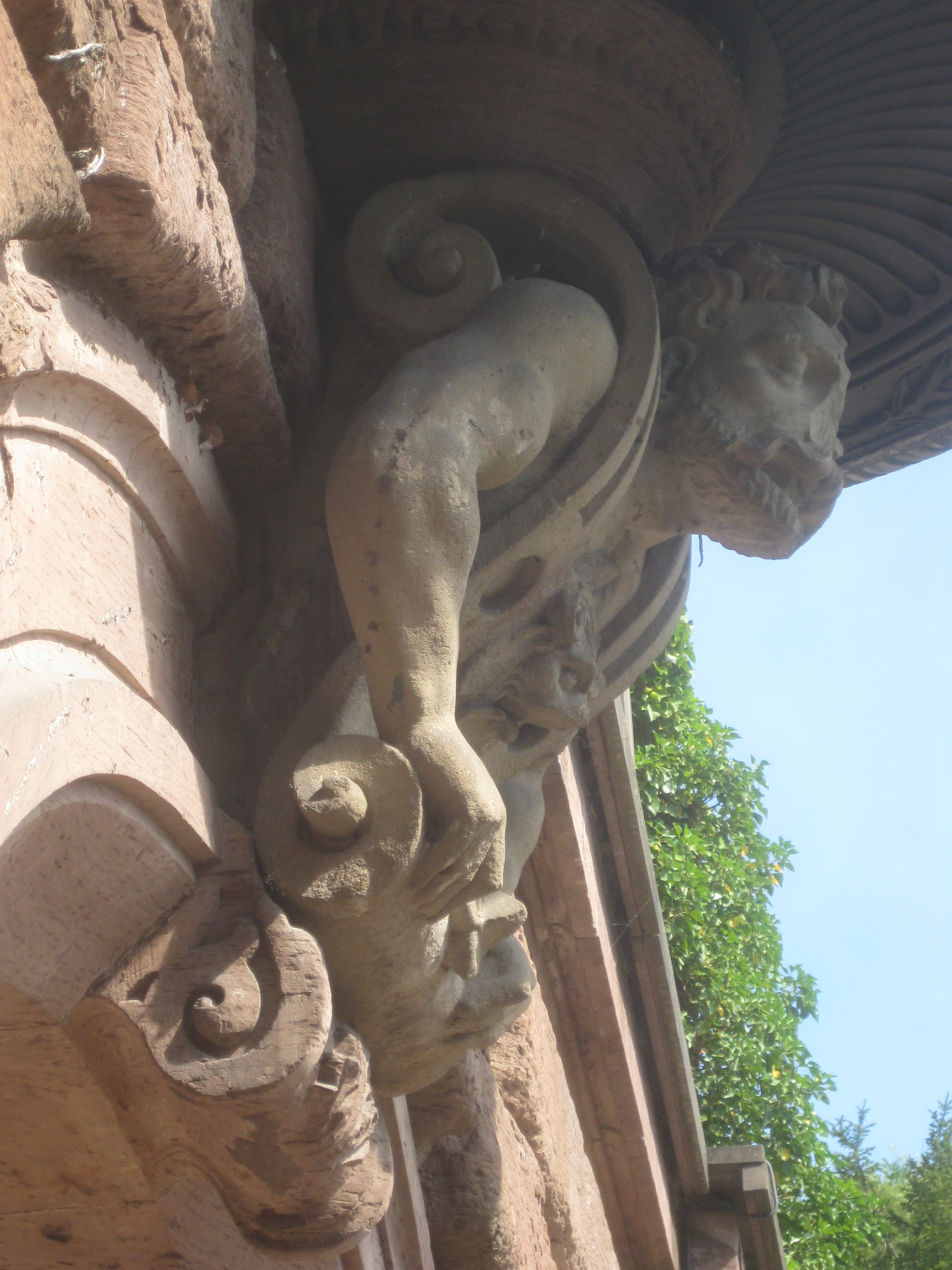
Konsole von links
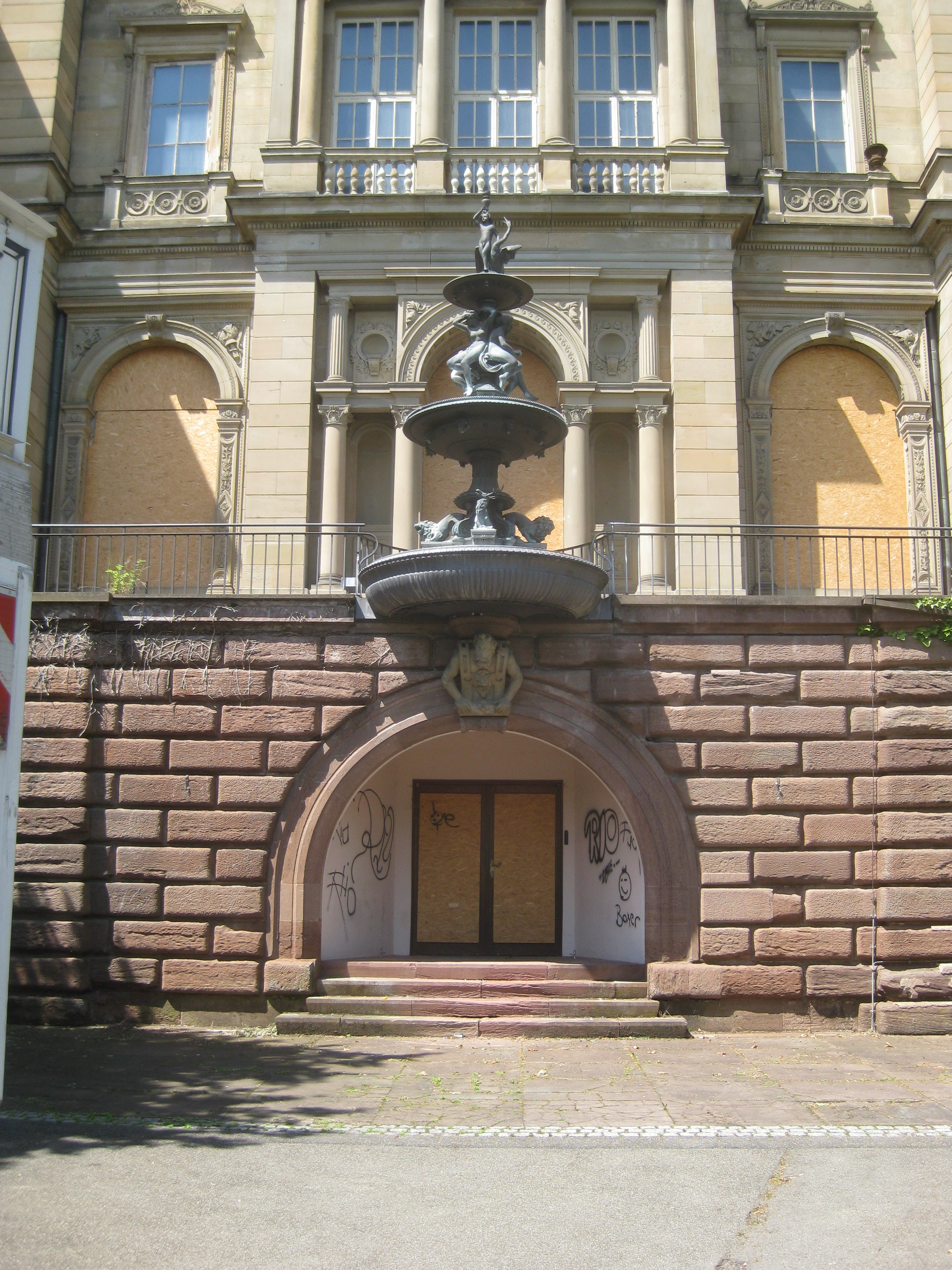
Ostfassade der Villa Berg mit Konsole und Nymphenbrunnen
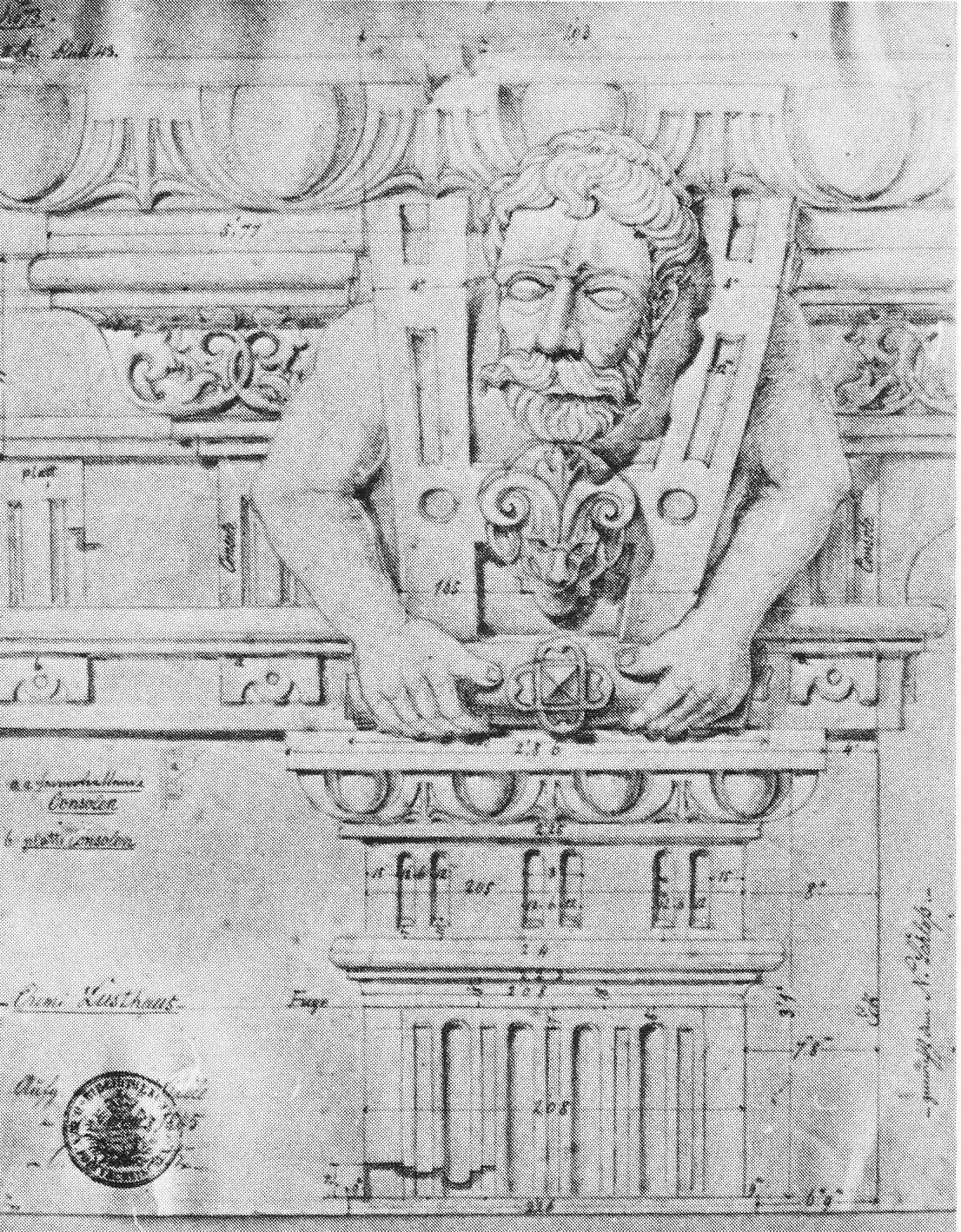
Lastträgerkonsole am Neuen Lusthaus, 1844

Konsole mit Lastträger als Atlant von Sem Schlör (um 1530–1597/1598), Sandstein, Höhe 77 cm, Entstehungsjahr um 1590, ursprünglich: Stuttgart, Neues Lusthaus, an den vier Ecken des Kranzgesimses, 1853: Stuttgart, Villa Berg, unter dem Nymphenbrunnen an der Ostfassade, Erhaltungszustand: Nase des Atlanten abgeschlagen, einige Abschürfungen am rechten Arm.
Die Halbfigur eines nackten Mannes zwängt sich gebückt in ein Traggestell ein und passt sich so der Volutenform der Konsole an. Mit seinen muskulösen Armen rollt der Lastträger das vordere Ende der Volute wie eine Schriftrolle ein. Sein kantiges, männliches Gesicht wird von reichem, lockigem Haupthaar, Kinn-, Backen- und ausladendem Oberlippenbart umrahmt. Die beiden breiten Schultergurte des Traggestells, die nach oben in einer Volute ausrollen, sind in der Mitte durch einen Quergurt verbunden, der die Maske eines stilisierten Tierkopfes trägt. Die Konsole mit ihrem Atlanten sitzt wie ein Schlussstein auf dem Torbogen, der mit einer volutenartigen Rolle abschließt, und scheint den darüberliegenden Nymphenbrunnen zu stützen.
Simson mit den Stadttoren, die Lastträgerkonsole, die zwei Lastträgerkonsolen und der Sockel der Wetterhexe gehören zu den Bauteilen, die Kronprinz Karl auf Anraten Friedrich Hackländers beim Umbau des Neuen Lusthauses zum Hoftheater sicherstellen und später in die Villa Berg einbauen ließ.
Literatur: Hackländer 1878, Seite 78–79; Wais 1951, Seite 332; Walcher 1887, Heft 1, Seite 7; Weber-Karge 1989, Seite 27–28.

#### Zwei Lastträgerkonsolen, Pilasterkapitell und Hirschkonsole (um 1590)

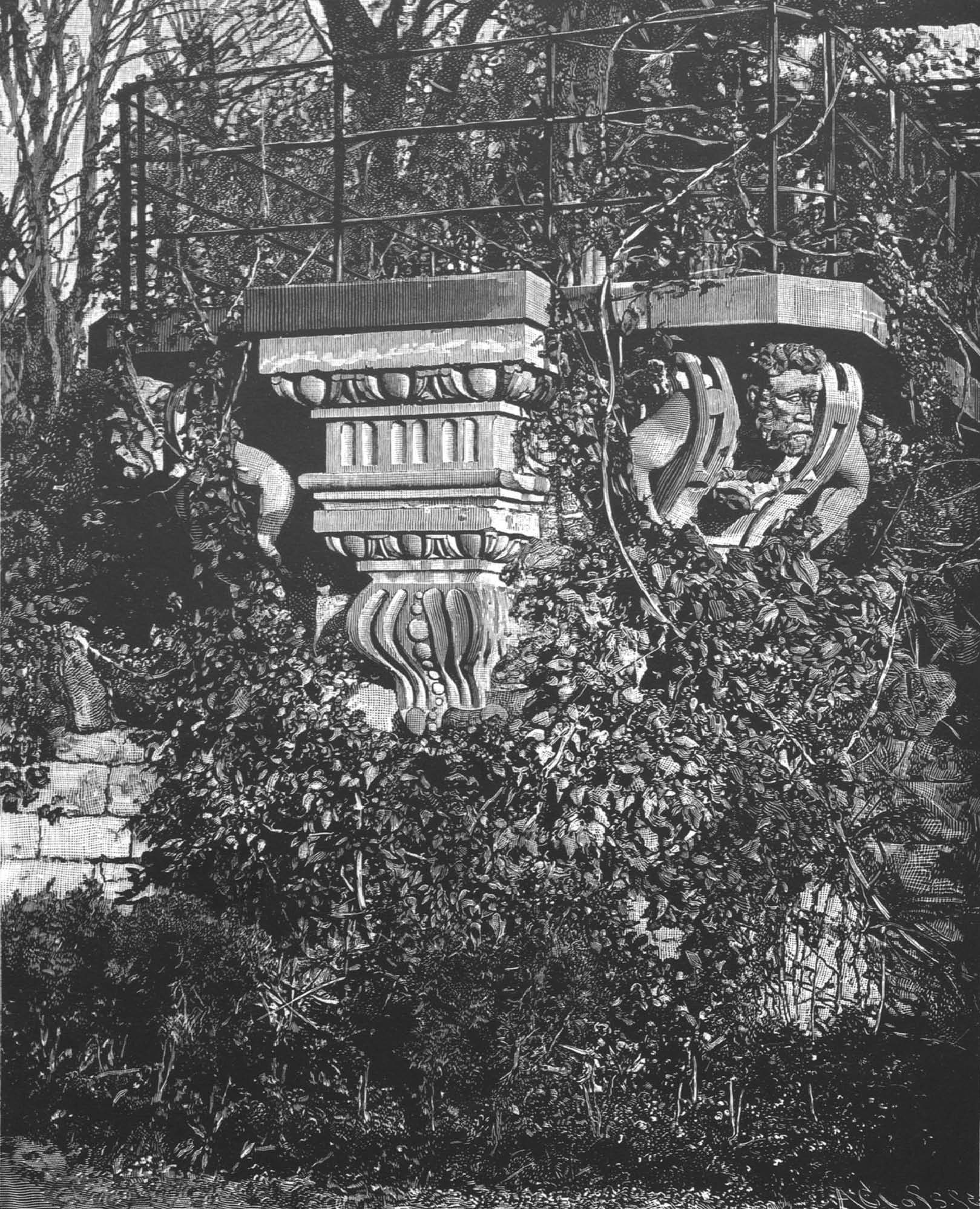
Im Park der Villa Berg, 1889
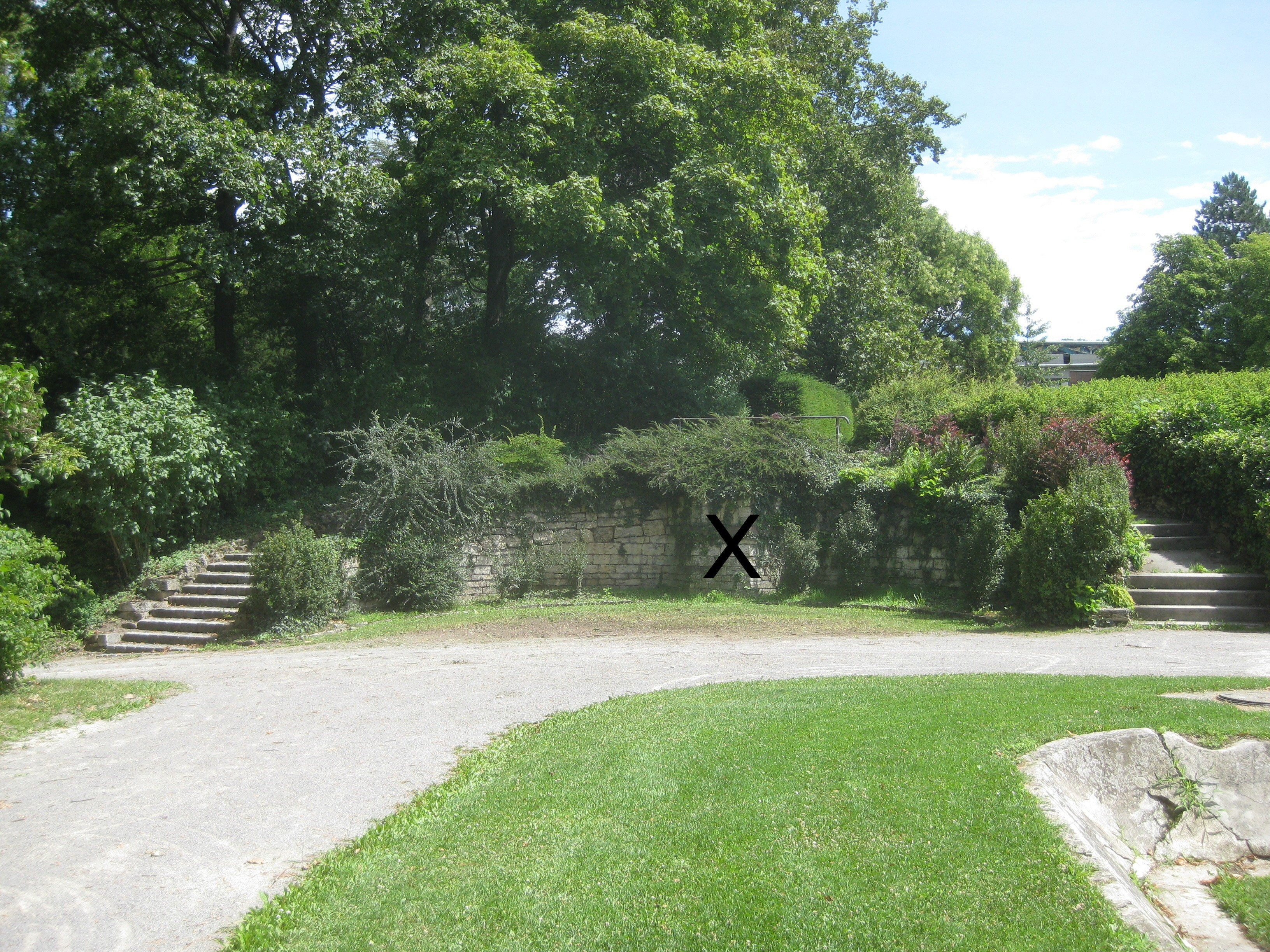
Ehemaliger Standort (X) an den nördlichen Treppen zum See
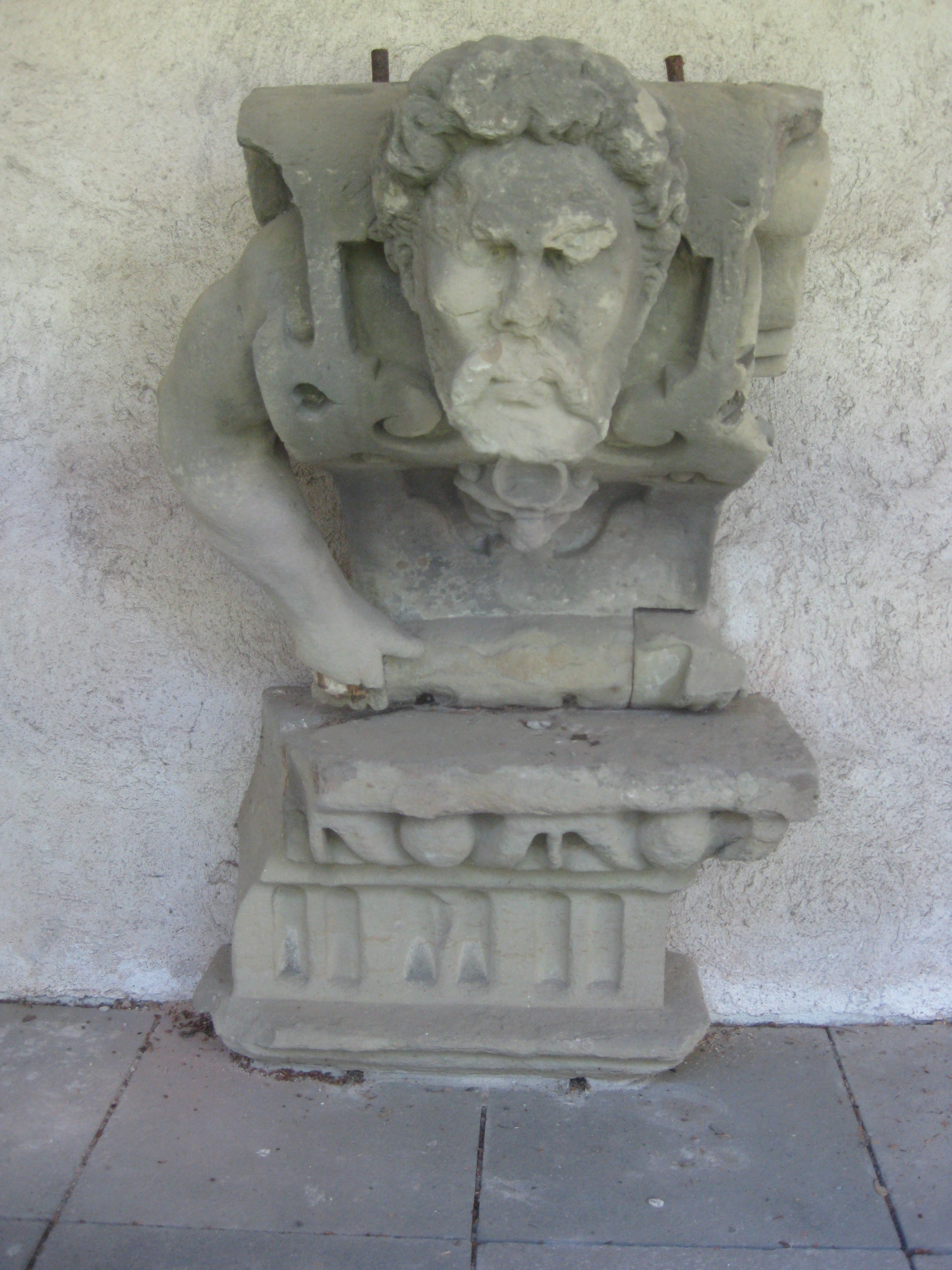
Städtisches Lapidarium, Lastträger 1
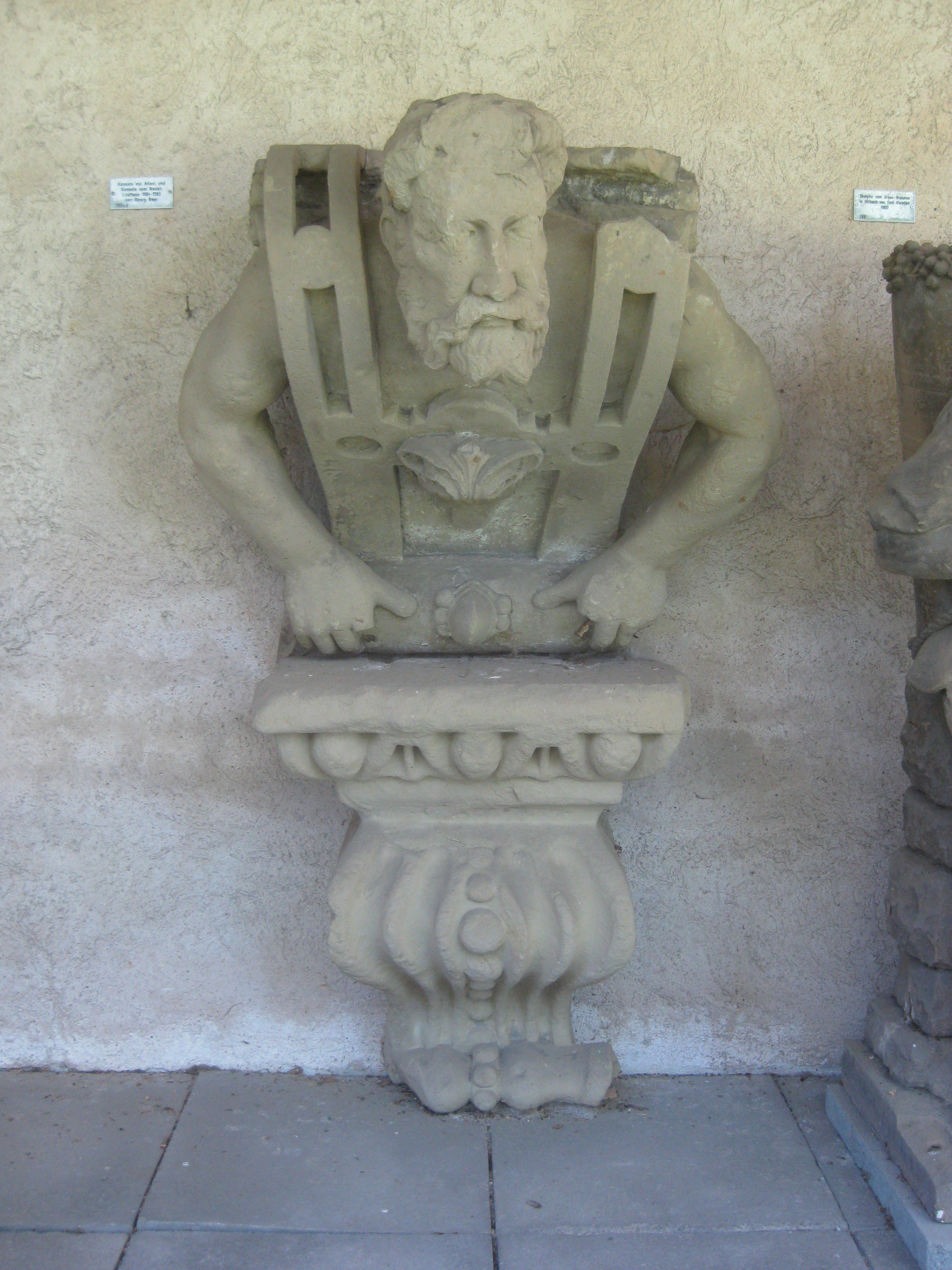
Städtisches Lapidarium, Lastträger 2

Zwei Konsolen mit Lastträger als Atlant von Sem Schlör (um 1530–1597/1598), Teil eines Pilasterkapitells und eine Hirschkonsole von Georg Beer, dem Erbauer des Neuen Lusthauses, Sandstein, Höhen: Lastträger ca. 77 cm, Kapitellteil ca. 53 cm, Hirschkonsole ca. 75 cm, Entstehungsjahr um 1590, ursprünglich: Stuttgart, Neues Lusthaus, 1853: Stuttgart, Villa Berg, westlicher Park, an den nördlichen Treppenabgänge zum See, nach dem Zweiten Weltkrieg: Stuttgart, Städtisches Lapidarium, Inventarnummer 305a, b (Abbildung: Lastträger 1 und Pilasterkapitell), Inventarnummer 305c, d (Abbildung: Lastträger 2 und Hirschkonsole) Erhaltungszustand: verwittert und vielfach beschädigt.
Die Lastträgerkonsolen sind ähnlich gestaltet wie die oben besprochene Lastträgerkonsole. Beim Neuen Lusthaus schlossen die Eckpfeiler des Obergeschosses mit einem Kapitell (wie unter Lastträger 1) ab, das eine Lastträgerkonsole trug. Die Hirschkonsole diente zur Unterstützung einer der Hirschfiguren, die den Staffelgiebel des Neuen Lusthauses zierten. Das Pilasterkapitell und die Hirschkonsole fungieren im Städtischen Lapidarium als Postamente der Lastträgerkonsolen. In Park der Villa Berg (siehe Abbildung) waren das Pilasterkapitell und die Hirschkonsole aufeinander gesetzt und zwischen den beiden Lastträgern angeordnet.
Simson mit den Stadttoren, die Lastträgerkonsole, die zwei Lastträgerkonsolen und der Sockel der Wetterhexe gehören zu den Bauteilen, die Kronprinz Karl auf Anraten Friedrich Hackländers beim Umbau des Neuen Lusthauses zum Hoftheater sicherstellen und später in die Villa Berg einbauen ließ.
Literatur: Hackländer 1878, Seite 78–79; Leins 1889, Seite 95–97; Schmid 2006, Seite 106; Wais 1951, Seite 332; Walcher 1887, Heft 1, Seite 7, Heft 4, Seite 13; Weber-Karge 1989, Seite 23, 27–28 und Abb. 45–46.

### Ivan Petrovitch Vitali

#### Sandalenlösende Venus (1854)

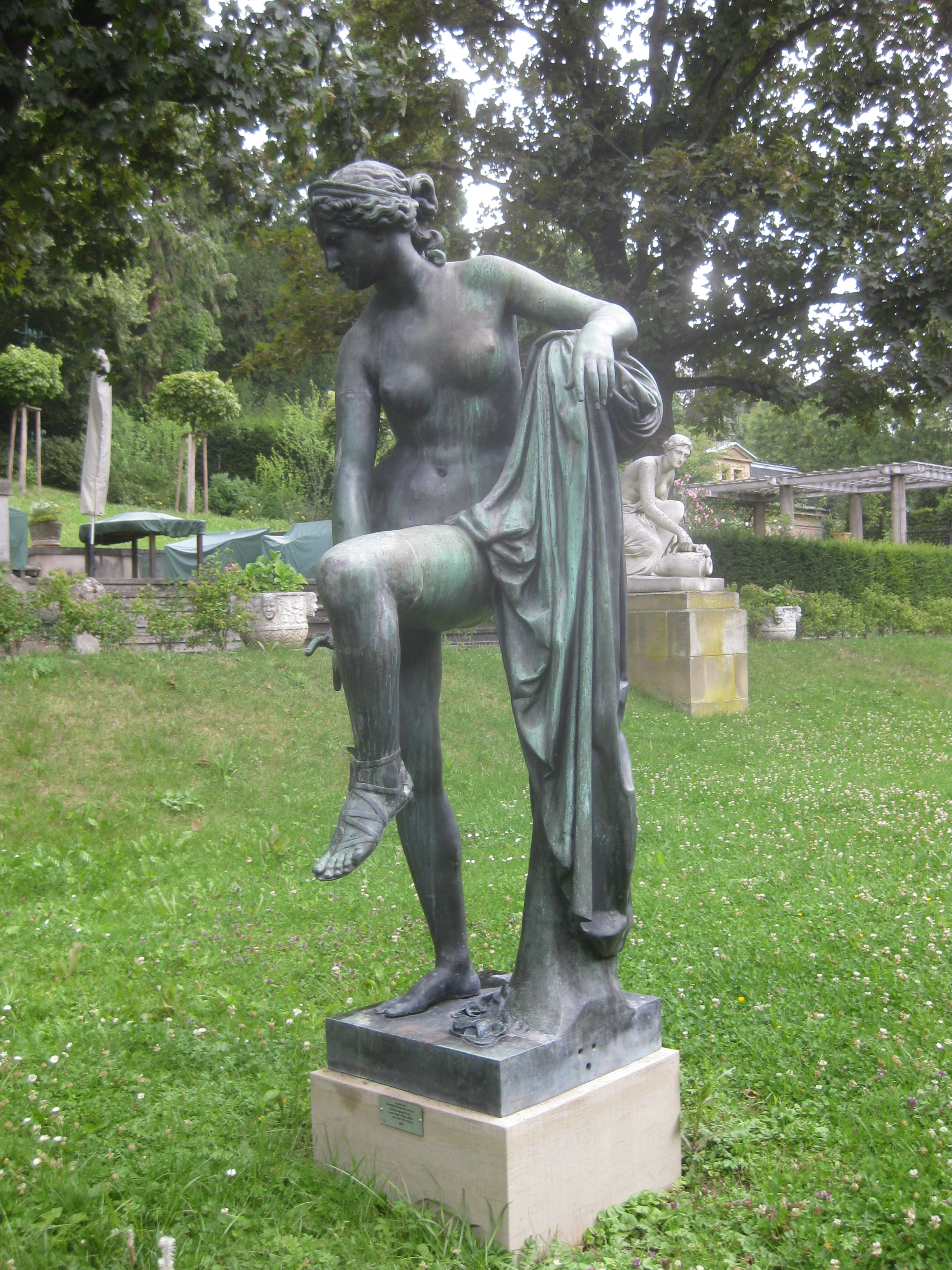

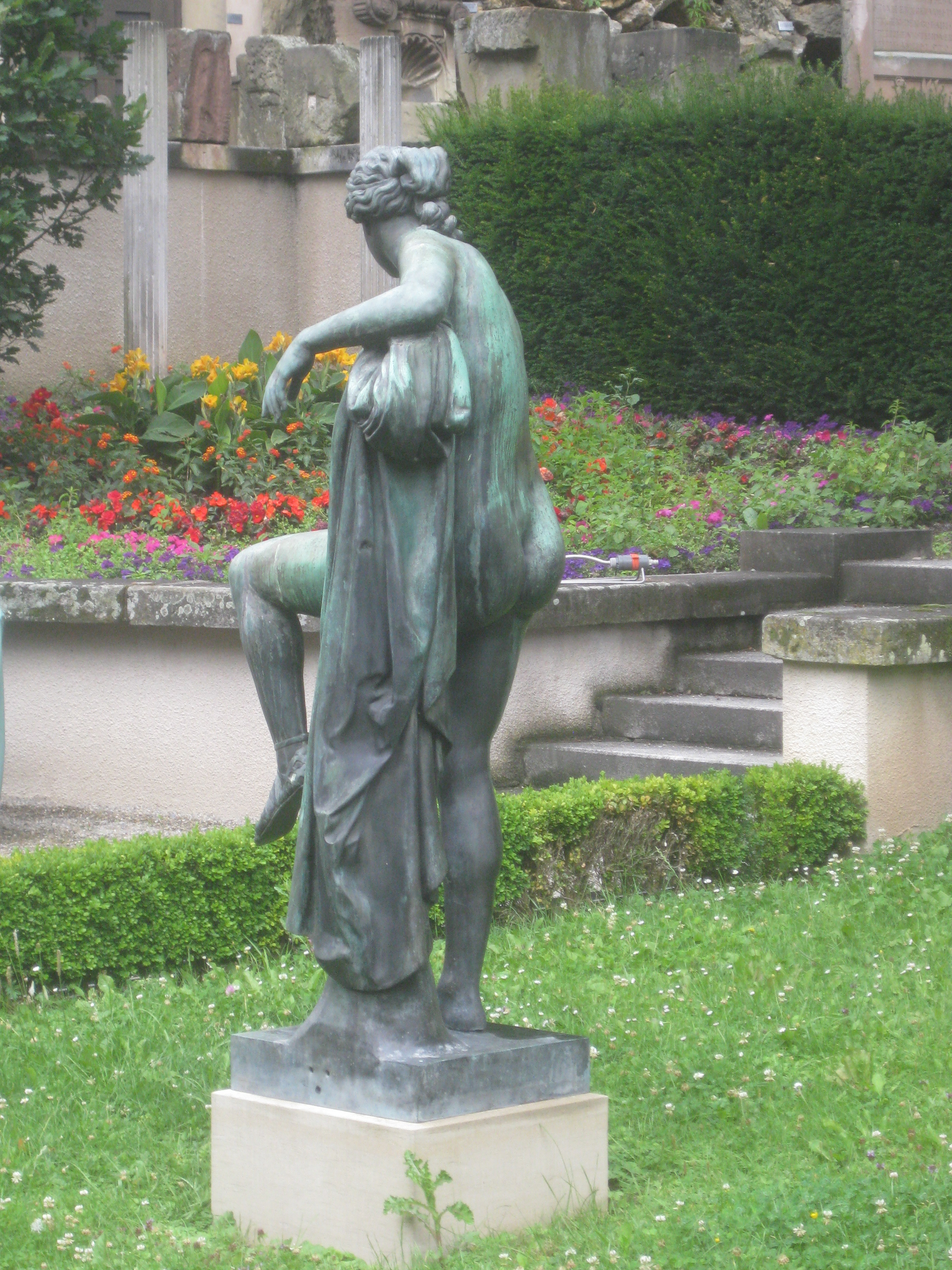

Andere Werktitel: Badende; Sandalenbinderin; Venus. – Statue der Venus nach einer Marmorfassung des russischen Bildhauers Ivan Petrovitch Vitali (1794–1855) von 1852, nach einem antiken Motiv, auf quadratischer Plinthe und Steinsockel, Galvanoplastik aus der Leuchtenbergschen Fabrik in St. Petersburg, Höhe ohne Plinthe ca. 155 cm, Plinthe ca. 10 cm, Sockel ca. 22 cm, Entstehungsjahr 1854, ursprünglich: Stuttgart, Villa Berg, am unteren Rande des halbrunden Rasenplatzes östlich der Villa, heute: Stuttgart, Städtisches Lapidarium, Inventarnummer 51, Erhaltungszustand: Flickstelle am rechten Arm, rechter Ringfinger abgebrochen.
Die Liebesgöttin Venus bereitet sich zum Bad vor. Sie ist bereits entkleidet, ihr Gewand hat sie auf einen Baumstumpf gehängt, auf den sie sich mit dem linken Arm abstützt. Eine Sandale hat sie schon ausgezogen und am Boden abgelegt. Nun zieht sie das gebeugte Bein in die Höhe, um auch die andere Sandale vom Fuß zu lösen.
Im Russischen Museum in St. Petersburg befindet sich die Marmorfassung der „Venus“ von Vitali aus dem Jahr 1852. Ludwig von Hofers Marmorstatue der „Sandalenbinderin“, die er 1856 für Schloss Rosenstein schuf, scheint mit Vitalis Statue übereinzustimmen bis auf die Plinthe, die bei von Hofer rund ist, bei Vitali aber quadratisch.
Literatur: Büchele 1858, Seite 297; Fleischhauer 1920; Gohl 2007, Seite 34, 91; Peschel 2009, Seite 244–246; Schmid 2006, Seite 52; Schukraft 2008; Wais 1954, Seite 103.

### Unbekannte Künstler

#### Eiserne Blumenschalen (um 1851)

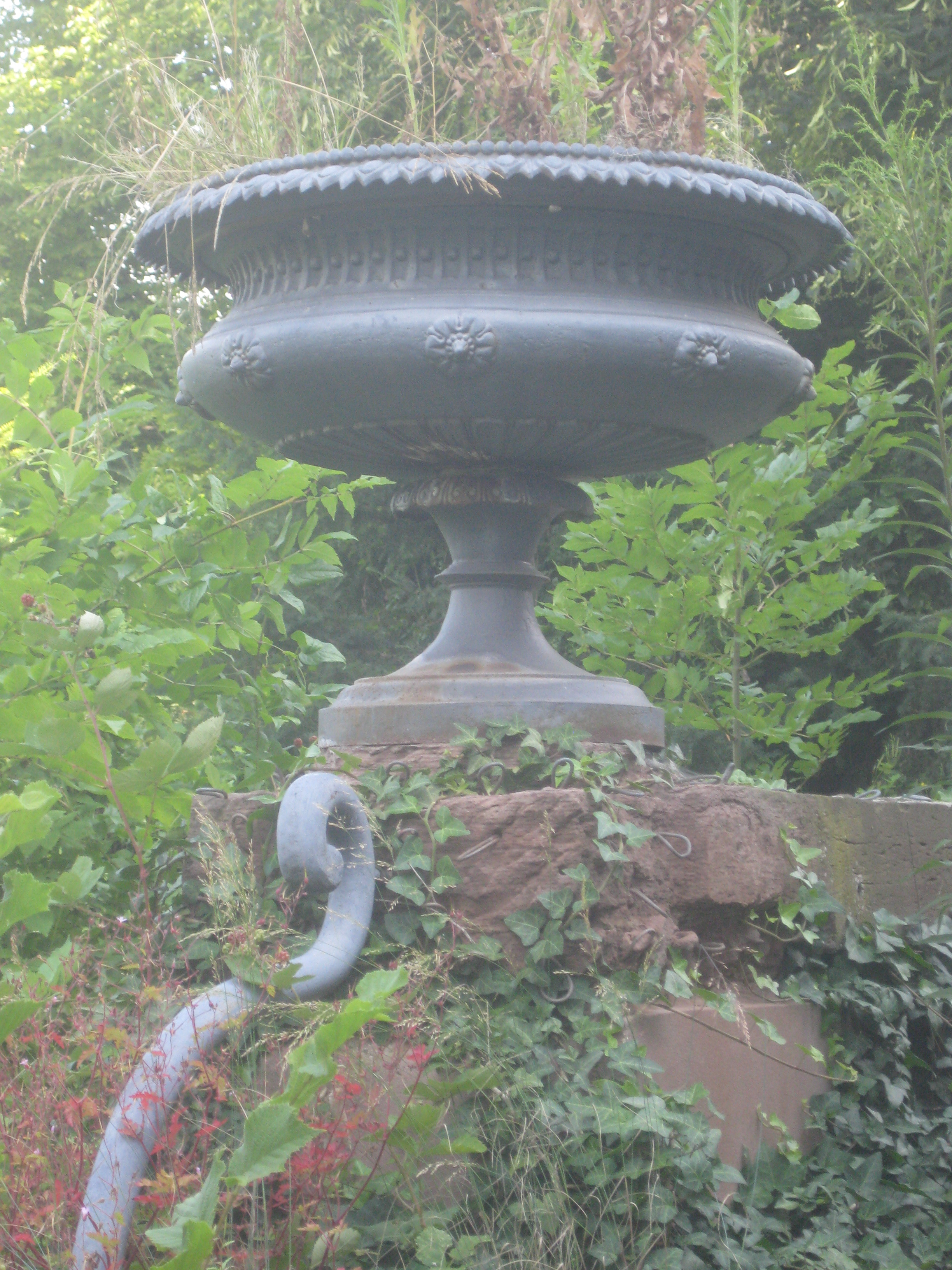
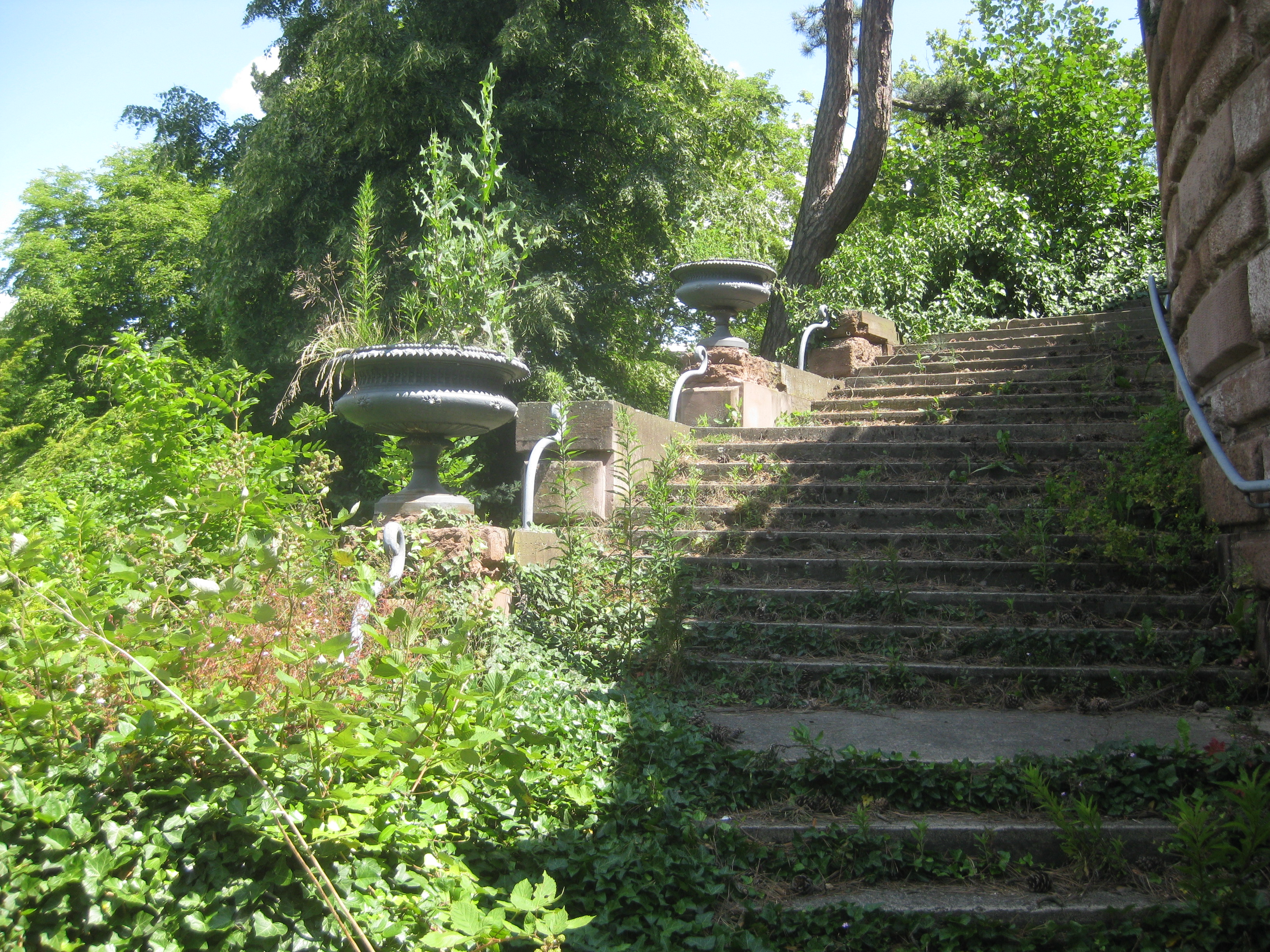
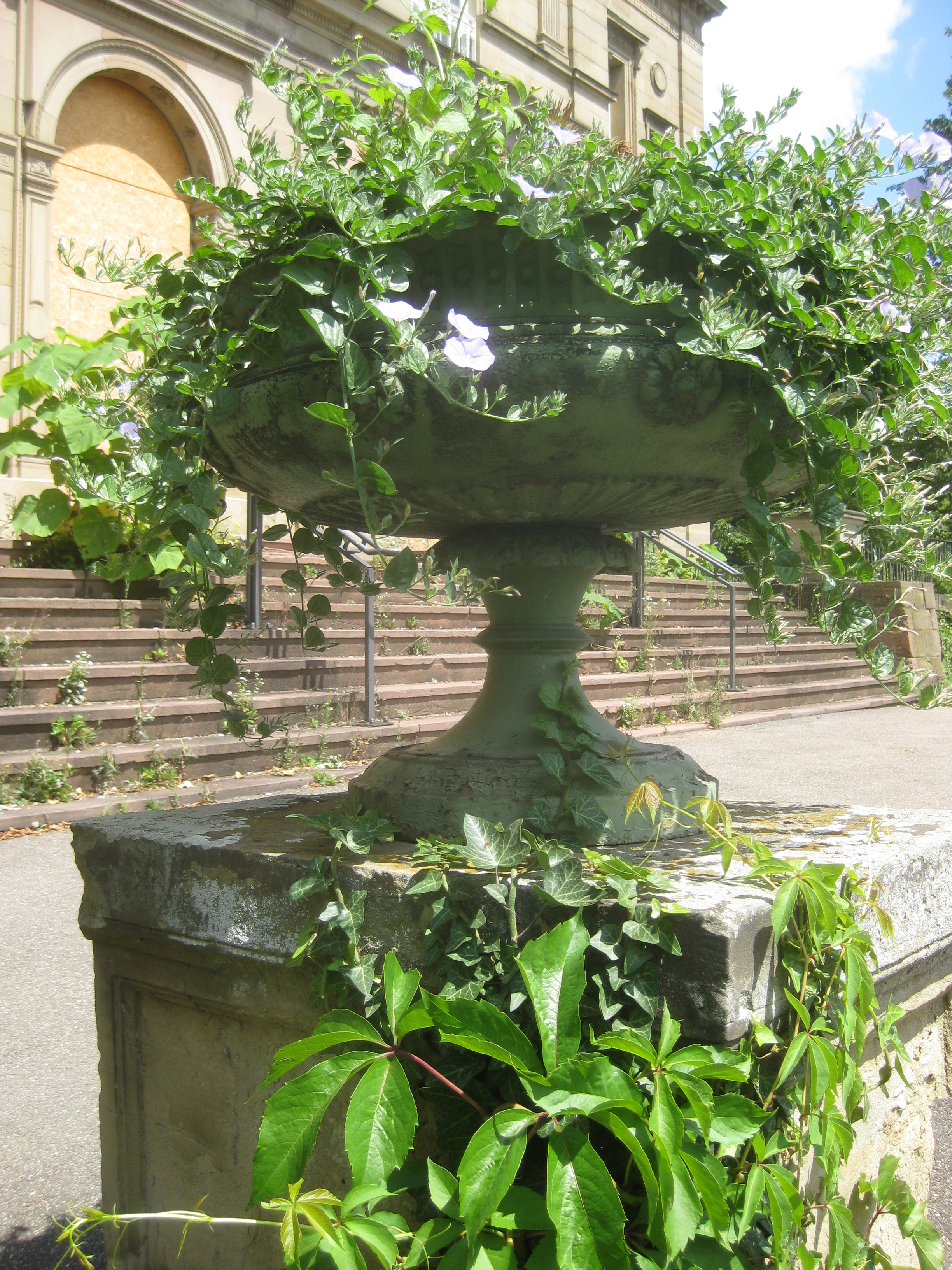
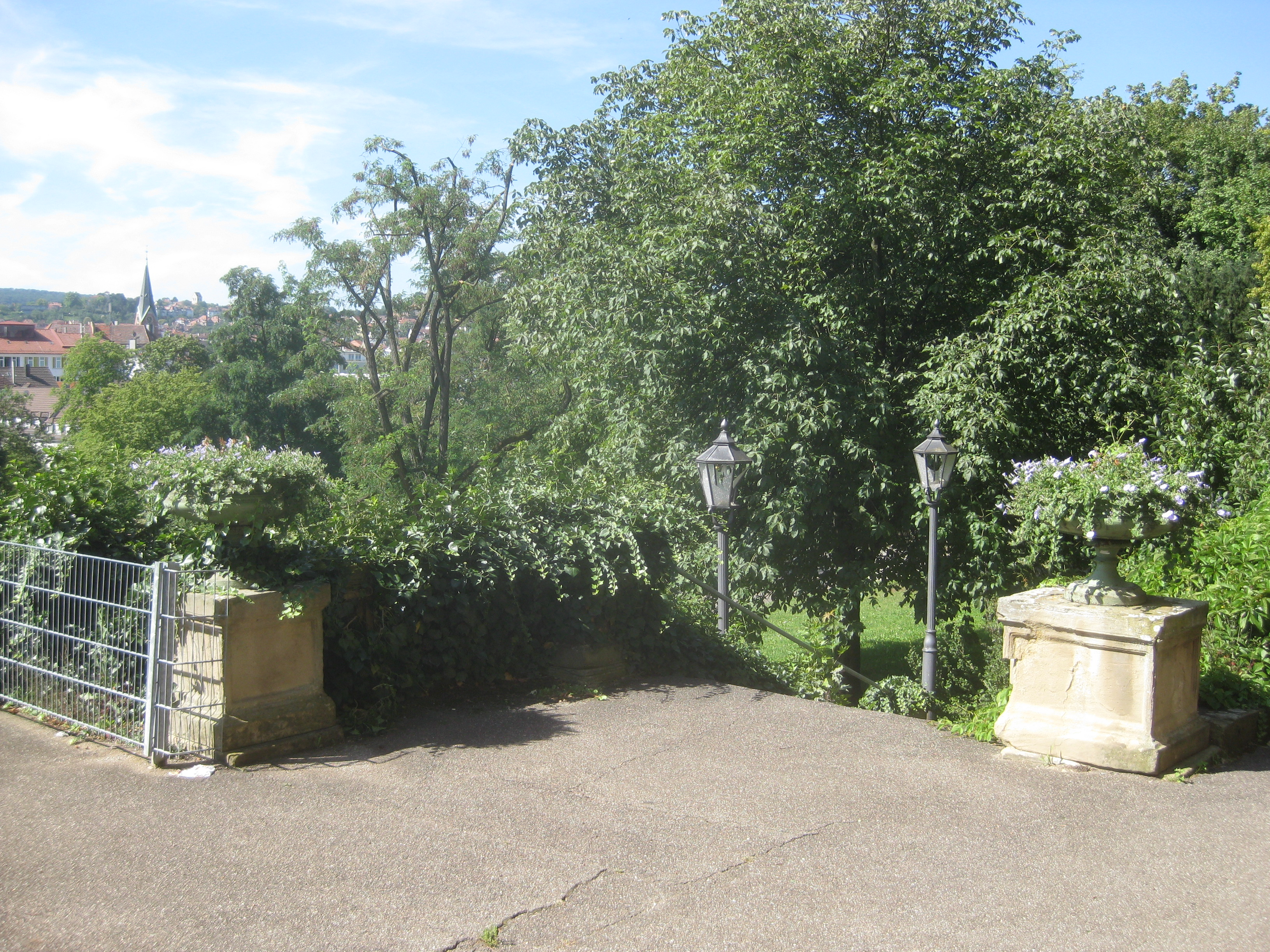

Runde Blumenschalen nach dem Entwurf eines unbekannten Künstlers, Eisenguss in den Hüttenwerken Wasseralfingen, Entstehungsjahr um 1851.
- Sechs große Blumenschalen: grau bemalt, Höhe ca. 60 cm, Durchmesser ca. 83 cm, Stuttgart, Villa Berg, auf der Nordostterrasse ist noch eine Blumenschale vorhanden und an den Treppenaufgängen zur Westterrasse fünf Blumenschalen (links drei, rechts zwei), Erhaltungszustand: Lackierung schadhaft, teilweise verrostet, teils fehlt der Perl- und Eierstabkranz an der Mündung.
- Vier kleine Blumenschalen: grün bemalt, würfelförmige Sandsteinsockel, Höhe ca. 55 cm, Durchmesser ca. 75 cm, Stuttgart, Villa Berg, auf der oberen Südterrasse, Erhaltungszustand: Lackierung schadhaft, teilweise verrostet, teils fehlt der Perl- und Eierstabkranz an der Mündung.

Die Blumenschalen an den Treppenaufgängen zur Westterrasse sind etwas größer als die Schalen auf der oberen Südterrasse, in der Ausführung unterscheiden sich die beiden Größen nicht. Die Schalen ruhen auf einem trichterförmigen Fuß mit Mittelring und abschließendem Blattkranz. Den Boden des Korbs ziert ein Kranz von Lanzettblättern, der Bauch ist mit acht Rosetten besetzt und der eingezogene Hals mit einem plastischen Punkt-/Strich-Band. Die ausladende Lippe endet in einem Perl- und Eierstabkranz.
Literatur: B 1007 Bü 1141, 28. Dezember 1850; Büchele 1858, Seite 298; Gohl 2007, Seite 22; Leins 1889, Seite 96 (mit Abbildung der Blumenschale auf der Nordostterrasse).

#### Puttenschale (vor 1858)

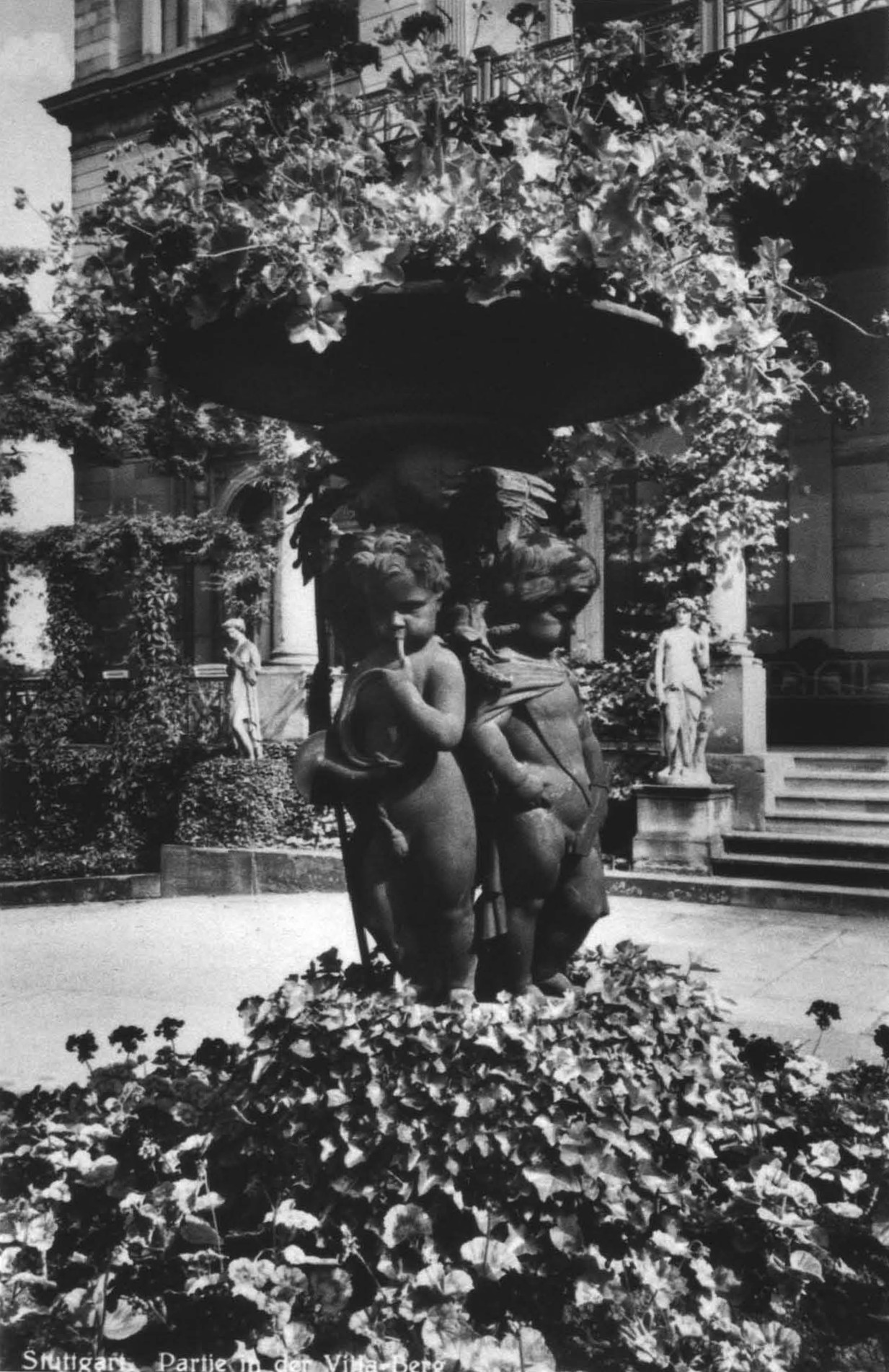

Blumenschale, getragen von vier Putten, Bronze, Maße unbekannt, Entstehungsjahr vor 1858, ursprünglich: Stuttgart, Villa Berg, Südterrasse, die Schale wurde im Zweiten Weltkrieg zerstört, die Putten sind im Garten-, Friedhofs- und Forstamt der Stadt Stuttgart magaziniert.
„Die Mitte dieser Terrasse [Südterrasse] ist geschmückt durch eine prächtige Schale von Erz, Geschenk von Petersburg, von vier allerlei Waffenstücke tragenden, sonst nackten bausbäckigen Knaben gestützt.“
Literatur: Büchele 1858, Seite 299; Gohl 2007, Seite 39, 104.

#### Champigny-Denkmal (nach 1870)

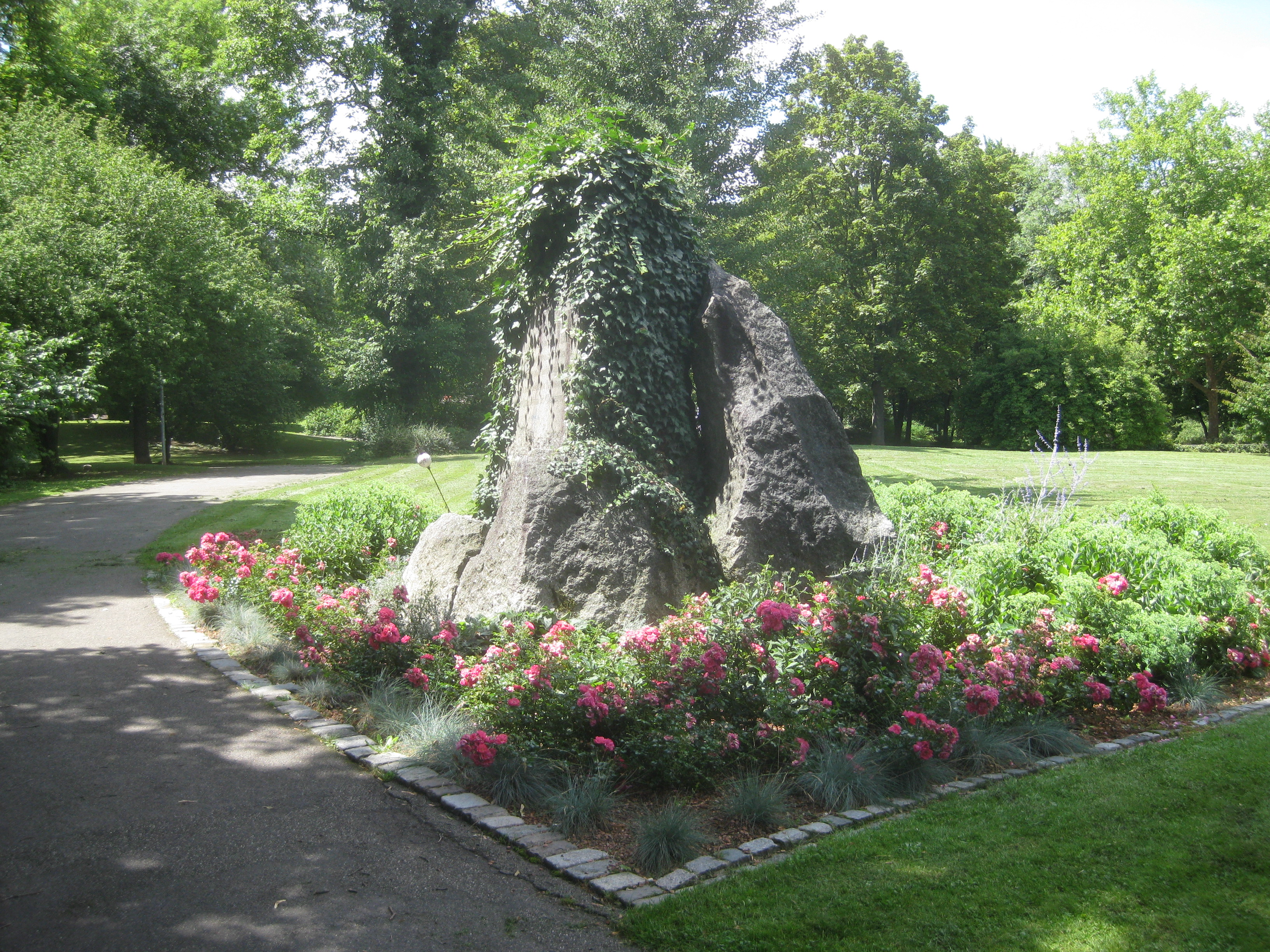
2011

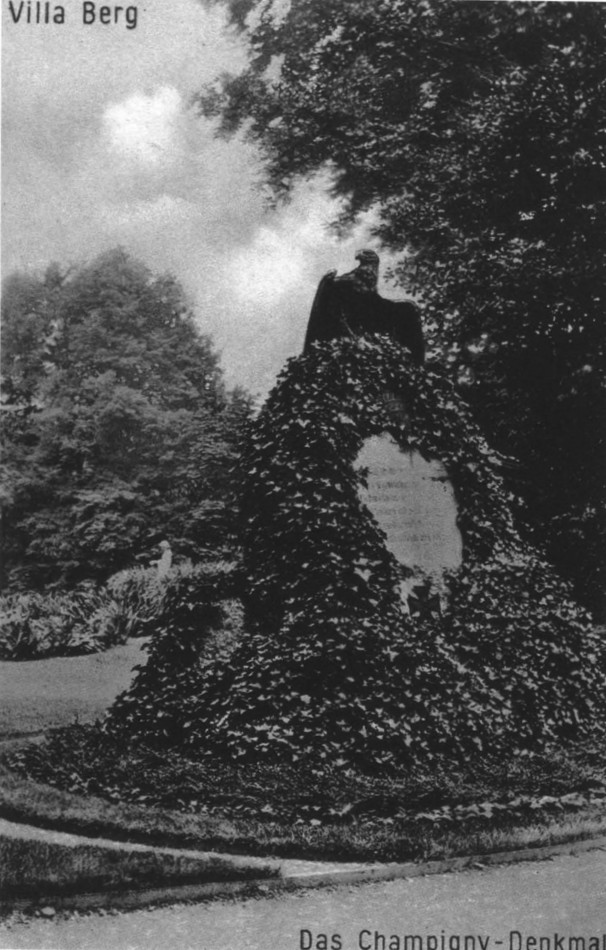
um 1930

Kriegerdenkmal aus Granitblöcken mit einer Inschrift, ursprünglich mit einem krönenden Bronzeadler und einer Wappentafel über der Inschrift, Künstler und Maße unbekannt, Entstehungsjahr nach 1870, Stuttgart, Villa Berg, im östlichen Park, Erhaltungszustand: Adler und Wappentafel wurden im Zweiten Weltkrieg eingeschmolzen.
Herzogin Wera, die Adoptivtochter von König Karl und Königin Olga, ließ das Denkmal errichten zur Erinnerung an die Schlacht bei Champigny-Villiers Ende 1870, in der sich die württembergischen Truppen besonders ausgezeichnet hatten. In einer buntblühenden, hufeisenförmigen Blumenrabatte, die sich durch Pflastersteine vom umgebenden Rasen abgrenzt, ist dicht am Weg das pyramidenförmige Denkmal aufgestellt. Es setzt sich aus mehreren Granitblöcken zusammen, deren größter an der Breitseite zum Weg eine Inschrift mit einem selbstverfassten Gedicht von Herzogin Wera trägt:
„Der Kitt, der die herrlichen Wunder tut, / Das ist gemeinsam vergossenes Blut, / Als den Württembergern im Kampfesfeld / Die Pommern und Sachsen sich zugesellt, / Da ward besiegelt die Harmonie / Der Bruderstämme bei Champigny.“
Die große Granitblock wurde ursprünglich von einem bronzenen Reichsadler bekrönt, der ebenso wie die Wappentafel über der Inschrift im Zweiten Weltkrieg an die Kriegsmetallsammlung abgeliefert und eingeschmolzen wurde.
Literatur: Brösamlen 1939, Seite 81; Gohl 2007, Seite 98; Gohl 2010, Seite 34; Wais 1954, Seite 69, 73.

#### Blumentröge mit Delphin

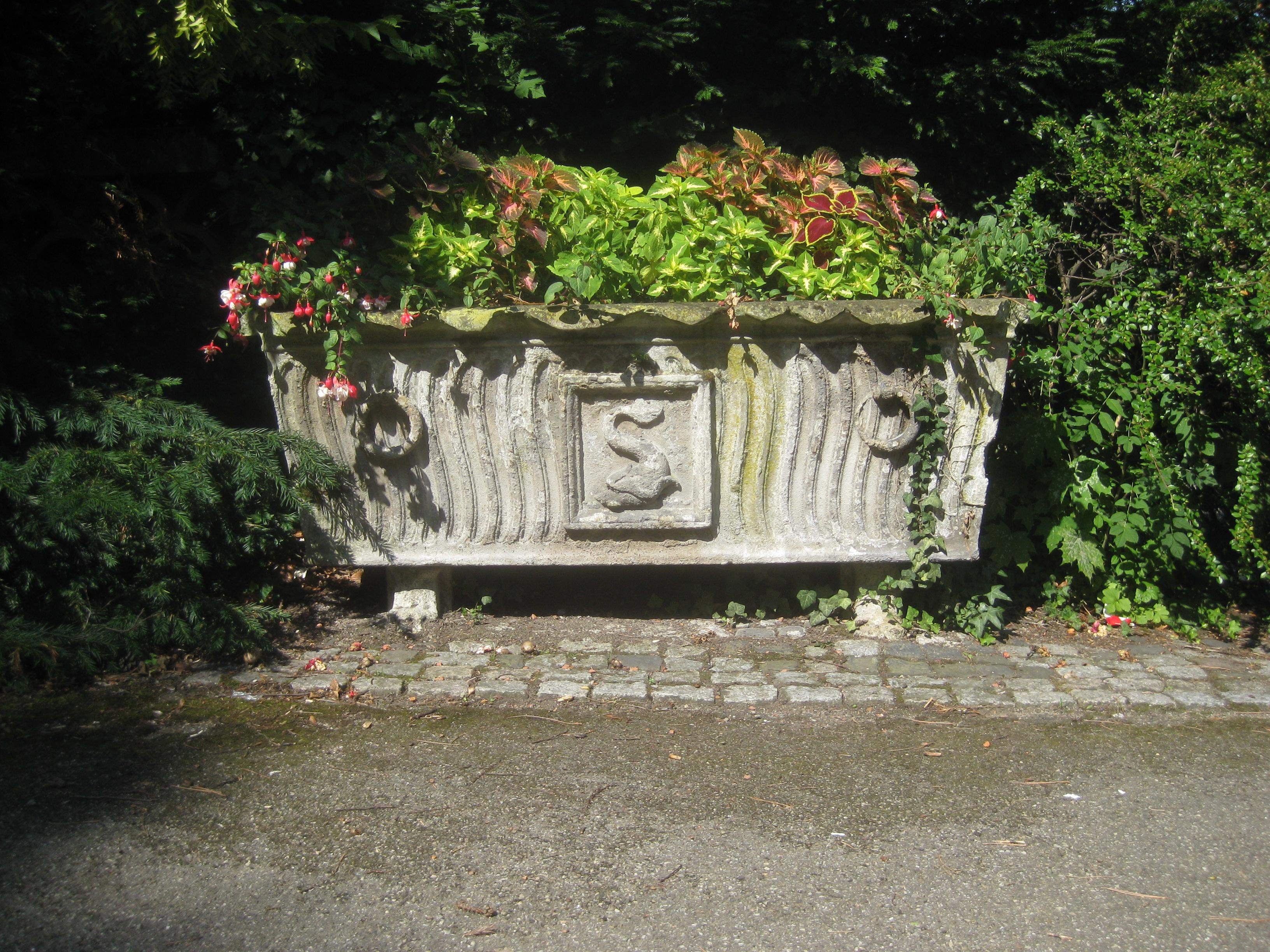

Zwei Blumentröge, Kalkstein, Höhe × Breite × Tiefe: ca. 178 × 72 × 88 cm, Entstehungsjahr unbekannt, Stuttgart, Villa Berg, Parterre vor der Westfassade, Erhaltungszustand: stark verwittert, besonders die Füße und Griffringe, vorderer Rand stückweise abgebrochen.
Die rechteckigen, wannenartigen Tröge, die sich nach unten verjüngen, stehen auf vier Löwenpranken als Füßen und laufen oben in einen dicken Wulst aus. Die Stirnwand und die beiden Seitenwände werden durch leicht geschweifte senkrechte Riefen strukturiert, die eine gewölbte Form der Tröge vortäuschen und auf der Schauseite ein gerahmtes, quadratisches Hochrelief einschließen, das einen schwänzelnden Delphin hinter einem vorüberschwimmenden Aal zeigt. Zu beiden Seiten sind Griffringe angebracht, die einen metallenen Zuber imitieren.
Literatur: keine.

## Nach Standorten
Die folgende Liste enthält eine Auswahl der verschollenen Kunstwerke, und nach heutigen Standorten sortiert, eine Auswahl der erhaltenen Kunstwerke, die ehemals bei der Villa Berg aufgestellt waren. Abweichend davon werden unter dem Stichwort Neues Lusthaus die Kunstwerke aufgeführt, die beim Umbau des Neuen Lusthauses zum Hoftheater sichergestellt und bei der Villa Berg wieder aufgestellt wurden.

### Villa Berg
- Ostfassade
  - Albert Güldenstein: Nymphenbrunnen
  - Sem Schlör: Lastträgerkonsole
- Südfassade
  - Albert Güldenstein: Auffahrtkandelaber
  - Christian Friedrich von Leins: Treppenkandelaber
  - NN: Eiserne Blumenschalen
- Westfassade
  - NN: Blumentröge mit Delphin, Eiserne Blumenschalen

### Park Villa Berg
- Otto Baum: Mahnmal (im Hof der Johann-Friedrich-von Cotta-Schule)
- Hermann Jung: Abschied eines Kriegers
- Albert Jürss & Crotogino: Steintisch
- Fritz Melis: Kreisende Adler
- NN: Champigny-Denkmal

### Städtisches Lapidarium
Der Lapidariumsführer (Schmid 2006) enthält einen herausklappbaren Standortplan der Exponate, in dem der Standort der Werke durch die Inventarnummer markiert ist.
- Georg Beer: Sockel der Wetterhexe
- Gefäße aus Kolywan: Sibirische Prunkschale, Volutenamphore, Volutenamphore
- Joseph von Kopf: Ingeborg mit dem Falken
- Wilhelm Rösch: Muckenbüble
- Sem Schlör: Simson mit den Stadttoren, Zwei Lastträgerkonsolen, Pilasterkapitell und Hirschkonsole
- Ivan Petrovitch Vitali: Sandalenlösende Venus

### Neues Lusthaus
In Walcher 1887, Heft 1, Seite 7, und Heft 4, Seite 13, werden außer den hier genannten Werken, die vom Neuen Lusthaus zur Villa Berg transferiert wurden, noch viele andere genannt, über deren heutigen Verbleib jedoch nichts bekannt ist.
- Georg Beer: Sockel der Wetterhexe
- Sem Schlör: Simson mit den Stadttoren, Lastträgerkonsole, Zwei Lastträgerkonsolen, Pilasterkapitell und Hirschkonsole

### Rotunde der Staatsgalerie
- Donato Barcaglia: Liebe macht blind
- Ludwig von Hofer: Ceres, Flora
- Heinrich Maximilian Imhof: Miriam, Ruth

### Pragfriedhof
- Franz Linden: Wasserspendende Nymphe

### Privatbesitz
- Joseph von Kopf: Büste von König Karl und Königin Olga
- Francesco Pozzi: Jupiter und Antiope

### Magaziniert
- Ludwig von Hofer: Diana von Versailles
- NN:Puttenschale

### Verschollen
- Jean-Baptiste Joseph Debay: Vier Jahreszeiten, Allegorische Knabenfiguren
- Albert Güldenstein: Zwei sitzende Hunde, Vier Reliefs, Gabenspenderin
- Joseph von Kopf: Vier Jahreszeiten

### Allgemeines
- Max Bach: Stuttgarter Kunst 1794–1860, nach gleichzeitigen Berichten, Briefen und Erinnerungen. Stuttgart 1900.
- Otto Baum (Illustration); Renate Wiehager (Herausgeberin): Otto Baum : Retrospektive zum 100. Geburtstag ; Villa Merkel, Esslingen, 25. Juni – 30. Juli 2000 ; mit einem Werkverzeichnis von Harry Schlichtenmaier, Esslingen 2000.
- Hans Böhm (Hrsg.); Ute Schmidt-Contag (Illustration): Brunnen in Stuttgart. Stuttgart 2004.
- E. Brösamlen: Das schöne Stuttgart-Berg. Ein Heimatbuch, Stuttgart 1939, S. 78–85.
- Karl Büchele: Stuttgart und seine Umgebungen für Einheimische und Fremde. Stuttgart 1858.
- Albert Courtin: Plan des Blumengartens im K. Villa-Park bei Stuttgart. In: Illustrierte Gartenzeitung 14.1870, S. 33–35, Tafel 3.
- Georg Dehio (Begründer); Ernst Gall (Fortsetzung): Handbuch der deutschen Kunstdenkmäler: Band: Baden-Württemberg 1: Die Regierungsbezirke Stuttgart und Karlsruhe. München 1993.
- Felix Fleischhauer (Hrsg.): [Auktionskatalog] Schloss Rosenstein bei Stuttgart, Felix Fleischhauer’s 78. Versteigerungs-Verzeichnis. Stuttgart 1920, Nr. 153.
- Werner Fleischhauer: Renaissance im Herzogtum Württemberg. Stuttgart 1971, S. 139.
- Ulrich Gohl (Hrsg.): Die Villa Berg und ihr Park. Geschichte und Bilder. Stuttgart 2007.
- Ulrich Gohl: Im öffentlichen Raum. Kunstwerke und Denkmäler im Stuttgarter Osten. Stuttgart 2010.
- Friedrich Hackländer: Der Roman meines Lebens. Band 2, Stuttgart 1878. US-Proxy.
- Friedrich Wilhelm Hackländer; Ulrich Hieber (Bearbeiter): Friedrich Wilhelm Hackländer – ein Preuße in Schwaben. „F. W. von Hackländer: Roman meines Lebens“. Heidenheim 1970. Veränderter Neudruck der Originalausgabe Hackländer 1878, mit Kürzungen und Anpassung der Schreibweise, ergänzt um ein Personen- und Ortsnamenregister.
- Dietrich Heißenbüttel: Mit welchen Kultur-Schichten hat sich das Gesamtareal [der Villa Berg] im Laufe seiner Geschichte aufgeladen?, nur online:.
- Regina Kratt: Joseph von Kopf: 1827 – 1903; das Werk des Bildhauers mit typologischen Studien zur Büste und Gruppe, Aachen/Mainz 1998 (zugleich: Karlsruhe, Universität, Dissertation, 1995), ISBN 3-89653-248-0.
- Josef von Kopf: Lebenserinnerungen eines Bildhauers. Stuttgart 1899. US-Proxy.
- Wolfgang W. Kress: Vom Zinn zum Erz – Die Stuttgarter Kunsterzgießerfamilie Pekargus. In: Schwäbische Heimat 38.1987, Seite 104–105.
- Ernst Künzl: Venus vor dem Bade – ein Neufund aus der Colonia Ulpia Traiana und Bemerkungen zum Typus der „sandalenlösenden Aphrodite“. In: Bonner Jahrbücher des Rheinischen Landesmuseums in Bonn und des Rheinischen Amtes für Bodendenkmalpflege im Landschaftsverband Rheinland und des Vereins von Altertumsfreunden im Rheinlande 170.1970, S. 102–162.
- Katja Kürschner: [Kriegerdenkmal in Filderstadt-Bernhausen], ohne Ort 2009, nur online: denkmalprojekt.org.
- Christian Friedrich von Leins: Die Hoflager und Landsitze des württembergischen Regentenhauses. Festschrift zur Feier des 25jährigen Regierungs-Jubiläums seiner Majestät des Königs Karl von Württemberg. Stuttgart [ca. 1889], S. 86–98.
- Ralph E. Lieberman: The church of Santa Maria dei Miracoli in Venice. New York 1986.
- Linden, Franz. In: Hans Vollmer (Hrsg.): Allgemeines Lexikon der Bildenden Künstler von der Antike bis zur Gegenwart. Begründet von Ulrich Thieme und Felix Becker. Band 23: Leitenstorfer–Mander. E. A. Seemann, Leipzig 1929, S. 240 (biblos.pk.edu.pl).
- Fritz Melis (Illustration); Günther Wirth (Text): Fritz Melis : Retrospektive. Bietigheim-Bissingen 1983, Abbildung 47.
- Friedrich Müller: Schilderungen aus der Heimath. Die Villa Sr. K. Hoh. des Kronprinzen von Württemberg bei Stuttgart. In: Neue Illustrirte Zeitschrift für Bayern 7.1851, S. 281–284, 289–291, 321–323. In Auszügen abgedruckt bei Gohl 2007, S. 31–43, und Schümann 1973, S. 57–72.
- Nagel Auktionen 2010, Auktion 417S, Los 543 global-auctions.de.
- NN: Die Industrie-Ausstellung in München. I. In: Deutsches Kunstblatt. Zeitschrift für bildende Kunst, Baukunst und Kunstgewerbe 5.1854, Seite 343–345 digi.ub.uni-heidelberg.de.
- NN: Die allgemeine deutsche Industrieausstellung. Achte Gruppe. Metallwaren und Waffen. Das Eisen. In: Zeitschrift des Vereins zur Ausbildung der Gewerke 4.1854, Seite 25–28 books.google.de.
- NN: Kunstchronik 21.1886, Sp. 721–722.
- NN: Villa Berg. Stadtpark und Städtische Gemälde-Sammlung. Eröffnet am 28. Mai 1925, Stuttgart [1925].
- Patricia Peschel: Der Stuttgarter Hofbildhauer Johann Ludwig von Hofer (1801–1887), Werkmonographie. Stuttgart 2009.
- Patricia Peschel: Güldenstein, Albert. In: Allgemeines Künstlerlexikon. Die Bildenden Künstler aller Zeiten und Völker (AKL). Band 64, Saur, München u. a. 2009, ISBN 978-3-598-23031-8, S. 359.
- Inge Petzold (Text); Christel Danzer (Fotos): Wasser zu Nutz und Zier. Stuttgarter Brunnen und Wasserspiele. Motive, Gestaltung, Geschichte, Geschicke. Stuttgart 1989, S. 34–35.
- Mario Piana (Hrsg.): Santa Maria dei Miracoli a Venezia. La storia, la fabbrica, i restauri. Venedig 2003.
- Manfred Schmid; Jutta Ronke: Städtisches Lapidarium. Museumsführer. Stuttgart [2006].
- Harald Schukraft: Ein Kunstwerk aus dem Besitz der Königin Olga – Nach 150 Jahren als Meisterwerk des Bildhauers Iwan Vitali identifiziert. In: Annemarie Röder (Redaktion): Olga – russische Großfürstin und württembergische Königin. Ein Leben zwischen höfischer Repräsentation, Politik und Wohltätigkeit. Stuttgart 2008, S. 117–120.
- Carl-Wolfgang Schümann: „Olga wohnt himmlisch“. Studien zur Villa Berg in Stuttgart. In: Jahrbuch der Staatlichen Kunstsammlungen in Baden-Württemberg 10.1973, S. 49–87.
- Gustav Wais: Alt-Stuttgarts Bauten im Bild. Stuttgart 1951, Nachdruck Frankfurt am Main 1977.
- Hermann Stroebel (Text und Bild); Helmut Ley (Bearbeiter): Bauherr Stadt Stuttgart, Band 3: Ein Leistungsbericht der Stadt Stuttgart und des schwäbischen Baugewerbes. Stuttgart 1963, S. 133.
- Gustav Wais: Stuttgarts Kunst- und Kulturdenkmale. Stuttgart [1954].
- Karl Walcher (Hrsg.): Die schönsten Porträt-Büsten des Stuttgarter Lusthauses in Lichtdruckbildern, 5 Hefte, Stuttgart 1887–1891.
- Ulrike Weber-Karge: „… einem irdischen Paradeiß zu vergleichen …“. Das Neue Lusthaus in Stuttgart. Untersuchungen zu einer Bauaufgabe der deutschen Renaissance, Sigmaringen 1989.
- Michael Wenger: Vor 150 Jahren in Stuttgart-Berg vollendet; die Villa fürs Kronprinzenpaar. „Im edelsten Renaissance Styl von Leins erbaut“. In: Schlösser Baden-Württemberg 2003, Heft 2, S. 31–35.

### Archivalien
- Ludwigsburg, Staatsarchiv
  - E 26 Bü 14 (Bildhauerarbeiten an Villa Berg).
- Stuttgart, Hauptstaatsarchiv
  - GU 20 Bü 166 (Materialsammlung von Karl Walcher über die Überreste des Neuen Lusthauses).
- Stuttgart, Wirtschaftsarchiv Baden-Württemberg
  - B 1007 Bü 1141 (Hüttenwerke Wasseralfingen: Nymphenbrunnen, Kandelaber und Blumenschalen für Villa Berg).